# Personaggi di Supernatural
Questa voce contiene un elenco dei personaggi presenti nella serie televisiva Supernatural.

## Personaggi principali

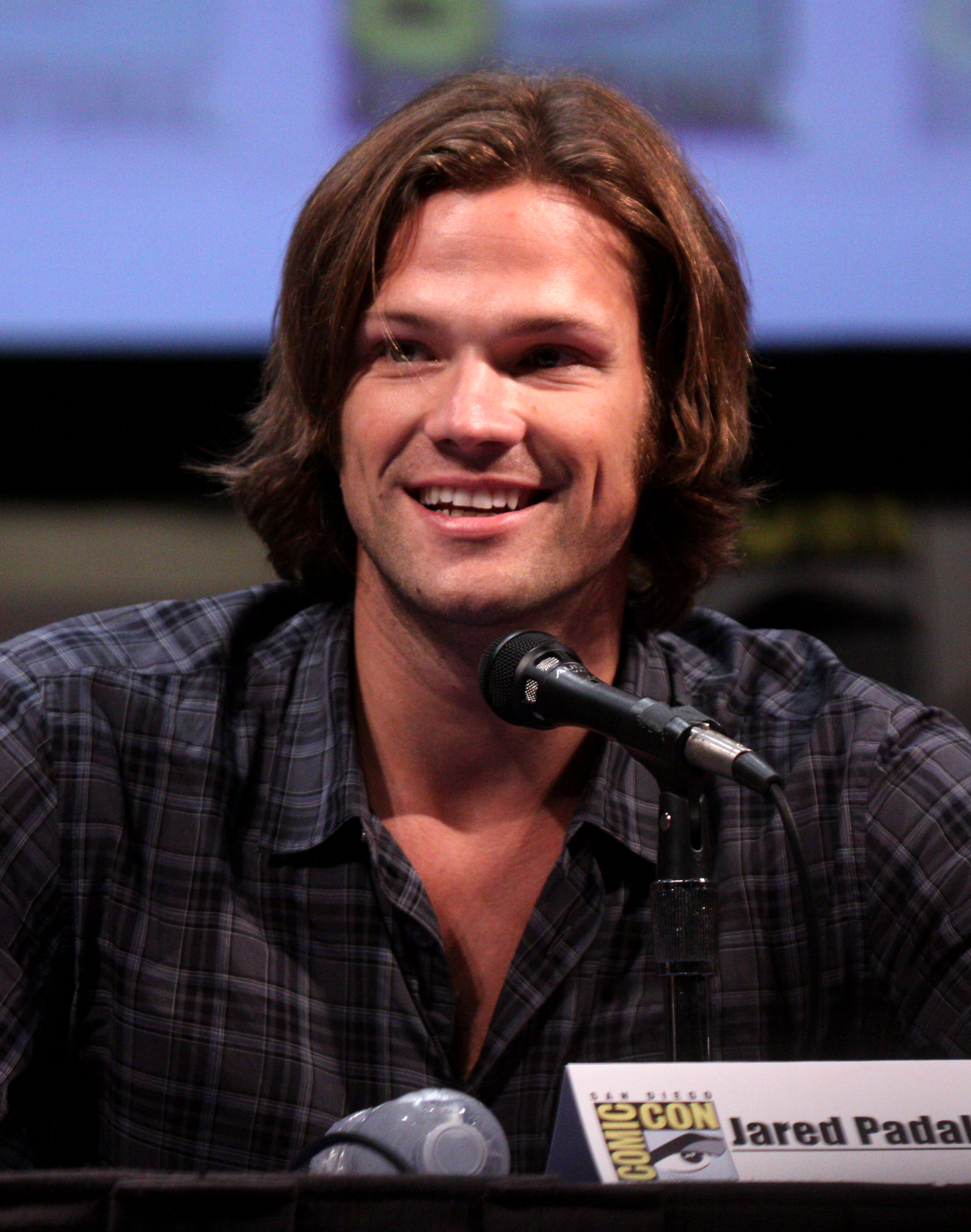
Jared Padalecki interpreta Sam Winchester.
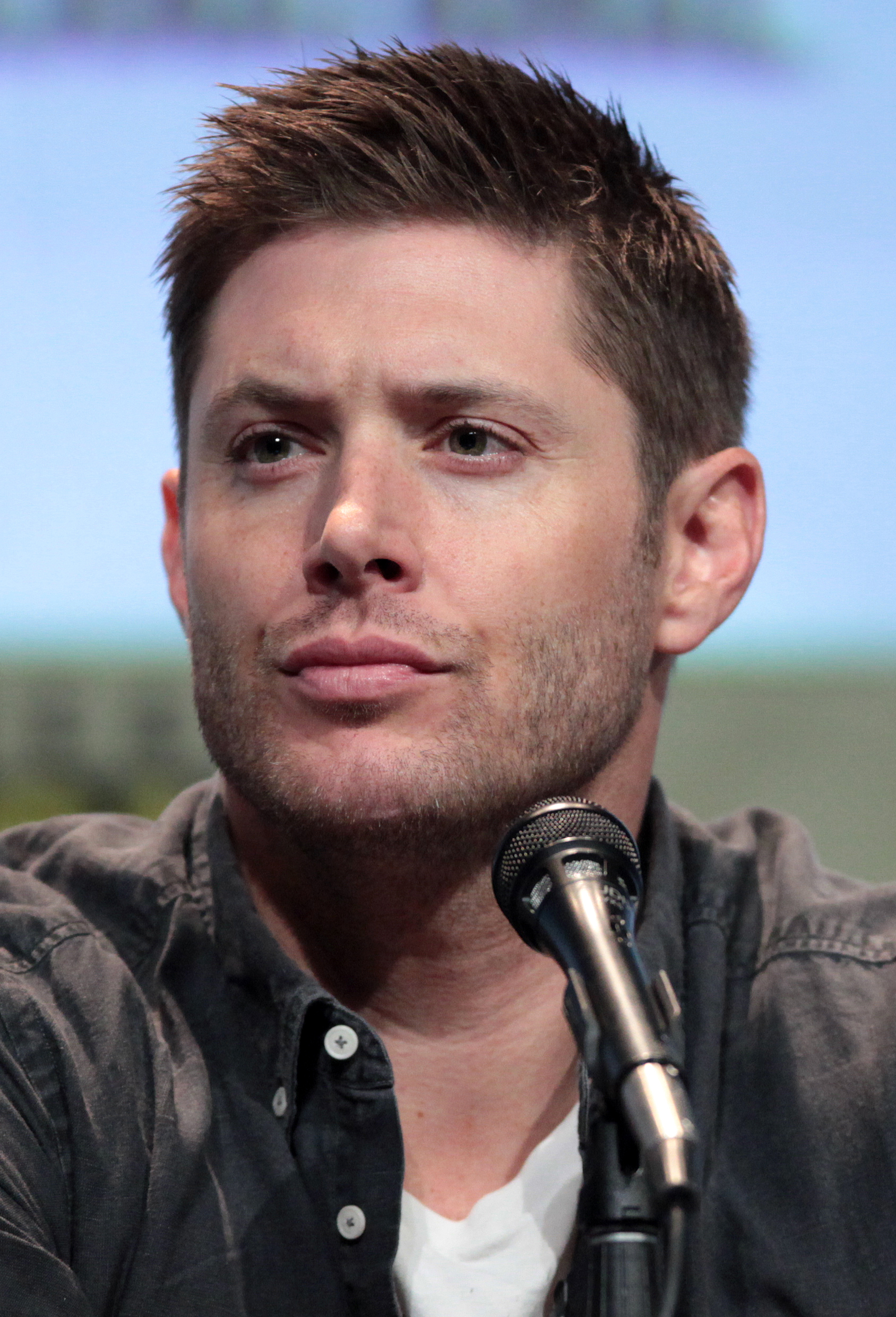
Jensen Ackles interpreta Dean Winchester.
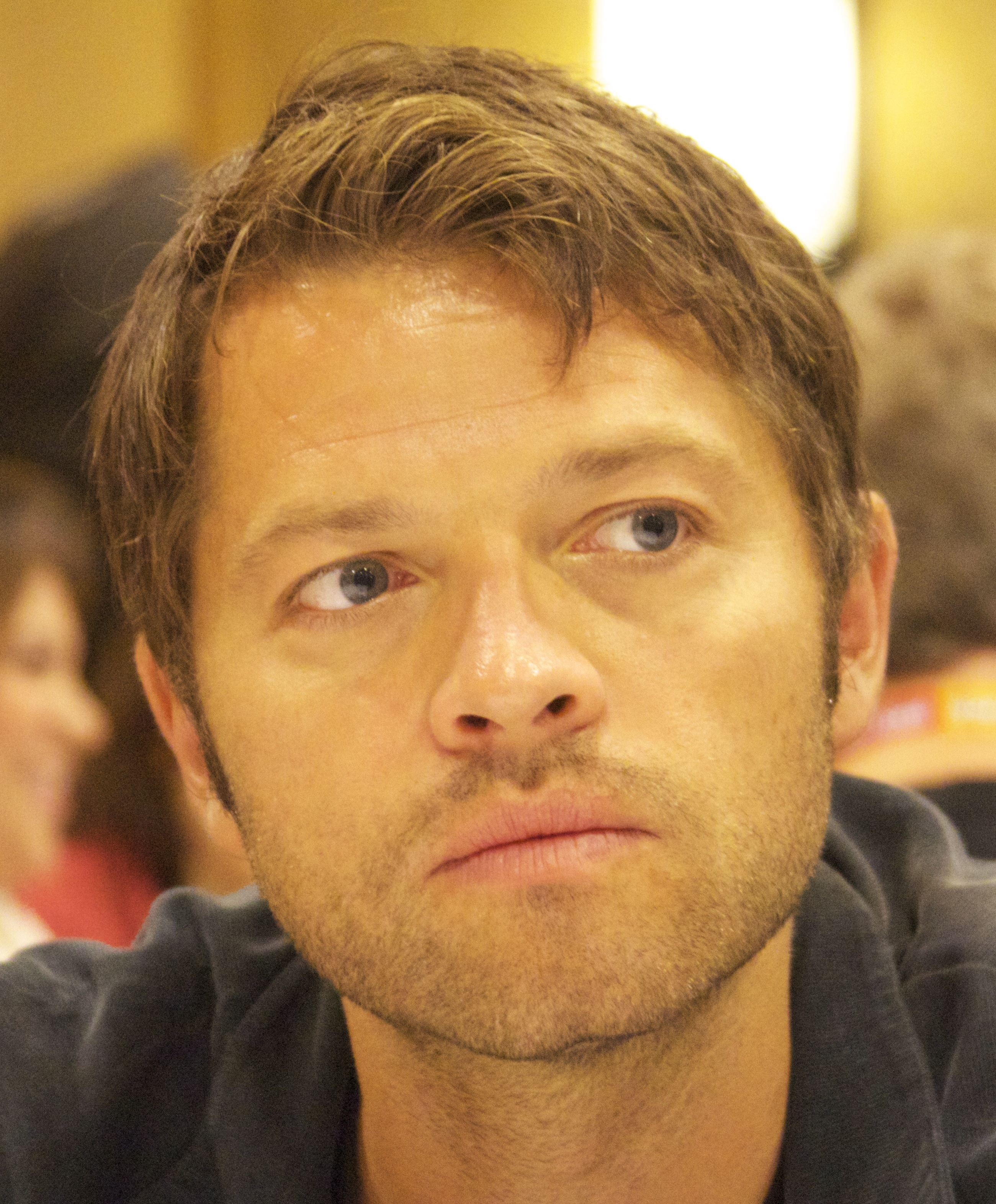
Misha Collins interpreta l'angelo Castiel.
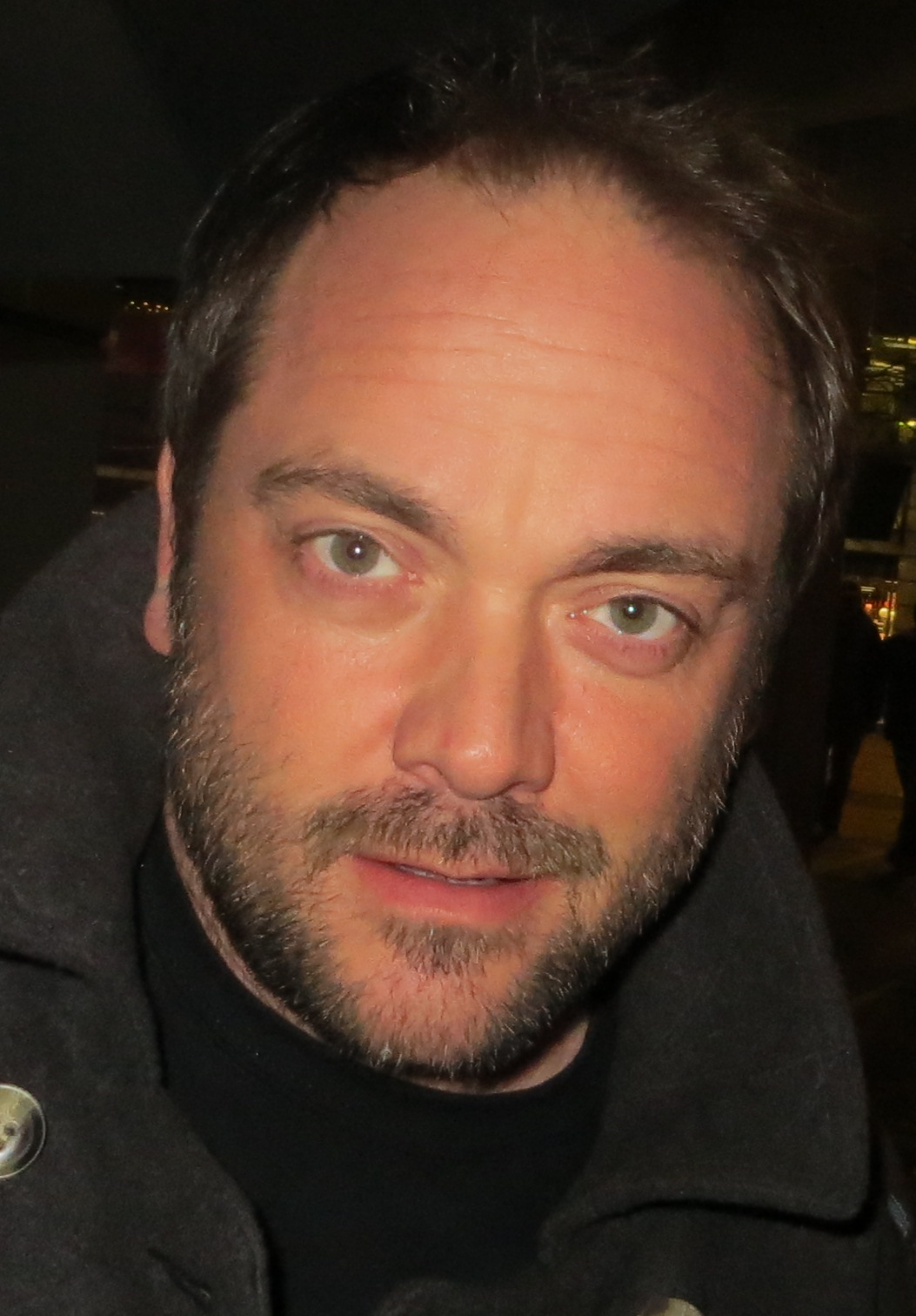
Mark Sheppard interpreta il demone Crowley.

### Sam Winchester
Samuel William Winchester, detto Sam o Sammy, è interpretato da Jared Padalecki. È il coprotagonista della serie, insieme al fratello Dean.
Quando aveva sei mesi la madre Mary venne uccisa da un demone, Azazel, che la bruciò sul soffitto della cameretta del bimbo. Questo evento segnò profondamente le sorti della famiglia. Il padre John decise di diventare un cacciatore, viaggiando alla ricerca di Azazel per poter vendicare la moglie. Sam e Dean trascorrono l'infanzia muovendosi di città in città, addestrati dal padre a uccidere creature malvagie e soprannaturali. Diversamente da Dean, Sam si è sempre dimostrato un ottimo studente. Dopo il consiglio di un insegnante decise di abbandonare la famiglia e quindi la caccia ai mostri per continuare gli studi.

### Dean Winchester
Dean Winchester è interpretato da Jensen Ackles. È il coprotagonista della serie assieme al fratello Sam.
La madre Mary è stata uccisa da un demone: nonostante ciò Dean, che al tempo aveva quattro anni, la ricorda ancora e in varie occasioni dimostra il suo amore per lei. Questo evento ha segnato profondamente le sorti della famiglia: il padre John ha deciso di mettersi in viaggio alla ricerca del demone per poter vendicare la moglie e Dean e Sam hanno trascorso l'infanzia muovendosi di città in città, addestrati da John a cacciare il soprannaturale.

### Castiel
Castiel è interpretato da Misha Collins. È un angelo, possiede abilità particolari, come poter esorcizzare i demoni solo toccandoli. Al contrario dello stereotipo cinematografico e televisivo dell'angelo, Castiel è freddo e distaccato. È un personaggio indispensabile nella battaglia contro i demoni.

### Crowley
Crowley, all'anagrafe Fergus Roderick MacLeod, è interpretato da Mark Sheppard. Inizialmente viene introdotto come personaggio ricorrente per poi divenire uno dei principali della serie; basato sull'occultista Aleister Crowley, ha riscosso molto successo di pubblico e critica. Inizialmente è uno degli antagonisti della serie ma col progredire della trama riveste più il ruolo di antieroe.

## Famiglia Winchester

### John Winchester
John Eric Winchester (Jeffrey Dean Morgan) è il padre di Sam, Dean e Adam.
Figlio dell'Uomo di Lettere Henry e di sua moglie Milly, è cresciuto senza il padre, che per sconfiggere Abaddon compie un viaggio nel tempo giungendo nel presente dai suoi nipoti. In gioventù ha servito nei Marines durante la guerra del Vietnam e svolgeva la professione di meccanico; su consiglio di Dean, che lo raggiunge nel 1973 grazie ad un viaggio nel tempo, acquista la Chevrolet Impala del 1967 che i suoi figli useranno per il resto della vita.
Nel 1983 Azazel uccide sua moglie Mary, sposata nel 1975, e per vendicarla divenne un cacciatore, probabilmente il migliore in circolazione, facendosi ben presto un nome (conoscendo tra gli altri Bobby, Ellen e suo marito, di cui causerà la morte) e crescendo i figli istruendoli nella lotta al soprannaturale.

### Mary Campbell Winchester
Mary Winchester (Samantha Smith e Amy Gumenick) è la moglie di John e la madre di Sam e Dean.
I suoi genitori, Samuel e Deanna Campbell, erano cacciatori e anche a lei, crescendo, fu insegnata la caccia. Quando Dean venne mandato indietro nel tempo da Castiel, involontariamente attirò l'attenzione di Azazel verso di lei: il demone uccise i suoi genitori e John, che all'epoca non era un cacciatore e non era a conoscenza dell'attività paranormale della famiglia Campbell. Mary si accordò con Azazel per la resurrezione di John in cambio del suo permesso di entrare in casa sua dieci anni più tardi; non conoscendo le vere intenzioni del demone, Mary accettò. Successivamente si sposò con John, abbandonò la vita da cacciatrice ed ebbe Dean e Sam.
Nel 1983, sei mesi dopo la nascita di Sam, Mary venne svegliata da dei rumori e dallo stesso, che piangeva nella culla: entrando nella camera del bambino vi trovò Azazel, intento a nutrirlo con sangue demoniaco, che la attaccò e la uccise, bruciandola sul soffitto della stanza. Nella prima stagione Sam e Dean tornano nella casa della loro infanzia a Lawrence, in Kansas, e sembra che lo spirito di Mary abbia infestato l'abitazione per proteggerla da un Poltergeist; la donna appare a Sam e gli dice che le dispiace per poi neutralizzare lo spirito maligno e andarsene per sempre; successivamente viene rivelato che tutti gli amici e i conoscenti di Mary sono stati uccisi negli anni successivi alla sua morte, ma la ragione non verrà mai spiegata.
Mary ricompare nell'ultima puntata dell'undicesima stagione, quando viene riportata in vita da Amara come regalo per Dean.
Nella dodicesima stagione va a vivere nel rifugio dei figli, dove fa la conoscenza di Castiel e cercherà di adattarsi alla nuova epoca in cui si trova. Dopo aver risolto un caso confessa che non si sente a suo agio nella nuova situazione e decide di lasciare i figli per ritrovare se stessa, ma si tiene comunque in contatto con Dean. Dopo essersi legata agli uomini di lettere inglesi verrà sottoposta al lavaggio del cervello, data la sua attitudine a non uccidere indiscriminatamente, e verrà usata per uccidere i cacciatori americani che si sono rifiutati di seguirli. Una volta ripresasi dal controllo mentale aiuterà i figli a smantellare l'organizzazione e riuscirà persino a rinchiudere Lucifero in un'altra dimensione, ma verrà intrappolata anch'essa.
Nella tredicesima stagione Mary viene salvata dalla prigionia dell'arcangelo Michele della dimensione alternativa da Jack, che la raggiunge dopo aver aumentato i poteri di una dreamwalker: i due riusciranno a sfuggire a Michele e ad unirsi alla resistenza umana guidata da Bobby, per poi riuscire ad aiutare Sam e Dean.
Nella quattordicesima stagione continua ad aiutare Sam e Jack anche durante il periodo in cui Dean è prigioniero di Michele, per poi proseguire la sua lotta una volta che l'arcangelo viene ucciso da Jack. In seguito proprio quest'ultimo, dopo aver ucciso Nick, perde il controllo dei suoi poteri e involontariamente la uccide.
Dean rivela che quando era malato gli preparava la stessa minestra di riso che le preparava sua madre e che anziché la ninna nanna gli cantava la sua canzone preferita, Hey Jude dei Beatles.

### Adam Milligan
Adam Milligan (Jake Abel) è il figlio più giovane di John Winchester, avuto da una relazione successiva alla morte di Mary; compare per la prima volta nella quarta stagione.

Quando sua madre scompare chiama John per chiedere aiuto: a rispondere sono invece Sam e Dean, che così hanno modo di conoscere il fratellastro e gli rivelano la verità sul loro modo di vivere. L'incontro si rivela tuttavia una trappola in quanto Adam e sua madre sono stati uccisi tempo addietro da due Ghoul, esseri che assumono l'aspetto delle vittime di cui si nutrono; dopo aver eliminato le creature e aver ritrovato il corpo del ragazzo, Sam e Dean lo bruciano su una pira come da tradizione dei cacciatori.

Quasi un anno più tardi, nella quinta stagione, Adam viene riportato in vita da Zaccaria: questi vuole infatti convincerlo a diventare il tramite dell'arcangelo Michele al posto di Dean, anche se in realtà il suo piano consiste nell'indurre quest'ultimo a sacrificarsi per il fratellastro e accettare il suo destino. Dopo aver finto di cedere, il maggiore dei Winchester riesce a uccidere Zaccaria ma Adam rimane indietro nella fuga e viene rapito dagli angeli; successivamente Castiel rivela che il giovane è diventato il tramite di Michele. Nello scontro finale tra questi e Lucifero (che intanto è entrato nel corpo di Sam) Dean, Bobby e Castiel allontanano temporaneamente il primo lanciandogli addosso una molotov di olio sacro; quando l'arcangelo torna sul campo di battaglia tenta di fermare Sam, che ha ripreso il controllo del suo corpo e sta per lasciarsi cadere nella gabbia, ma vi viene trascinato a sua volta.

Ritorna nella quindicesima stagione quando Chuck, dopo aver aperto le porte dell'Inferno, spalanca anche la Gabbia: il ragazzo è ancora il tramite di Michele, con cui ha stretto un buon rapporto, e viene avvicinato dai fratellastri che sono intenzionati a sapere dall'arcangelo come intrappolare Dio basandosi sulle stesse modalità utilizzate per Amara. Adam riesce a convincere Michele ad aiutarli e Dean si scuserà con lui per tutto quello che ha dovuto subire.

### Samuel Campbell
Samuel Campbell (Mitch Pileggi) è il nonno dei fratelli Winchester e padre di Mary. Morto prima della nascita di Sam e Dean a causa di Azazel, viene riportato in vita insieme al nipote minore da Crowley per cercare la porta del Purgatorio. Dal suo ritorno caccia spesso insieme ai due fratelli e ad altri nipoti. Per riavere indietro sua figlia vende i nipoti a Crowley ma Sam poco tempo lo uccide poiché era posseduto da una delle creature di Eve.

### Gwen Campbell
Gwen Campbell (Jessica Heafey) è la nipote di Samuel e cugina di Sam e Dean. Fa la sua prima comparsa nell'episodio Una vita normale e viene rivelato che da quando Sam è uscito dalla gabbia di Lucifero e Samuel è ritornato in vita, la ragazza ha passato un anno a cacciare con loro. Nell'episodio Due uomini e mezzo aiuta i cugini a combattere contro l'Alpha dei mutaforma mentre in Questioni di famiglia partecipa al piano di cattura dell'Alpha dei vampiri. Dean, posseduto da un verme parassita, uccide la cugina con un colpo di pistola (...E poi non rimase nessuno).

### Henry Winchester
Henry Winchester (Gil McKinney) è il padre di John. Era odiato dal figlio che, non essendo a conoscenza del viaggio nel tempo del padre, credeva di essere stato abbandonato. Giunge nel presente e chiede aiuto ai nipoti per sconfiggere Abaddon, uno dei cavalieri dell'Inferno. Li informa che lui e tutti i membri della sua famiglia erano Uomini di Lettere, ovvero coloro che detengono la conoscenza su tutto il soprannaturale e che condividono solo con una ristretta cerchia di cacciatori. Rimane scioccato dalla scoperta che i Winchester sono cacciatori e non letterati. Muore sacrificandosi per avvicinarsi il più possibile al demone e bloccarlo per sempre.

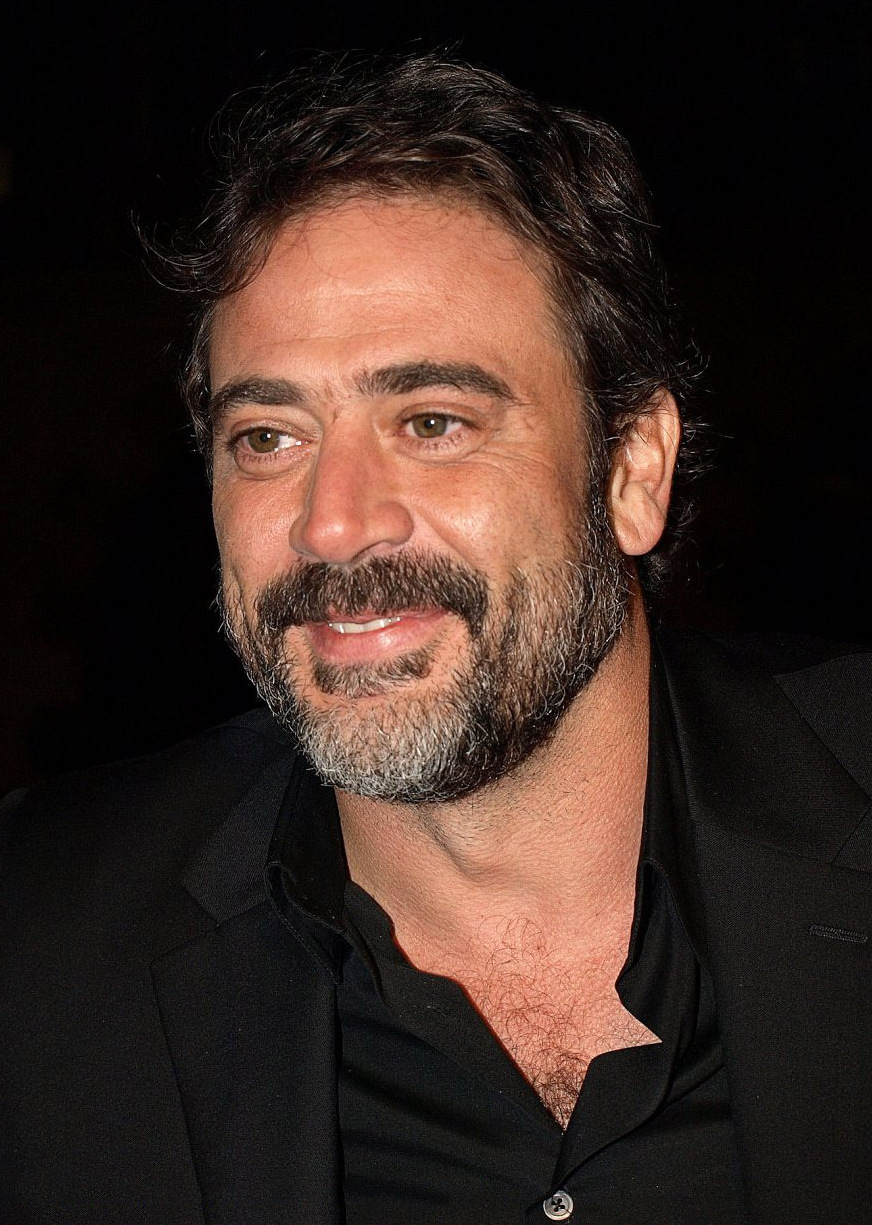
Jeffrey Dean Morgan interpreta John Winchester

## Cacciatori
I cacciatori (Hunters) sono persone specializzate nel combattere le creature soprannaturali studiando i loro punti deboli e lasciando alle generazioni future tutte le loro conoscenze. Non si sa da quanto tempo siano operativi, ma sembra che la loro fama era temuta già ai tempi del vecchio West; inoltre, stando agli appunti degli Uomini di lettere, esistevano anche nell'antica Grecia. Anche alcuni personaggi storici famosi erano cacciatori: tra questi si possono citare Samuel Colt e Eliot Ness. È tradizione dei cacciatori quella di bruciare su una pira i cadaveri dei loro colleghi, in modo che non possano essere utilizzati per scopi malvagi dalle creature che cacciano. Molti cacciatori muoiono giovani e per questo è dilagante nella categoria il desiderio di ritirarsi in tempo per avere una famiglia e un'esistenza normale, cosa che però si verifica rarissimamente. 

### Bobby Singer
Bobby Singer (Jim Beaver) diventa un cacciatore dopo l'omicidio della moglie da parte del demone che l'aveva posseduta. Viene introdotto alla lotta contro il sovrannaturale da Rufus Turner ed è un vecchio amico di John Winchester. Dopo la morte di quest'ultimo diventa praticamente l'unico punto di riferimento per i due fratelli, che considera i figli che non ha mai avuto.

### Ellen Harvelle
Ellen Harvelle (Samantha Ferris) è la madre di Jo e vedova di un cacciatore, morto durante una caccia con John Winchester; è inoltre la proprietaria della Roadhouse, una taverna frequentata per lo più da cacciatori. Nonostante il risentimento che prova nei confronti di John nutre un affetto quasi materno per Sam e Dean, forse anche per via del fatto che sua figlia è innamorata del maggiore dei Winchester. Muore insieme alla figlia nella quinta stagione sacrificandosi per uccidere i cerberi. Riappare in un episodio della sesta stagione in una realtà alternativa creata dall'angelo Balthazar, che fa in modo che il Titanic non affondi delineando una nuova linea temporale in cui è sposata con Bobby. Alla fine dell'episodio Sam e Dean convincono l'angelo a rimettere le cose a posto e così Ellen scompare, lasciando Bobby da solo.

### Joanna Beth "Jo" Harvelle
Joanna "Jo" Harvelle (Alona Tal) è la figlia di Ellen. Vorrebbe seguire le orme del padre, ma sua madre glielo impedisce; successivamente decide di lasciare la Roadhouse, dove lavora come barista, per diventare una cacciatrice a tutti gli effetti. Dopo l'incendio della taverna si unisce a sua madre nella caccia. Muore nella quinta stagione uccisa dai cerberi. Il suo spirito riappare in un episodio della settima stagione quando viene evocato dal dio Osiride per far del male a Dean, ma Sam uccide il dio e lo spirito di Jo fa ritorno nel mondo dei morti. È innamorata di Dean, ma questi la vede fondamentalmente come una sorella minore.

### Ash
Ash (Chad Lindberg) è un cacciatore con una particolare acconciatura mullet che vive e lavora alla Roadhouse con Ellen e Jo. Ha frequentato il MIT ma è stato cacciato per aver partecipato a una rissa; Ellen lo definisce un genio, anche se con delle abitudini un po' particolari. Possiede un portatile fatto in casa che usa per rintracciare presagi paranormali e in particolare il demone Azazel con le informazioni fornitegli dai Winchester. Nel penultimo episodio della seconda stagione chiama Dean per informarlo di avere trovato qualcosa di importante, ma muore prima di poterglielo riferire: quando Dean arriva alla Roadhouse per parlargli, infatti, la trova bruciata e rasa al suolo dai demoni. Nella quinta stagione incontra Sam e Dean in Paradiso, dove si gode il tempo libero più di quanto non facesse nella sua vita sulla Terra. Grazie a lui, che ha imparato l'enochiano e ha costruito un dispositivo elettronico per individuare gli angeli, i fratelli riescono a rintracciare l'angelo Joshua.

### Rufus Turner
Rufus Turner (Steven Williams) è il cacciatore che ha iniziato Bobby alla caccia al soprannaturale e a insegnargli tutto quello che c'è da sapere; dopo essersi ritirato per diversi anni, torna a combattere con l'arrivo dell'Apocalisse.
Nella terza stagione Bobby, che non sente Rufus da circa quindici anni, riceve da lui una telefonata in cui gli comunica gli spostamenti di Bela Talbot, che Sam e Dean stanno cercando. Nonostante manchino solo due settimane perché finisca il suo patto col Diavolo, Dean si reca da Rufus, che lo informa su interessanti dettagli sul passato di Bela.
Nella quarta stagione, pur non apparendo di persona, chiama Bobby per avvertirlo che altri sigilli della gabbia di Lucifero sono stati rotti. Successivamente si dirige verso una città che sembra sotto l'attacco di demoni e chiama Bobby per aiuto; questi è però costretto sulla sedia a rotelle e manda quindi i Winchester. In realtà in città non vi è alcun demone, ma solo umani in preda a una follia omicida e ad allucinazioni. Jo, che è giunta in città insieme alla madre, e Rufus catturano Sam, convinti che sia posseduto. I cacciatori infine riescono a capire cosa stia succedendo veramente e a rompere il sortilegio architettato dal cavaliere Guerra.
Nel corso di un caso della sesta stagione, che seguiva assieme a Dean, Sam e Bobby, viene ucciso da quest'ultimo mentre era posseduto da una delle nuove creature di Eve. Successivamente appare in un flashback di Bobby.

### Garth Fitzgerald IV
Garth Fitzgerald IV (DJ Qualls) è un cacciatore che solitamente lavora da solo.
Compare per la prima volta nella settima stagione collaborando con Dean quando Sam trascorre un periodo con Becky a causa di un sortilegio di quest'ultima; successivamente chiama i fratelli in suo aiuto per fronteggiare un fantasma Shojo. 
Dopo la morte di Bobby prende il suo posto come guida per gli altri cacciatori e successivamente, pur senza comparire, viene scelto come guardia del corpo del giovane profeta Kevin. Dopo essere scomparso per circa sei mesi, nella nona stagione Dean e Sam scoprono che Garth è diventato un licantropo dopo essere stato morso da quello che aveva ucciso; inoltre si è sposato con Bess, anch'essa un licantropo, ma sembra gestire bene la sua nuova natura: la famiglia della ragazza, infatti, non si nutre di cuori umani ma solo di animali. Dopo che i due fratelli lo aiutano a uccidere la malvagia madre adottiva di sua moglie, rivela di voler continuare a fare il cacciatore, ma Dean lo persuade a non farlo perché ora ha una famiglia di cui prendersi cura.
Nella quattordicesima stagione ricompare come infiltrato per i Winchester nell'esercito di Michele: dopo essere stato costretto a bere una parte della grazia di quest'ultimo attacca Sam e Jack, che tuttavia riescono a fermarlo.
Nella quindicesima stagione contatta di nuovo i Winchester per informarli sulla posizione di un fight club clandestino in cui vengono organizzati incontri tra mostri e li aiuta a sgominare il posto, consigliando poi loro un luogo in Alaska dove i due possano ritrovare la propria buona sorte.

### Ghostfacers
I Ghostfacers sono un gruppo di fanatici dell'occulto introdotti già nella prima stagione.

I primi due componenti, Ed Zeddemore (A. J. Buckley) e Harry Spangler (Travis Wester), gestivano il sito Internet dedicato agli eventi paranormali www.hellhounds.com ed erano un chiaro omaggio ai personaggi dei Ghostbusters Winston Zeddemore e Egon Spengler: i loro metodi sono amatoriali, nonostante si credano dei veri esperti del genere e si beffano di Dean e Sam perché combattono i demoni e i fantasmi con fucili e pistole.

I due ricompaiono durante la terza stagione, con un gruppo più nutrito di persone al seguito, mentre stanno producendo l'episodio pilota della serie che porterà il loro nome e caratterizzato da uno stile simile a quello del film The Blair Witch Project, con riprese fatte in casa e telecamere in mano.

Compaiono ancora durante la quarta stagione in un video in cui danno consigli alle nuove generazioni di cacciatori e nella quinta in un intermezzo pubblicitario. Nel 2010 sono protagonisti della webserie di dieci episodi Ghostfacers, fruibile sul sito cwtv.com.

Riappaiono nella nona stagione dove aiutano i Winchester a risolvere un caso su una misteriosa creatura assassina chiamata "l'uomo ombra", per poi scoprire che era solo un'invenzione di Ed per stimolare la passione di Harry per il soprannaturale, il quale stava considerando l'idea di sciogliere i Ghostfacers per vivere una vita normale. Infine scoprono che i responsabili di quelle morti sono due assassini di nome Norwood e Roger, che usando l'identità dell'uomo ombra, che a causa di Ed era diventato famoso, hanno compiuto i delitti. Dean e Harry uccidono Roger e Norwood, infine i Ghostfacers si sciolgono in quanto Harry non trova il coraggio di perdonare Ed per il modo in cui ha manipolato l'amico.

### Martin Creaser
Martin Creaser (Jon Gries) è un ex cacciatore, vecchio amico di John Winchester. Il suo lavoro ha finito col portarlo verso la follia e infatti venne ricoverato in un istituto psichiatrico. Una volta uscito decide di ritornare a fare il cacciatore: Sam gli chiede di spiare il vampiro Benny, amico di Dean di cui non si fida. Proprio in quello stesso periodo un vampiro delle vicinanze, Desmond, inizia a mietere vittime: inizialmente Martin dà la colpa a Benny e nonostante sia innocente, e anche se quest'ultimo uccide Desmond, Martin decide ugualmente di eliminarlo. Ormai vittima della follia, Martin attira l'attenzione di Benny prendendo in ostaggio la sua pronipote, ma alla fine Martin viene ucciso dallo stesso Benny.

### Charlie Bradbury
Charlie Bradbury (Felicia Day) è un'esperta di computer che appare per la prima volta nella settima stagione aiutando i due fratelli a sconfiggere i Leviatani di Dick Roman, nella cui compagnia lavora. Successivamente Sam e Dean la ritrovano casualmente quando si imbattono in una scia di cadaveri marchiati con uno strano simbolo celtico (l'albero della vita) in occasione di un GDR dal vivo. Dopo aver aiutato di nuovo i fratelli Winchester decide di recarsi per un certo periodo nel magico regno di Oz, al quale accede grazie alla protagonista del romanzo omonimo e anch'essa cacciatrice Dorothy. Quando aveva dodici anni i suoi genitori vennero coinvolti in un incidente stradale: suo padre morì, mentre sua madre finì in coma; quando appunto il suo passato viene scoperto si scopre che il suo vero nome è Celeste Middleton. Nella settima stagione si scopre inoltre che è lesbica e che ha dei problemi con la legge. Divenuta vittima di una maledizione a Oz, il suo lato oscuro (che ha preso vita) ucciderà l'uomo che aveva ucciso suo padre durante l'incidente stradale. Muore nella decima stagione per aiutare i due fratelli: dopo aver decriptato il Libro dei Dannati invia i codici appena scoperti a Sam e subito dopo viene uccisa da Eldon Styne in maniera brutale. Sam e Dean la trovano morta nella vasca da bagno e le fanno un funerale da cacciatrice. Nella tredicesima stagione Dean e Ketch trovano nella dimensione apocalittica la Charlie di quel mondo e, dopo averla salvata dagli angeli, la reclutano per fermare Michele.

### Krissy Chambers
Krissy Chambers (Madison McLaughlin) è una giovane cacciatrice orfana di madre. Nonostante sia soltanto un'adolescente caccia insieme a suo padre Lee, il quale le ha insegnato tutto quello che conosce.
Dean e Sam la incontrano per la prima volta nella settima stagione, dove lei e il padre collaborano con i Winchester affrontando insieme dei Vetala; Dean suggerisce a Lee di chiudere con la vita del cacciatore per il bene di Krissy e alla fine l'uomo capisce che sua figlia ha diritto a una vita normale.
I fratelli Winchester hanno modo di rivedere Krissy nell'ottava stagione, quando scoprono che dopo la morte del padre la ragazza ora vive sotto la tutela del cacciatore Victor Rogers insieme ad altri due ragazzi (Aidan e Josephine). Krissy rivela ai Winchester che suo padre è stato ucciso da un vampiro, proprio come i familiari di Aidan e Josephin, e che Victor li addestra ma permettendo loro di avere anche una vita normale, ad esempio mandandoli a scuola, cercando di trasformarli in una generazione di cacciatori più moderni. Krissy e i suoi amici, grazie a Dean e Sam, scoprono che il vampiro che ha ucciso i loro familiari lavorava con Victor e che è stato lui a ordinargli di ucciderli così lui si sarebbe preso cura di loro trasformandoli in formidabili cacciatori. Nonostante Krissy abbia l'occasione di uccidere Victor lo risparmia e lui si uccide sparandosi alla testa. Krissy decide di rimanere a vivere con Aidan e Josephine perché ormai sono una famiglia; inoltre decide di continuare a fare la cacciatrice in maniera più saltuaria, cercando di tenersi lontana da questa vita il più possibile.

### Arthur Ketch
Arthur Ketch (David Haydn-Jones) è un Uomo di lettere inglese che fa la sua prima comparsa nella dodicesima stagione.
Viene presentato come uno dei migliori elementi, se non il migliore, a disposizione della sua organizzazione, nella quale divenne celebre in breve tempo per la particolare brutalità con cui persegue la sua missione contro le creature sovrannaturali e che lo rese inviso e temuto anche da parte di diversi suoi colleghi.
Doppiogiochista e spietato, si rende protagonista di diversi tiri mancini nei confronti dei Winchester ma alla fine verrà ucciso da Mary, di cui si era innamorato dopo aver passato una notte assieme. Ha avuto una relazione anche con la collega Toni Bevell, che lo definisce sprezzantemente "uno psicopatico", e conosceva da molto tempo Mick Davies, che ucciderà quando questi comincerà a seguire il modo di cacciare dei Winchester.
Nella tredicesima stagione torna in vita grazie allo stesso incantesimo usato da Rowena e inizialmente si presenta come suo fratello gemello Alexander, ma viene smascherato dai Winchester. Successivamente si allea con Asmodeus ma più tardi convince Sam e Dean a collaborare.
Nella quindicesima stagione torna in aiuto dei Winchester, alle prese con le anime fatte evadere dall'Inferno da Chuck, e dopo averli aiutati viene ucciso da Ardat, il demone che gli aveva commissionato l'assassinio di Belfagor.

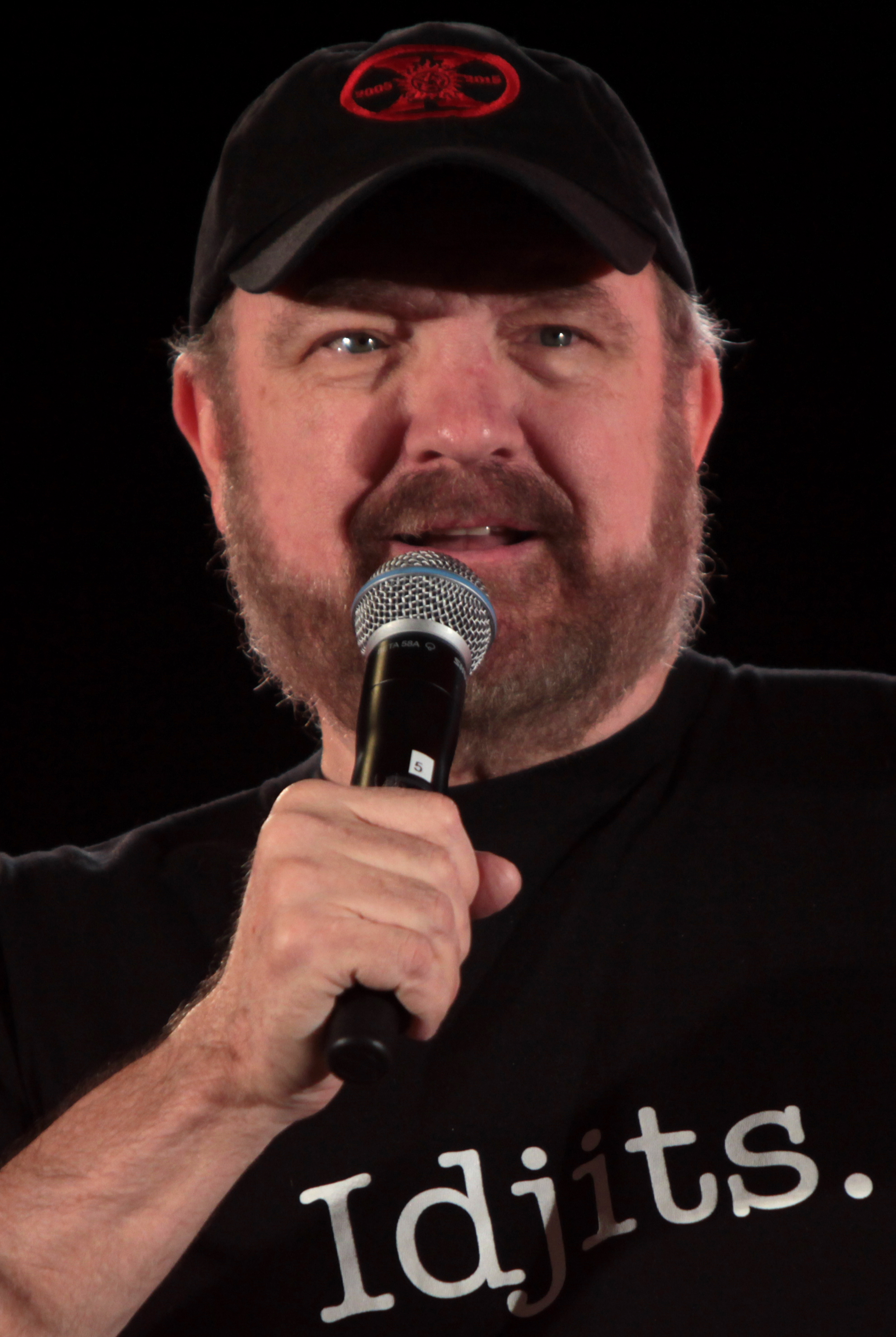
Jim Beaver interpreta Bobby Singer
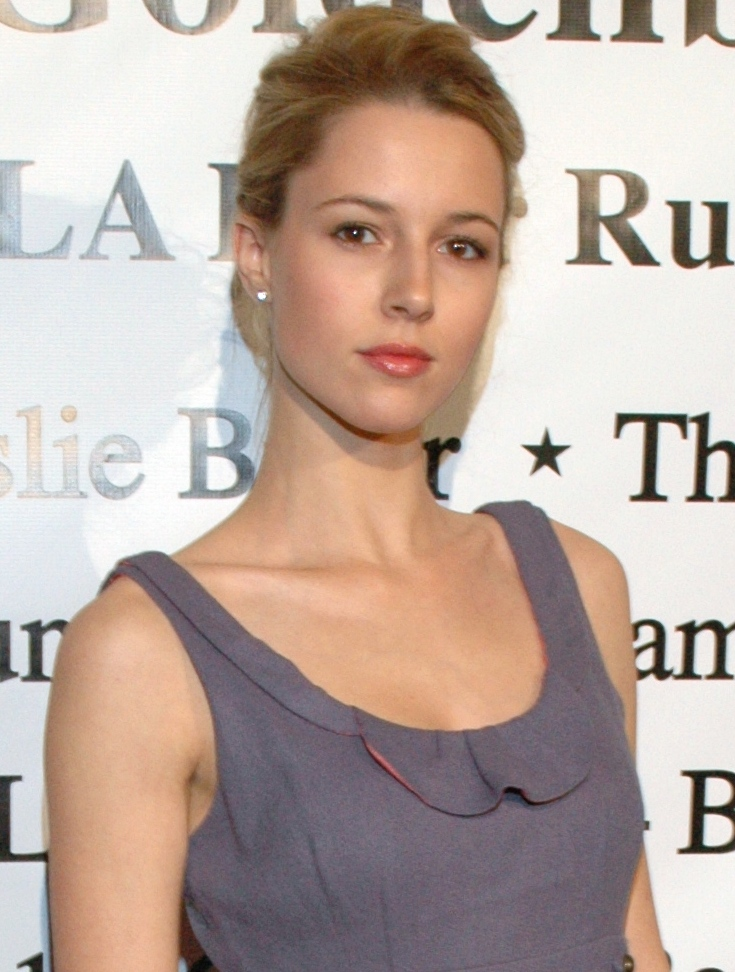
Alona Tal interpreta Jo Harvell
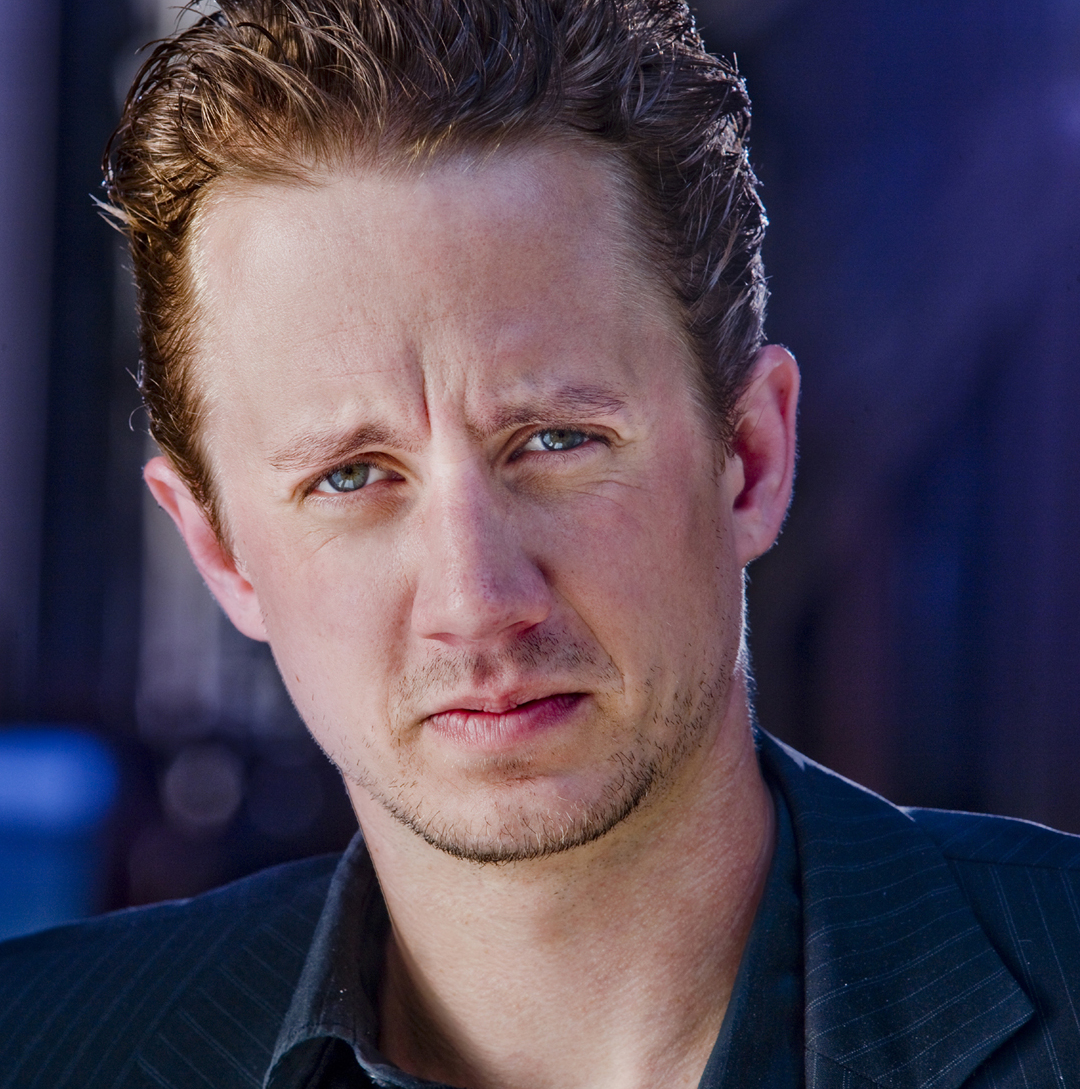
Chad Lindberg interpreta Ash
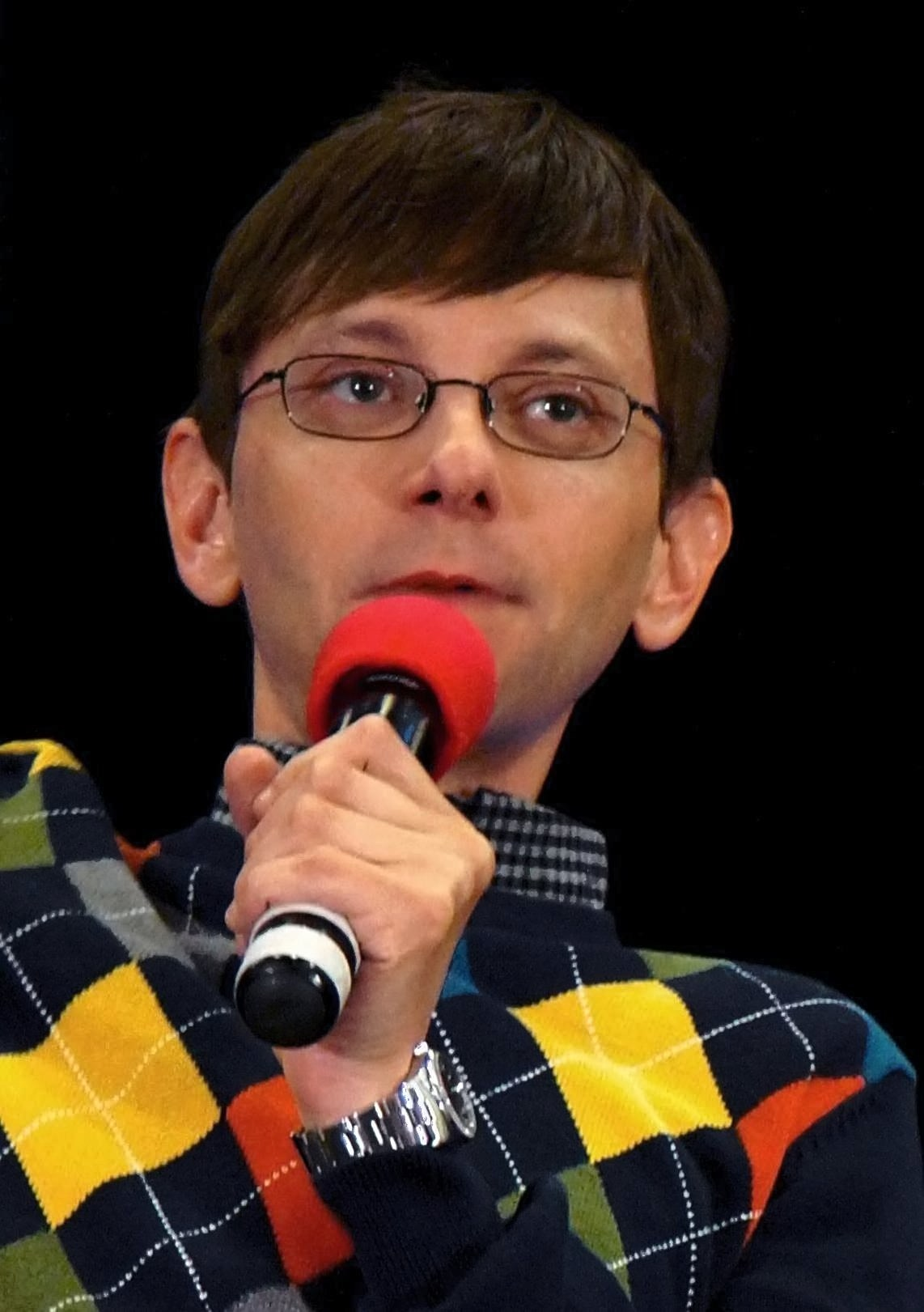
DJ Qualls interpreta Garth Fitzgerald IV
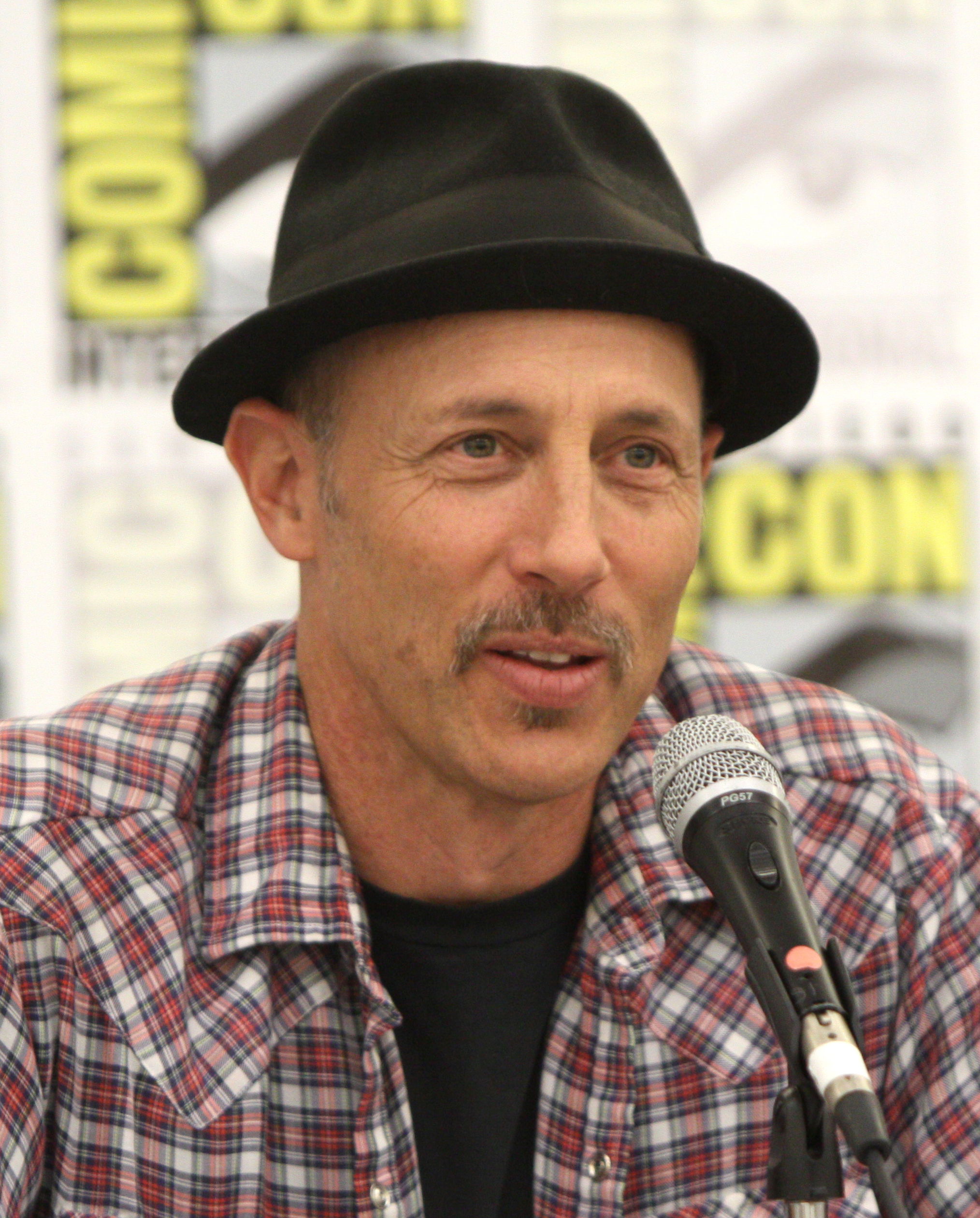
Jon Gries interpreta Martin Creaser
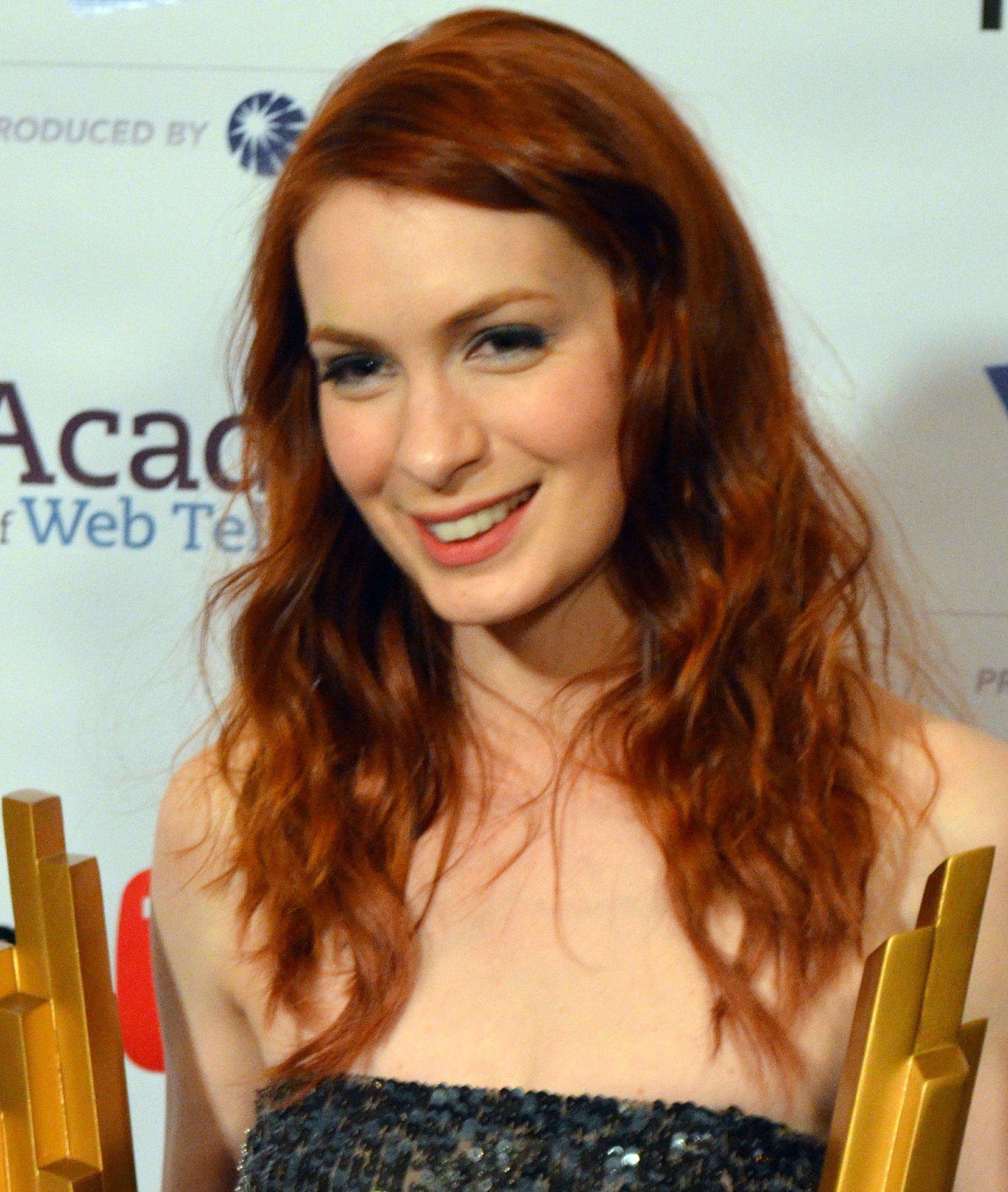
Felicia Day interpreta Charlie Bradbury

## Demoni
I demoni sono le creature che popolano l'Inferno e inizialmente gli sceneggiatori li avevano concepiti «a metà strada tra spiriti e creature corporali».
Il primo demone ad apparire nella serie dimostrò l'abilità di possedere un essere umano: la caratteristica, nata esclusivamente in funzione di quell'episodio, venne successivamente mantenuta.
L'aspetto dei demoni cambia con l'evolversi della serie: originariamente appaiono come un sottile fiotto di fumo nero (rosso nel caso di Crowley dopo essere divenuto re degli Inferi), in seguito vengono dipinti come grosse nuvole di fumo attraverso le quali, se in gruppo, pulsano scariche elettriche. Ivan Hayden, il supervisore agli effetti speciali, ha dichiarato che il fumo nero è uno degli effetti più difficili da realizzare per la serie.
Quando possiedono un essere umano i demoni possono farsi riconoscere facendo apparire gli occhi dell'ospite completamente neri. Alcuni demoni presentano occhi di colori differenti, che stabiliscono la loro posizione gerarchica: i demoni degli incroci sono generalmente caratterizzati da occhi rossi; altri demoni di livello superiore, come Lilith e Alastair, li hanno invece bianchi mentre i Principi infernali li hanno gialli. Il colore bianco venne scelto da Eric Kripke, che durante la produzione della seconda stagione vide il film Ho camminato con uno zombie e trovò la visione della creature dagli occhi completamente bianchi «alquanto inquietante».
Nella serie i demoni sono stati dipinti come creature crudeli e sadiche, che spesso godono del dolore umano; Kripke li ha definiti «eruditi e sofisticati».
Azazel è il principale antagonista delle prime due stagioni, mentre nella terza a essere cacciati sono i demoni nel loro insieme.
Soltanto in un episodio della terza stagione viene esplicitata la loro natura religiosa: essi credono in un potere superiore che identificano in Lucifero, che è anche il loro creatore.
Nonostante molti abbiano da tempo perso la propria fede, i demoni tornano a venerare l'angelo caduto dopo il suo ritorno sulla Terra.
Esistono diversi modi per sconfiggere un demone tra cui esorcismi, attacchi con specifiche armi, incantesimi e rituali oppure bruciare le ossa del loro corpo umano, ma è anche possibile "curarli" iniettando loro ad intervalli regolari del sangue umano. Esattamente come gli angeli, alla loro morte finiscono nel Nulla cosmico.

### Lilith
Lilith è il primo essere umano ad essere trasformato in demone da Lucifero: per questo motivo costituisce uno dei demoni più potenti e i suoi occhi sono infatti bianchi e non neri.

Viene introdotta nella terza stagione con le fattezza di una bambina mentre è alla ricerca dei Winchester: mancandoli di pochi minuti, tortura tutte le persone che si trovano nella stazione di polizia che i due fratelli hanno appena lasciato e poi distrugge l'edificio. Successivamente Bela rivela che Lilith è il demone che detiene il contratto di Dean, pertanto quest'ultimo e il fratello iniziano a cercarla fino a rintracciarla nell'Indiana: il demone prende nuovamente possesso di una bambina e ne tiene in ostaggio i familiari, obbligandoli a comportarsi come se fosse veramente loro figlia. Successivamente Sam e Dean rubano il coltello di Ruby, con cui hanno intenzione di ucciderla, ma Lilith entra nel corpo di Ruby e richiama i suoi segugi infernali, che sbranano il maggiore dei Winchester facendolo finire all'Inferno; Lilith esce quindi dall'ospite e riesce a fuggire. Castiel rivela poi a Dean che Lilith sta cercando di liberare Lucifero dalla Gabbia in cui è imprigionato all'Inferno rompendone uno ad uno i sessantasei sigilli.

Nella quarta stagione causa l'ascesa dei testimoni, cioè il risveglio delle anime di coloro che sono stati uccisi da eventi paranormali, che iniziano ad attaccare i cacciatori che non sono riusciti a salvarli. Possedendo poi un'igienista dentale il demone cerca di accordarsi con Sam dopo aver scoperto che dovrà morire durante l'Apocalisse: il minore dei Winchester tenta di ucciderla con il coltello di Ruby ma fallisce e Lilith fugge sotto forma di fumo nero in seguito all'arrivo dell'arcangelo Raffaele. Castiel rivela infine a Dean che la morte di Lilith stessa costituisce l'ultimo sigillo: Sam, senza saperlo, la uccide prima che il fratello, che era stato tenuto in ostaggio dagli angeli, possa fermarlo; con la sua morte si apre una voragine da cui Lucifero ritorna nel mondo.

Nella quindicesima stagione prende possesso di una ragazza che Sam e Dean hanno salvato da una coppia di fratelli licantropi: il demone rivela di essere stata riportata in vita da Chuck per farsi consegnare la pistola con cui Sam lo ha ferito e, nonostante i tentativi dei due, alla fine riesce a impossessarsene e a distruggerla. Il demone rivela inoltre che Chuck ha intenzione di concludere la loro storia con uno dei due che uccide l'altro, proprio come ha visto Sam nelle sue visioni. Successivamente viene incaricata da Chuck di portargli Michele, fuggito dalla Gabbia dopo che Dio ne ha spalancato le porte, ma viene distrutta dall'arcangelo.

### Principi Infernali
I Principi Infernali sono quattro potenti demoni, i primi creati da Lucifero dopo Lilith, nati come generali delle armate demoniache. Il loro rango è testimoniato dal fatto che i loro occhi sono gialli e non neri come quelli dei demoni comuni. A parte Azazel, i Principi hanno mantenuto l'anonimato per diverse migliaia di anni in quanto hanno smesso di credere negli ideali di Lucifero e hanno deciso di "ritirarsi".

#### Azazel
Azazel (Fredric Lehne), conosciuto anche come "Occhi gialli", è il demone che uccise Mary Winchester e il motivo principale per cui John, Dean e Sam diventano cacciatori. Più di vent'anni dopo ordina al demone Bradley di uccidere anche la fidanzata di Sam, Jessica, in modo da spingerlo a tornare a cacciare perché fosse pronto per il suo oscuro avvenire.

Viene ucciso da Dean alla fine della seconda stagione grazie alla Colt e all'aiuto dello spirito del padre John, uscito dalla porta dell'Inferno aperta dalla pistola, ma ricorre in molti flashback. Prima di morire rivela a Dean che il motivo per cui ha sempre preso di mira Sam va ben oltre la sua comprensione e che il solo motivo per cui non ha ucciso il maggiore dei Winchester è proprio perché sapeva che si sarebbe venduto l'anima per resuscitarlo.

Si verrà poi a scoprire che le azioni di Azazel sono l'inizio del piano di liberazione di Lucifero dalla gabbia: il demone, infatti, riuscì ad entrare in contatto con il diavolo, il quale gli disse che aveva bisogno di Lilith e di un "bambino speciale"; Azazel iniziò quindi a far ingerire il suo sangue demoniaco ad alcuni neonati, tra cui Sam, che in seguito svilupperanno abilità sovrannaturali. Azazel ha comunque sempre dimostrato una grande preferenza per Sam, convinto sin dall'inizio che fosse lui il predestinato a diventare il tramite di Lucifero.

#### Ramiel
Ramiel (Jerry Trimble) è il secondo Principe a comparire nella serie. Il suo nome e la sua presenza incutono terrore sia tra gli angeli che tra i demoni, tanto che lo stesso Crowley prova timore nei suoi confronti. Ha una grande passione per le armi, specie quelle più antiche e potenti.

Compare per la prima volta nella dodicesima stagione quando Mary Winchester viene incaricata dagli Uomini di lettere inglesi di eliminarlo: la donna coinvolgerà nella missione anche i figli e Castiel, ma sarà il provvidenziale intervento di Crowley a salvarli da morte certa. In questa occasione si scopre che sei anni prima lo stesso Crowley era giunto da lui per offrirgli il trono degli Inferi dopo la sconfitta di Lucifero, ma Ramiel, deciso a rimanere nell'anonimato, rifiutò il posto lasciandolo a Crowley avvertendolo del peso della corona e di non tornare più. Dopo aver elaborato una strategia Sam riesce ad uccidere Ramiel con la Lancia di Michele, uno dei doni che Crowley aveva portato al Principe durante il loro primo incontro, e si scopre che Mary ha rubato al demone il secondo dei doni di Crowley, la Colt, vero motivo per cui gli inglesi le hanno ordinato di ucciderlo.

#### Dagon
Dagon (Ali Ahn) è l'unico Principe Infernale di sesso femminile. Lei e Lucifero in passato erano amanti, ma col passare del tempo ha smesso di credere nei suoi valori.

Nella dodicesima stagione, dopo essere ricomparsa in quanto interessata alla nascita del figlio di Lucifero, viene incaricata da quest'ultimo, col quale comunica telepaticamente, di vegliare su Kelly Kline, la donna che porta in grembo il nascituro, promettendole falsamente che dopo la nascita avrebbero guidato tutti e tre assieme l'Inferno.

Dopo aver ucciso alcuni angeli e causato la morte di un Uomo di lettere inglese evitando un proiettile della Colt, viene uccisa da Castiel, che la brucerà viva grazie al potere che il bambino gli aveva concesso.

#### Asmodeus
Asmodeus (Jeffrey Vincent Parise) è l'ultimo principe infernale a fare la sua comparsa, nella tredicesima stagione. Indossa un elegante completo bianco e presenta due evidenti graffi sulla parte sinistra del volto, che gli procurò Lucifero in persona per aver tentato di liberare i temuti demoni Shedim contravvenendo al suo volere.

Non appena torna all'Inferno si dice intenzionato a sedere sul trono fino al ritorno del diavolo e di suo figlio nonché a riportare l'Inferno stesso agli antichi fasti. Ha il potere di assumere l'aspetto di chiunque voglia, inclusa la voce.

Non appena individua la posizione di Jack tenta di usare i suoi poteri per fargli liberare gli Shedim, ma viene fermato appena in tempo da Sam e Dean. Quando avverte il ritorno di Lucifero dalla dimensione alternativa lo raggiunge e, sfruttando il fatto che il diavolo ha perso parte della sua grazia, riesce a imprigionare lui e Castiel in modo da stabilizzare il suo regno, che in realtà non ha intenzione di cedere; in seguito si allea con Ketch.

Dopo la fuga di Castiel e Lucifero riesce a recuperare la Lama dell'Arcangelo, l'unica arma che possa ucciderne uno, e a imprigionare nelle segrete infernali Gabriele, poiché solo un arcangelo può ucciderne un altro; nel contempo soggioga la mente del profeta Donatello in modo da costringerlo a rivelargli quanto scoprirà dalla tavoletta dei demoni, che i Winchester vogliono fargli decifrare per recuperare Mary e Jack dalla dimensione in cui si trovano e al contempo impedire a Michele di scappare da essa.

Successivamente comincerà a iniettarsi nelle vene la grazia di Gabriele in modo da aumentare i suoi poteri e poi romperà l'alleanza con Ketch; questi tuttavia riesce a rubargli la Lama dell'Arcangelo e a condurre Gabriele al bunker dei Winchester e quando il principe vi giungerà per imprigionarlo di nuovo l'arcangelo, avendo recuperato i suoi poteri, lo uccide. 

### Cavalieri dell'Inferno
I Cavalieri dell'Inferno costituivano una potente cerchia demoniaca, gerarchicamente collocata subito sotto i principi infernali, fondata da Caino e composta dai più brutali e sanguinari demoni scelti personalmente da Lucifero. Nel periodo in cui ha portato il Marchio di Caino, anche lo stesso Dean era considerato un Cavaliere.

#### Caino
Caino (Timothy Omundson) è stato il primo Cavaliere dell'Inferno nonché colui che fondò l'ordine. È considerato una specie di leggenda nel mondo demoniaco, tanto che lo stesso Crowley gli si avvicina provando un vero e proprio timore reverenziale (vedendo il suo Marchio si farà addirittura il segno della croce).

Quando lui e suo fratello Abele erano ancora umani Lucifero trasformò quest'ultimo in un burattino schiavo dei suoi comandi, così Caino fece un patto con l'angelo caduto per salvarlo: avrebbe ucciso suo fratello, permettendogli di andare in Paradiso, mentre lui sarebbe stato dannato per l'eternità. Compiuto il primo omicidio nella storia dell'uomo Lucifero gli passò il Marchio, noto da allora proprio come "Marchio di Caino"; Caino si tolse quindi la vita ma resuscitò come demone: divenne quindi uno degli esseri più potenti e malvagi del creato e addestrò personalmente gli altri Cavalieri, fra cui Abaddon. Le sue terribili scorribande terminarono quando si innamorò di una donna, Colette, che pur essendo a conoscenza della sua natura lo amò ugualmente aiutandolo a redimersi. Abaddon e gli altri Cavalieri la rapirono nel tentativo di costringerlo a tornare ma Caino li uccise tutti tranne Abaddon, che riuscì a scappare; il demone fu quindi costretto ad uccidere la sua amata, che in punto di morte lo supplicò di non cercare vendetta e di non uccidere mai più e, in nome di questa promessa, si ritirò dall'attività di demone.

Compare per la prima volta nella nona stagione quando Dean e Crowley lo rintracciano grazie ad un incantesimo di una cacciatrice conoscente di John Winchester per chiedergli di consegnare loro l'unica arma che possa uccidere Abaddon, la Prima Lama, cioè lo stesso oggetto che Caino utilizzò per uccidere suo fratello e gli altri Cavalieri; Caino, non più in possesso dell'arma, passa a Dean il suo Marchio perché solo con esso il cacciatore potrà usare in pieno i poteri della Lama, avvertendolo però che esso comporta un pesante fardello e che un giorno dovrà servirsi della Lama per ucciderlo.

Riappare nella decima stagione quando Dean, Sam e Castiel lo rintracciano cercando di scoprire come guarire il più vecchio dei Winchester dal Marchio, che lentamente lo sta trasformando in uno spietato assassino: a causa dell'incontro Caino è costretto a combattere ancora e torna dipendente dalla sete di sangue che il Marchio comporta ma viene infine ucciso da Dean, che usa la Prima Lama su di lui.

L'arcangelo Michele ha rivelato ai Winchester che la loro famiglia discende direttamente da Caino e da suo fratello Abele: a testimonianza di ciò vi è il fatto che Caino stesso fa rientrare Dean nella lista di persone da uccidere, dedicata interamente alla sua discendenza.

#### Abaddon
Abaddon (Alaina Huffman) è l'unico Cavaliere ancora in vita assieme a Caino.

Compare per la prima volta nell'ottava stagione. È la responsabile dello sterminio degli Uomini di lettere statunitensi e della morte di Henry Winchester, il nonno di Sam e Dean; in seguito al suo ritorno usurpa il trono di Crowley, prendendo il suo posto come monarca degli Inferi.

I Winchester scoprono che il suo ultimo contenitore si chiama Josy Sands e che era un membro, come il loro nonno e di cui era innamorata, dei Letterati. Grazie all'aiuto di Crowley i due fratelli riescono a trovare la Prima Lama e Dean, dopo aver ottenuto il Marchio di Caino, usando l'arma uccide Abaddon.

### Meg Masters
Meg Masters (Nicki Aycox, Rachel Miner) è un demone che appare per la prima volta nella prima stagione.
Incontra brevemente Sam su un'autostrada mentre fanno autostop e s'incontrano di nuovo in una stazione dei pullman dove Meg dichiara di essere in viaggio per allontanarsi dalla sua famiglia. Parlando con Sam lo spinge ad arrabbiarsi con Dean e a seguirla in California; Sam, tuttavia, decide di tornare dal fratello quando non riesce a contattarlo e ha paura che possa essergli successo qualcosa. Meg si rivela un demone quando uccide un uomo tagliandogli la gola e usando il suo sangue per mettersi in contatto con Azazel, suo padre; successivamente incontra Sam e Dean in un bar di Chicago, dove alimenta il dissapore tra i due fratelli. Sam, insospettito, la segue in un magazzino dove la vede intenta a comunicare con Azazel: Sam avverte quindi Dean e i due fratelli si recano nuovamente al magazzino dove però vengono fatti prigionieri da Meg, che aveva organizzato la trappola per catturare non tanto loro due quanto loro padre. Sam e Dean riescono comunque a liberarsi e a lanciare il demone fuori da una finestra del settimo piano. Il demone tuttavia non muore e scappa. Successivamente uccide il pastore Jim Murphy, amico della famiglia Winchester, mentre John ascolta impotente al telefono; Meg poi minaccia di uccidere altri suoi conoscenti se John non le consegna la Colt. John decide di portarle un falso, che presto viene rivelato tale, e viene preso in ostaggio dal demone. Ansiosa di entrare in possesso dell'arma, Meg si presenta a casa di Bobby dove affronta Sam e Dean e viene intrappolata in una Chiave di Salomone; Bobby e i Winchester la esorcizzano e la rispediscono così all'Inferno.

Mag riesce a fuggire e nella seconda stagione possiede Sam, facendo credere a Dean che suo fratello stia diventando malvagio. Dopo aver cercato di uccidere Bobby, questi e Dean preparano un secondo esorcismo che però fallisce; Meg quindi scappa sotto forma di fumo nero.

Nella quinta stagione Bobby viene posseduto da uno dei sottoposti di Meg e si accoltella cercando di liberarsi dal demone; da quel momento sarà costretto su una sedia a rotelle. Meg causa infine la morte di Ellen e Jo Harvelle, che si sacrificano come esche lasciandosi attaccare dai suoi segugi infernali.

Torna quindi nella settima stagione quando, essendo ricercata dai demoni e avendo bisogno di alleati, unisce le forze con Dean e fa poi da guardia a Castiel durante la sua permanenza in manicomio, avvertendo i fratelli del suo risveglio. Successivamente aiuta i Winchester ad attaccare il quartier generale di Dick Roman ma viene attaccata dai demoni di Crowley, che le riferiscono che il re dell'inferno la vuole vedere subito. Crowley la tiene sotto tortura per un anno, usandola per scoprire l'ubicazione delle cripte di Lucifero.

Nell'ottava stagione aiuta i fratelli Winchester e Castiel a mettere le mani sul Verbo di Dio sugli angeli: i due riescono a scappare mentre lei viene uccisa da Crowley.

Nella quindicesima stagione riappare brevemente quando il Vuoto cosmico assume le sue sembianze quando Castiel si reca lì per ottenere informazioni sull'Occultum.
A dispetto della sua malvagità Meg si è dimostrata capace di provare anche sentimenti positivi: lavorando con i Winchester ha sviluppato un particolare rapporto con loro, dimostrandosi delusa quando scopre che non l'hanno cercata dopo la sua sparizione malgrado li avesse aiutati contro i Leviatani; ha inoltre sempre dimostrato una certa attrazione fisica nei confronti di Castiel, malgrado le loro opposte nature, arrivando persino ad innamorarsi di lui (in una scena si scambiano persino un bacio molto sentito): a dimostrazione di questi sentimenti vi è la sua morte, in occasione della quale si sacrifica per proteggere i Winchester, Castiel e la tavoletta in loro possesso. Lei stessa ammette di essere cambiata e parlando con Sam si riferisce a Castiel come al suo "unicorno", cioè la creatura rara che l'ha cambiata.

### Ruby
Ruby (Katie Cassidy, Genevieve Cortese) è un demone femminile che compare nella terza e quarta stagione.
Inizialmente decisa a uccidere Lilith e ad aiutare Dean a salvarsi dal suo patto, è in realtà una doppiogiochista: il suo vero scopo è infatti indurre Sam a uccidere Lilith rompendo così l'ultimo sigillo della Gabbia di Lucifero. Possiede un coltello in grado di uccidere i demoni di cui poi i Winchester si impossesseranno e quando era umana faceva parte di una congrega di streghe. Alla fine della terza stagione, dopo aver combattuto più volte al fianco dei due, impedisce a Sam di salvare Dean dal segugio infernale venuto a prendere la sua anima come pegno del patto con Lilith.
Nella quarta stagione, dopo aver cambiato tramite, Sam e Ruby cominciano una relazione, che il demone fomenta rendendolo dipendente dal sangue demoniaco; con il susseguirsi degli eventi, il redivivo Dean scopre il suo piano: indurre Sam a uccidere Lilith per liberare Lucifero. Il maggiore dei Winchester non riesce a fermare in tempo il fratello e, colto dalla rabbia, uccide il demone con l'aiuto di Sam.
Ritorna brevemente nella quindicesima stagione quando Castiel si reca nel Vuoto cosmico per chiederle dove ha nascosto l'Occultum, un oggetto che in passato ha avuto per le mani grazie a Jo.

### Alastair
Alastair (Mark Rolston e Christopher Heyerdahl) è un demone dagli occhi bianchi; a differenza degli altri demoni, in cui gli occhi semplicemente cambiano colore, quelli di Alastair ruotano mostrando la parte bianca sottostante, come quelli di Lilith.
È il capo torturatore delle anime dell'Inferno e quando Dean muore giungendovi è lui a torturarlo: ogni giorno gli offre di far smettere le sevizie, diventando egli stesso un torturatore, e Dean resiste per trent'anni infernali per poi cedere (questo gesto è necessario a spezzare il primo dei sessantasei sigilli della gabbia di Lucifero). Successivamente Alastair lascia l'Inferno e tenta di rapire Anna Milton, un angelo caduto che è in grado di sentire le voci degli altri angeli; nonostante sia immune ai poteri di Sam e riesca a resistere al coltello di Ruby, i due fratelli riescono a salvare Anna.
Alastair cattura quindi Ruby e la tortura per farsi dire dove si trovi Anna: Ruby cede alle sevizie di proposito, mandandolo verso un luogo prestabilito dove Dean aveva allo stesso tempo mandato degli angeli. Durante lo scontro tra angeli e demoni, Alastair risulta più potente delle forze opposte ma sparisce insieme agli altri demoni a causa del lampo di luce generato dalla rigenerazione come angelo di Anna Milton ricongiunta alla sua Grazia.
Successivamente rapisce dei mietitori al fine di rompere un altro dei sigilli ma viene fermato da Sam e Dean e infine catturato da Castiel. Viene quindi torturato da Dean secondo gli ordini di Castiel per ottenere da lui delle informazioni. Rivela inoltre a Dean la verità sul primo sigillo ma anche che a doverlo spezzare, in origine, dovesse essere suo padre John, il quale, però, resistette senza mai cedere alla sua offerta per circa cento anni infernali prima di uscire dall'Inferno. A detta di Alastair, John è stato in grado di fargli perdere ogni sicurezza in sé stesso come torturatore grazie alla sua forza di volontà.
Uriel lo aiuta a fuggire rompendo la trappola del diavolo che lo teneva imprigionato e Alastair tenta di uccidere Dean. Il demone inoltre cerca di rimandare Castiel in Paradiso tramite una specie di esorcismo per angeli, ma Sam riesce infine a torturarlo e a ucciderlo con i suoi poteri così da avere le informazioni che cercavano. Alastair appare poi in un'allucinazione di Sam mentre questi si sta disintossicando dal sangue demoniaco.

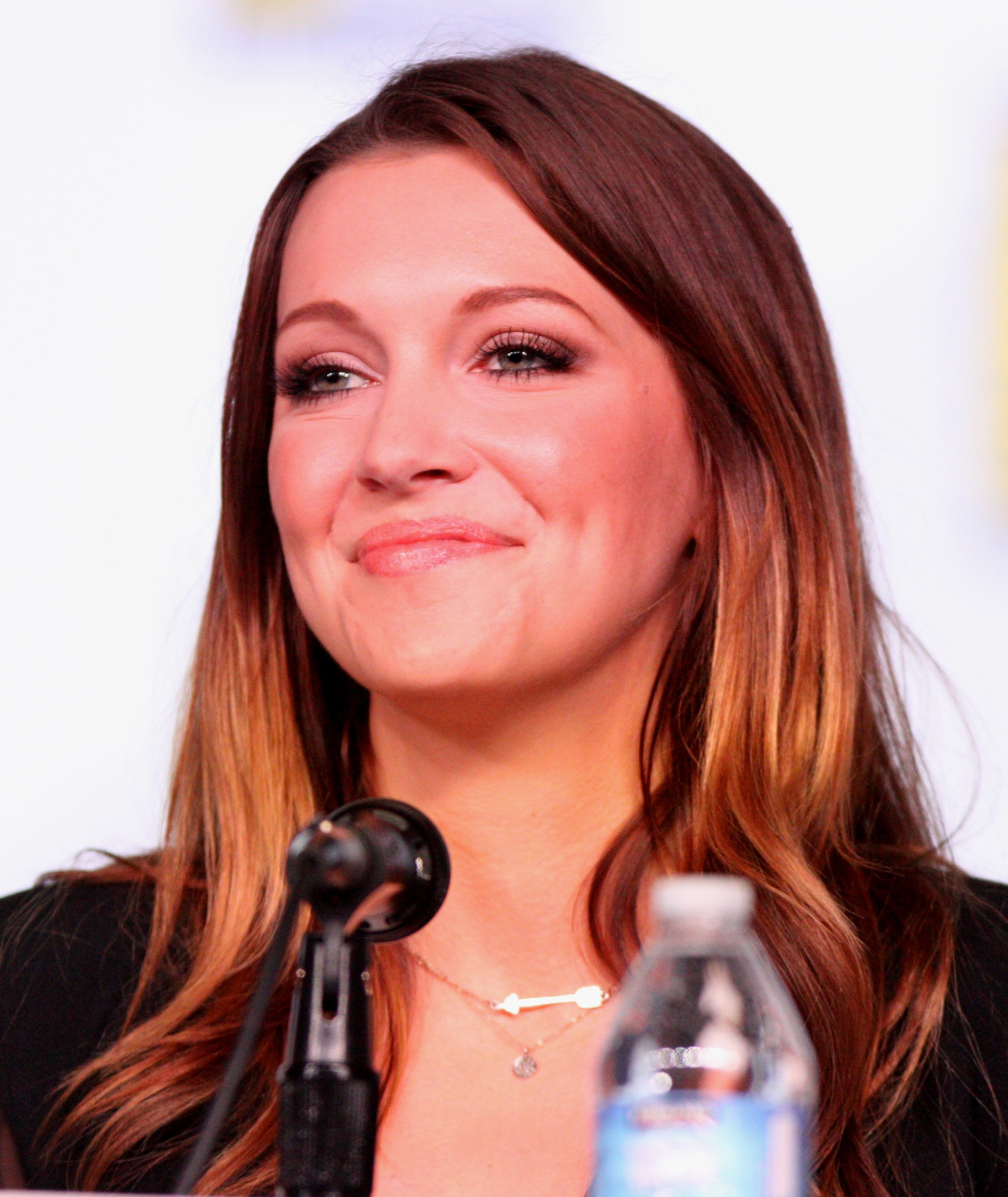
Katie Cassidy interpreta Ruby (prima incarnazione)
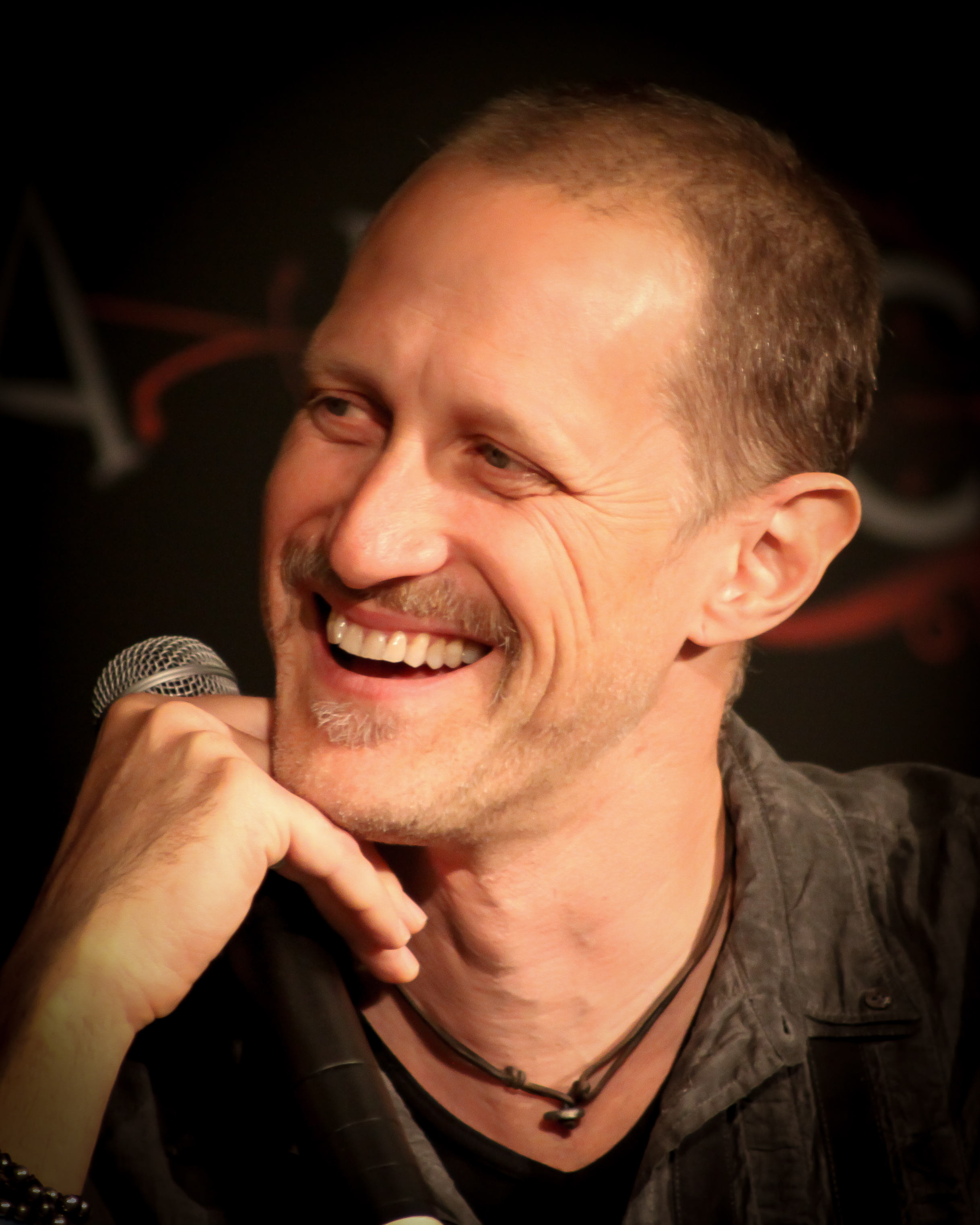
Christopher Heyerdahl interpreta Alasteir (seconda incarnazione)
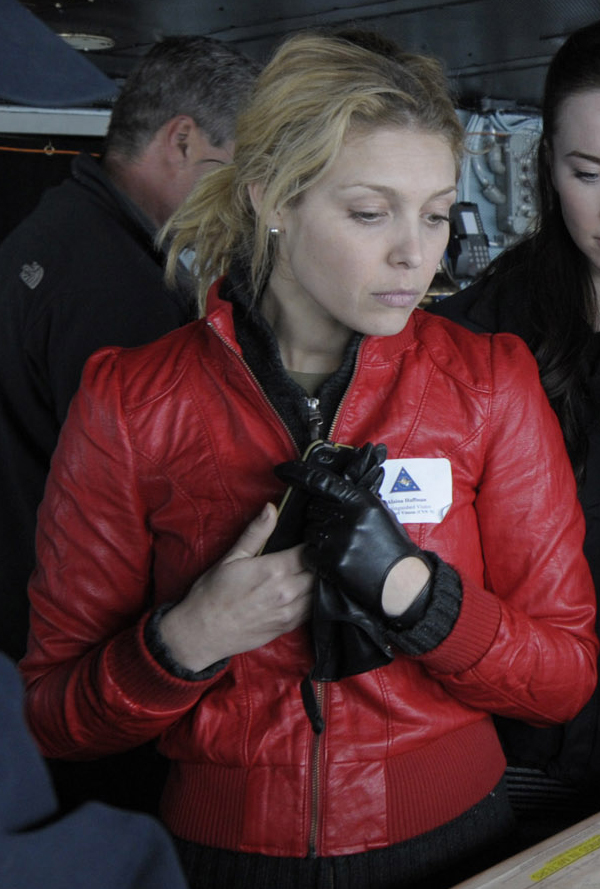
Alaina Huffman interpreta Abaddon
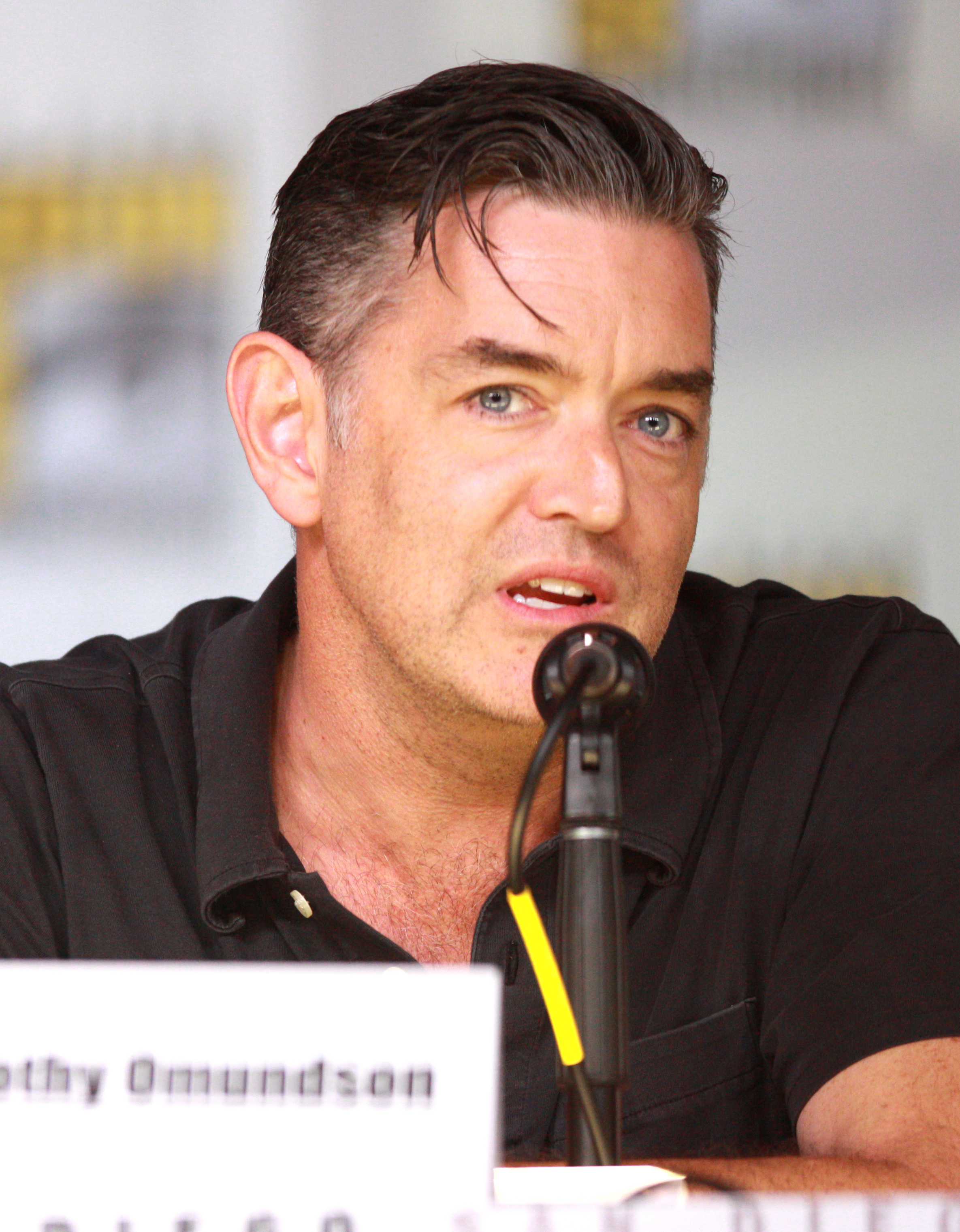
Timothy Omundson interpreta Caino

## Cavalieri dell'Apocalisse
I Cavalieri dell'Apocalisse sono quattro entità dotate di eccezionali poteri che Lucifero, una volta libero dalla gabbia, evoca per distruggere per sempre gli esseri umani e prendere quindi il controllo del pianeta. Ciascuno di essi è dotato di un anello che, se unito assieme agli altri, ha il potere di rispedire il diavolo nella sua gabbia; per tre di essi, inoltre, esso rappresenta la propria fonte di potere.

### Morte
(Morte a Dean)
Morte (Julian Richings) è l'ultimo cavaliere a comparire in ordine cronologico. Si presenta come un uomo di mezza età sempre vestito in modo elegante, con tanto di bastone da passeggio, ma dall'aria sinistra; sembra inoltre che abbia una passione per il cibo spazzatura.

È sicuramente una delle creature più potenti comparse nella serie, affermando addirittura di essere più o meno "coetaneo" di Dio e che un giorno prenderà anche la sua vita, ed è a capo dei Mietitori, gli esseri incaricati di condurre le anime dei defunti nell'aldilà in modo da evitare che essi diventino dei fantasmi.

Viene menzionato per la prima volta nella quarta stagione, quando Alastair uccide un mietitore con un falcetto che dice essergli stato prestato da un suo vecchio amico che non cavalca realmente un cavallo bianco; viene poi menzionato nuovamente nella quinta stagione, quando Lucifero lo invoca per attuare l'Apocalisse.

Fa la sua prima vera comparsa nella quinta stagione: in questa occasione consegna spontaneamente a Dean il suo anello, dimostrando di essere l'unico cavaliere i cui poteri non dipendono da esso e rivelandogli che lo vuole aiutare perché non sopporta di lavorare sotto le direttive del diavolo, che considera alla stregua di un bambino che fa i capricci nei confronti del padre.

Nella sesta stagione aiuta di nuovo Dean restituendo a Sam la sua anima, che era rimasta intrappolata nel sigillo dei quattro cavalieri, non prima però di avergli fatto fare le sue veci per un giorno in modo da fargli capire quanto sia pericoloso sconvolgere l'ordine naturale ritornando in vita. Riappare quindi nel primo episodio della settima stagione poco dopo che Castiel aveva assorbito le anime del Purgatorio, ottenendo un potere immenso ma che si rivela troppo da contenere: Morte lo deride, dicendogli che assomiglia solo ad un angelo "potenziato" anziché a Dio, e gli rivela che il motivo per cui stava male era perché aveva assorbito anche i Leviatani, le creature più potenti e antiche del Purgatorio, che poco dopo infatti abbandonano il suo corpo.

Fa di nuovo la sua comparsa nel primo episodio della nona stagione: quando Sam stava per morire si offrì di accompagnarlo personalmente nell'aldilà, ma l'angelo Gadreel riesce a salvare la vita del cacciatore.

Nell'ultimo episodio della decima stagione Dean lo invoca per chiedergli di ucciderlo e liberarlo dal Marchio di Caino, ma il cavaliere gli spiega che anche se lo facesse rinascerebbe come demone non essendo in grado di spezzare quella che definisce "la prima maledizione"; Sam sopraggiunge e spinge il fratello a rifiutare l'offerta dell'entità di portarlo in un luogo dove non avrebbe potuto fare del male a nessuno e, impugnando la sua falce, il maggiore dei Winchester uccide il cavaliere.

Nella tredicesima stagione il suo posto viene preso da Billie, la mietitrice uccisa in passato da Castiel, che rivela che quando un'incarnazione della Morte muore il suo posto viene preso dal primo mietitore che perde la vita.

Nella quattordicesima stagione Billie, nelle sue nuove vesti, compare nel finale di stagione dopo che Chuck uccide Jack: Billie intercetta quest'ultimo nel Vuoto e gli dice di prepararsi, dal momento che la sua missione è appena iniziata.

Nella quindicesima stagione Jack torna in vita e rivela che Billie ha ideato un piano per renderlo progressivamente più forte fino a che non fosse in grado di uccidere Chuck: nel corso degli eventi, tuttavia, Sam scopre che in realtà il piano di Billie è finalizzato a farle prendere il posto di Chuck. Dean la affronta e la ferisce con la sua falce, ma solo il sacrificio di Castiel riesce a condurla nel Vuoto e a eliminare per sempre entrambi.

### Guerra
Guerra (Titus Welliver) compare per la prima volta nella quinta stagione sotto le mentite spoglie di un uomo di nome Roger. Anziché un destriero rosso, come vorrebbe la tradizione biblica, guida una Ford Mustang dello stesso colore perché dice di volersi tenere al passo coi tempi.

Al suo arrivo a River Pass, in Colorado, dispiega i suoi poteri in modo che la gente del posto fosse vittima di allucinazioni che li inducessero a vedersi reciprocamente come demoni e quindi ad uccidersi l'un l'altro: il cavaliere, infatti, afferma di aver sempre agito in questo modo nel corso della storia "limitandosi" a spingere le persone a scatenare una guerra dopo l'altra.

Dopo essere riusciti a venire a capo della situazione grazie all'aiuto di Bobby, Rufus e le Harvelle, Sam e Dean riescono a trovare il cavaliere e ad immobilizzarlo: non sapendo come ucciderlo, Sam usa il coltello di Ruby e amputa alcune dita della mano del cavaliere tra cui quella su cui teneva il suo anello, facendolo svanire nel nulla e ponendo fine alla follia collettiva.

### Carestia
Carestia (James Otis) compare nella quinta stagione. Ha l'aspetto di un anziano uomo emaciato e costretto su una sedia a rotelle: i miglioramenti tecnologici in campo alimentare, infatti, lo hanno molto debilitato, tanto che Lucifero, quando decide di richiamarlo, invia in suo aiuto alcuni demoni in modo che possano procurargli delle anime di cui cibarsi. Il suo potere consiste nel portare all'estremo i desideri delle persone (amore, fame e così via) fino a renderli dei bisogni quasi fisici.

Quando Castiel si rende conto di provare fame deduce che il cavaliere è nelle vicinanze e pertanto lo affronta assieme a Dean, mentre Sam viene lasciato indietro poiché l'influenza del cavaliere ha risvegliato la sua dipendenza dal sangue demoniaco: i due vengono tuttavia fermati dai demoni inviati da Lucifero in soccorso del cavaliere e questi schernisce il maggiore dei Winchester affermando che è immune alla sua presenza perché è "morto dentro". Poco dopo Sam sopraggiunge ed esorcizza i demoni al seguito del cavaliere, che li assorbe: in questo modo il minore dei Winchester ha modo di usare i suoi poteri sul cavaliere, che viene indebolito al punto di poter prendere il suo anello.

### Pestilenza
Pestilenza (Matt Frewer) compare nella quinta stagione assumendo l'identità di un medico impiegato in una casa di riposo, il dottor Green. La sua presenza è sempre accompagnata da uno sciame di mosconi e la sua missione consiste nel decimare l'umanità spargendo per il mondo quante più malattie possibile.

Grazie alle informazioni di Crowley, Sam, Dean e Castiel riescono a localizzarlo e l'angelo, seppur debilitato, riesce ad amputargli il dito che porta l'anello; prima di svanire, tuttavia, il cavaliere li informa che ormai è già troppo tardi: i Winchester, in seguito, si rendono conto che il cavaliere si riferiva al piano di Lucifero consistente nel diffondere il terribile virus Croatoan (che provoca una idrofoba sete di sangue) usando i vaccini contro l'influenza suina, ma riescono a sventarlo. 

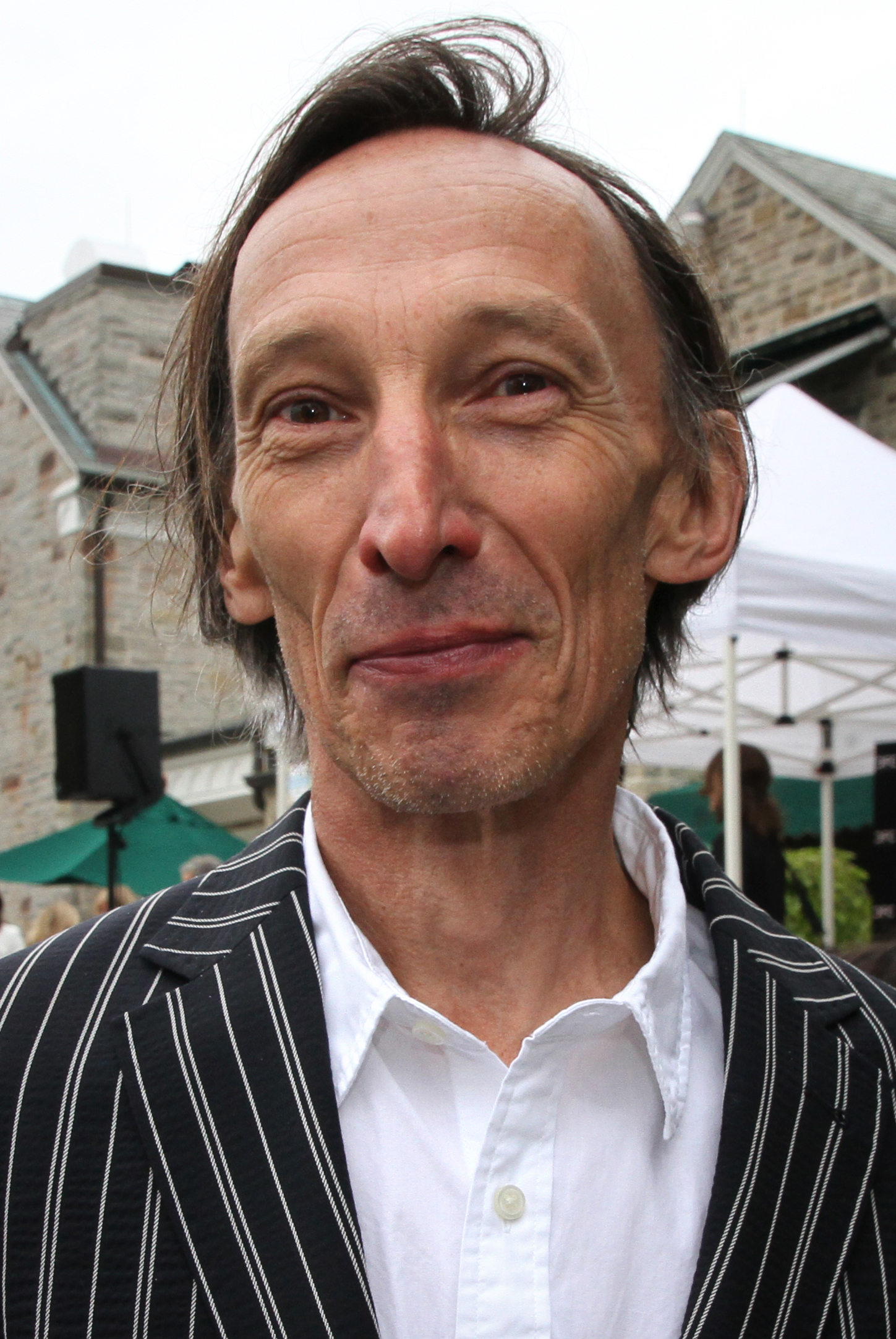
Julian Richings interpreta Morte

## Angeli
Gli angeli sono i principali abitanti del Paradiso e il primo ad essere presentato come tale è Castiel, all'inizio della quarta stagione. Nella tredicesima stagione viene rivelato che essi sono la fonte del potere del Paradiso stesso (la loro presenza, cioè, lo alimenta e lo tiene in attività) e che se si dovessero estinguere l'intera struttura crollerebbe riversando tutte le anime in esso contenute sulla Terra in forma di fantasmi.
Diversamente dalla loro classica rappresentazione gli angeli sono in primo luogo e soprattutto i soldati di Dio, sebbene solo pochissimi lo abbiano mai visto di persona, e in quanto tali si comportano sebbene provino anche sentimenti tipicamente umani. È loro severamente proibito giacere con gli esseri umani e la nascita di un ibrido angelo-uomo, detto Nephilim, è considerato un abominio punito con la morte.
Gli angeli devono i loro poteri alla loro Grazia: essa si presenta come una luminosa nube argentea che può essere estratta praticando un taglio orizzontale subito sotto la gola; altra grande fonte di potere è la possibilità di entrare in contatto con un'anima, specie quella umana.
Quando un angelo decide o ricevere l'ordine di scendere sulla Terra gli diventa indispensabile trovare un tramite, cioè un essere umano che lo ospiti nel suo corpo, ma al contrario dei demoni gli angeli non possono entrare forzatamente nel corpo di un uomo senza il suo consenso: il tramite, infatti, deve esplicitamente dire sì, sebbene il consenso possa essere estorto tramite inganni o altro; questa regola vale per ogni angelo, compresi quelli di livello superiore come Lucifero e Michele. Generalmente l'arrivo di un angelo è preannunciato da eventi come sbalzi di tensione, terremoti e lampi improvvisi di luce.
Gli angeli, che nonostante tutto si considerano fratelli tra loro, comunicano tra di loro attraverso una sorte di rete telepatica, chiamata ironicamente "radio angelica", e si esprimono in enochiano, la loro lingua madre. Come arma prediletta usano dei particolari pugnali, detti appunto pugnali angelici, che di solito tengono nascosti nelle maniche dei vestiti e che possono uccidere anche altre creature sovrannaturali; possono essere feriti, intrappolati o allontanati anche tramite incantesimi che utilizzano il sangue umano e con il fuoco sacro, prodotto dando alle fiamme l'olio sacro di Gerusalemme. Quando un angelo muore alle sue spalle rimangono delle enormi bruciature che ricalcano le sue ali, mentre quando decide di sprigionare il massimo dei propri poteri l'ombra delle ali viene proiettata dietro di sé, gli occhi si illuminano e viene sprigionata un'intensa luce.
Il numero degli angeli si riduce drasticamente dopo la caduta di massa provocata da Metatron alla fine dell'ottava stagione e infatti una delle principali missioni che i sopravvissuti perseguono è quella di trovare un modo con cui ripopolare le proprie schiere.

### Arcangeli
Gli Arcangeli sono i primi quattro angeli creati da Dio e pertanto sono i più antichi e potenti (Castiel li definisce "la più terribile arma a disposizione del Paradiso" mentre Amara rivela che Dio non avrebbe mai potuto sigillarla senza di loro). I quattro si considerano fratelli e figli di Dio, ma hanno spesso dimostrato di non andare d'accordo.

Hanno tutti poteri sconfinati (Dio li definisce creazioni ancestrali impossibili da resuscitare anche per lui) e possono essere uccisi solo da un altro arcangelo tramite la Lama dell'arcangelo, un particolare pugnale angelico dalla lama spiraleggiante e dorata. Si manifestano sulla Terra solo in caso di eventi catastrofici, ma possono comparire anche per proteggere la vita di un profeta.

#### Michele
Michele è il primo e più potente tra gli arcangeli nonché colui che cacciò concretamente Lucifero dal Paradiso a seguito della sua ribellione contro Dio, nonostante lo amasse come un fratello. Secondo Gabriele ci sarebbe un parallelismo tra loro due e i Winchester: Dean sarebbe infatti "Michele, il fratello maggiore, fedele a un padre assente", mentre Sam "Lucifero, il fratello minore, che si ribella ai piani del padre".

Appare per la prima volta nella quinta stagione quando Sam, Dean e Castiel viaggiano indietro nel tempo fino al 1978 per fermare Anna, decisa a voler uccidere i giovani John e Mary per prevenire la nascita dei due fratelli e quindi l'Apocalisse: Michele prende temporaneamente possesso di John, rimanda Uriel in Paradiso e uccide Anna; rivela quindi a Dean di non voler uccidere Lucifero tanto quanto lui non voglia uccidere Sam e che ama suo fratello ma che è costretto a seguire gli ordini di suo Padre. L'arcangelo afferma inoltre che il libero arbitrio non esiste e che Dean accetterà il suo compito prima o poi, per poi rimandare i due fratelli nel presente e cancellare la memoria di John e Mary.
Successivamente Zaccaria costringe Dean ad accettare il suo destino, cioè diventare il tramite dell'arcangelo, torturando Sam e Adam; Dean riesce tuttavia a ingannare e uccidere Zaccaria e a salvare Sam, mentre Adam viene rapito dagli angeli e diventa il tramite di Michele al posto del fratellastro, come confermato da Castiel. Nel finale della quinta stagione Michele appare sul campo di battaglia nel corpo di Adam per combattere contro Lucifero, nel frattempo entrato nel corpo di Sam: lo scontro viene tuttavia interrotto da Dean, Bobby e Castiel, che lo rispediscono momentaneamente in Paradiso con del fuoco sacro. Quando Sam, che ha ripreso il controllo del suo corpo, si rifiuta e si getta nella gabbia, Michele cerca di trattenerlo ma vi cade dentro a sua volta.

Nella dodicesima stagione i fratelli Winchester incappano nella sua lancia, utilizzando la quale riescono ad uccidere il Principe Infernale Ramiel.

Nella tredicesima stagione Michele appare nella dimensione alternativa (interpretato da Christian Keyes) in cui si trovano Lucifero e Mary Winchester: ai due rivela di aver già ucciso il Lucifero della sua dimensione e, dopo un breve confronto, decide di usarli per i suoi scopi. Dopo la fuga dei due, Michele si trova ad affrontare la resistenza umana guidata da Bobby, Mary e Jack e, dopo aver ucciso Gabriele (giunto nel mondo apocalittico con Sam e gli altri), si allea con Lucifero per arrivare sulla Terra e dominarla: quando il diavolo assorbe la grazia di Jack, Dean si offre di diventare il suo tramite e così Michele riesce ad uccidere il diavolo, prendendo poi possesso del corpo del cacciatore.

Nella quattordicesima stagione l'arcangelo, ancora nel corpo di Dean, vaga per il mondo cercando esseri che possa ritenere degni di salvezza e nel contempo compie degli esperimenti sulle razze sovrannaturali per renderle più forti tramite la sua grazia; successivamente abbandona, apparentemente senza motivo, il corpo del cacciatore. Dopo un breve periodo di latitanza, in cui riesce a ingrossare enormemente le sue file, viene rintracciato dai Winchester, Jack e Castiel, che lo attaccano dopo aver ottenuto la lancia della Kaia del mondo oscuro, l'unica arma che si sia dimostrata capace di ferirlo: quando sta per essere ucciso l'arcangelo rientra nel corpo di Dean e dà ordine ai suoi sottoposti di lanciare l'attacco che trasformerà tutti gli abitanti di Kansas City in mostri al suo servizio; successivamente Sam, Castiel e Dean riescono a imprigionarlo nella mente di quest'ultimo. In seguito allo scontro con un Gorgone, Dean viene ferito alla testa e Michele riesce a scappare: dopo aver ucciso tutti i cacciatori provenienti dal suo mondo presenti nel bunker, l'arcangelo convince Rowena a diventare il suo tramite ma Jack lo affronta e riesce ad ucciderlo e a rubargli la Grazia.

Nella quindicesima stagione il Michele dell'universo originale torna di nuovo libero quando Chuck apre le porte dell'Inferno e quindi anche quelle della Gabbia: l'arcangelo è ancora nel corpo di Adam, con cui ha stretto un buon rapporto, e viene avvicinato dai Winchester per scoprire come intrappolare Dio come loro fecero con Amara. Michele è tuttavia ancora profondamente legato a suo padre, ma dopo che Castiel gli rivela le sue trame l'arcangelo si convince ad aiutarli fornendo loro l'incantesimo e aprendo un portale per il Purgatorio, dove si trova uno degli ingredienti.

Nella quindicesima stagione, dopo aver inizialmente ignorato le loro preghiere, Michele - da solo nel corpo di Adam dopo la distruzione portata da Chuck - avvicina i Winchester per aiutarli contro suo padre: in questa occasione ha modo di uccidere Lucifero, ma dopo essere caduto nello stratagemma dei Winchester viene ucciso da Chuck.

#### Lucifero
Lucifero (Mark Pellegrino) è l'arcangelo caduto, scacciato dal Paradiso e segregato da suo fratello maggiore Michele in una gabbia nella parte più profonda dell'Inferno quando si ribellò a Dio, che lo considerava la sua creatura prediletta. Nonostante tutti gli angeli provino un misto di superiorità e gelosia nei confronti degli umani, Lucifero li ha sempre apertamente considerati come esseri corrotti e tendenti all'omicidio e, come rivelato da Ruby, proprio per dimostrarlo trasformò personalmente l'umana Lilith nel primo demone: per questo viene descritto come il dio dei demoni nonché colui che ha dato loro forma e scopo (in un'occasione Azazel si riferisce a lui chiamandolo addirittura "padre").

Proprio gli ultimi demoni ancora fedeli ai suoi ideali all'inizio della serie architettano un piano machiavellico che si conclude con la rottura di sessantasei dei sigilli della gabbia necessari per provocare la sua liberazione e l'inizio dell'Apocalisse; data la sua natura angelica Lucifero necessita però di un tramite umano e lo trova in Nick, un uomo a cui sono stati strappati via moglie e figlio da una recente tragedia. Dopo un'iniziale pressione psicologica Lucifero gli si presenta in sogno con le sembianze della moglie, rivelando comunque la sua vera identità, e lo convince di essere stato punito solo per aver amato troppo Dio e gli promette di vendicare la sua famiglia. Successivamente Lucifero rivela a Sam che egli è il suo vero tramite e infatti il corpo di Nick, essendo un contenitore solo temporaneo, è incapace di reggere il suo potere e sta iniziando a decomporsi; lo stesso Lucifero mette poi in atto un rituale per invocare il cavaliere Morte e sopravvive ad un piano elaborato da Dean, Castiel e le Harvelle rivelandosi una delle cinque "cose" in tutto il creato a non subire gli effetti della leggendaria Colt.

Nella quinta stagione si reca all'incontro tra dei pagani dove sono tenuti in ostaggio i Winchester e inizia a ucciderli uno per uno, considerandoli peggiori persino degli umani, ma suo fratello Gabriele apparentemente si sacrifica per salvare i due fratelli e la dea Kalì, sua vecchia fiamma. Una volta entrati in possesso dei quattro anelli dei Cavalieri dell'Apocalisse, che Gabriele ha rivelato essere le chiavi per richiudere la gabbia che conteneva Lucifero, Dean e Sam si recano a Detroit dove li sta aspettando: Sam accetta di diventare il suo tramite sperando di riuscire a prendere controllo del suo corpo e rimetterlo nella gabbia, ma il piano fallisce e Lucifero si incontra con il fratello Michele (che usa come tramite Adam). Grazie poi ad una breve epifania Sam riesce a riprendere temporaneamente il controllo e quando Dean apre la gabbia si lascia cadere all'interno, trascinando con sé anche Michele.

Nel finale della decima stagione si scopre che in principio Lucifero era di animo buono, sebbene avesse sempre guardato in modo ostile l'umanità (rea di averlo privato dell'amore incondizionato di Dio), e che aiutò suo padre a sigillare l'Oscurità, ossia sua sorella Amara, creando quello che verrà poi denominato il Marchio di Caino: questo renderà sempre più forti le sue pulsioni e ciò lo porterà a ribellarsi contro Dio, che lo punirà con il bando dal Paradiso nonostante egli stesso fosse la causa di tutto. Successivamente si verificheranno gli eventi biblici della cacciata di Adamo ed Eva dall'Eden a causa del Serpente e il primo omicidio della storia, quello di Caino ai danni del fratello Abele, entrambi frutto della volontà di Lucifero di vendicarsi nei confronti di Dio distruggendo i suoi "giocattoli" preferiti. Lucifero creerà poi l'armata dei demoni trasformando nell'ordine Lilith, i Principi Infernali (Azazel, Dagon, Ramiel e Asmodeus), i Cavalieri Infernali e così via.

Quando Dean si libera del Marchio e l'Oscurità viene liberata, Castiel fa uscire Lucifero della gabbia permettendogli di prendere possesso del suo tramite, essendo l'unico a sapere come sconfiggerla, e in questo stato avrà modo di confrontarsi con Dio e di riappacificarsi con lui. Sarà proprio Amara a strappare via Lucifero dal corpo di Castiel, che tornerà ad avere il controllo di sé.

Nella dodicesima stagione Lucifero, dopo aver preso possesso di diversi tramiti, entra nel corpo del musicista Vince Vincente, il quale poi morirà in quanto il suo corpo non sarà più capace di reggere il potere dell'arcangelo. Successivamente prenderà possesso del corpo del presidente degli Stati Uniti Jefferson Rooney e ne approfitterà per generare un figlio con l'assistente di questi, Kelly Kline; durante l'incantesimo per rimetterlo nella gabbia organizzato da Rowena e i Winchester, Crowley interviene e lo costringe a rientrare nel suo vecchio tramite, Nick, modificato in modo da essere sottoposto al controllo del re degli Inferi. Dopo essersi liberato e aver ucciso Crowley e Castiel, Lucifero viene sigillato in una dimensione alternativa, aperta dai poteri di suo figlio Jack, da Mary Winchester.

Nella tredicesima stagione Lucifero, dopo aver vagato nella dimensione alternativa, viene catturato da Michele: questi estrae parte della sua grazia per compiere un incantesimo con cui aprire un nuovo varco, ma Lucifero riesce a sfruttarlo e a tornare sulla Terra. Il diavolo, intenzionato a ritrovare al più presto suo figlio, riesce a convincere Castiel a collaborare, ma i due vengono catturati e imprigionati da Asmodeus. Successivamente i due riescono a scappare e il diavolo, trovandosi molto debilitato, comincia a cacciare gli angeli per nutrirsi della loro Grazia: giunge quindi da Anael, un angelo che ha assunto l'identità della guaritrice Sorella Jo, e i due cominciano a collaborare, convincendo poi gli angeli sopravvissuti a nominarlo re del Paradiso poiché dice di essere l'unico in grado di ripopolare le schiere angeliche. Successivamente si dimostrerà inadatto al suo nuovo ruolo e, dopo averle confessato che in realtà non ha il potere di creare nuovi angeli, Anael lo lascerà. Dopo aver abbandonato il Paradiso Lucifero verrà catturato da Gabriele e Rowena per essere usato come fonte di Grazia con cui tenere aperto il portale per il mondo apocalittico: dopo aver attaccato la strega, questa lo scaglia dentro il portale e poco dopo il diavolo riporta in vita Sam, ucciso da un covo di vampiri, per essere condotto alla roccaforte dei ribelli e finalmente conoscere Jack. Lucifero e suo figlio avranno quindi modo di iniziare a conoscersi ma dopo l'arrivo di Michele Lucifero rimane indietro per combatterlo: Sam, approfittando della sua debolezza, gli impedisce di attraversare il portale e pertanto Lucifero si accorda con Michele per perseguire insieme i propri obbiettivi. Giunti sulla Terra Lucifero tenta di riallacciare i rapporti con Jack, ma dopo che questi lo allontana definitivamente a causa delle sue menzogne ne assorbe la grazia e rapisce lui e Sam: Dean, dopo essere diventato il tramite di Michele, lo attacca e riesce infine ad ucciderlo trafiggendolo con la Lama dell'arcangelo.

Nella quattordicesima stagione si scopre che Nick è sopravvissuto ma il diavolo continua a tormentarne gli incubi e la psiche, tanto che l'uomo, tentando di scoprire chi ha ucciso la sua famiglia, massacra il suo ex vicino di casa (che aveva ritrattato la sua deposizione sui fatti determinando la chiusura del caso) nello stesso modo in cui il killer uccise sua moglie e suo figlio; dopo aver ucciso il responsabile della tragedia, un poliziotto che era stato posseduto da un demone, Nick prega Lucifero di riprendere possesso del suo corpo così da smettere di soffrire e l'appello sembra risvegliare lo spirito dell'arcangelo dal Nulla cosmico. Successivamente Nick, dopo aver rivelato al fantasma di sua moglie che ormai l'unica cosa che conta per lui è tornare ad essere il tramite dell'arcangelo, riesce a entrare in contatto con quest'ultimo grazie al profeta Donatello e mette quindi in atto un piano per riportare indietro il diavolo: lo stratagemma viene tuttavia fermato dai Winchester, Mary e Jack, che alla fine lo uccide.

Nella quindicesima stagione viene riportato in vita da suo padre per trovare il modo per leggere il libro della Morte su di lui: Lucifero riesce nel suo intento ingannando i Winchester, ma poco prima di completare la sua missione viene ucciso da Michele.
Secondo il creatore della serie Kripke, Lucifero sarà "quasi gentile e cordiale" come omaggio al Paradiso perduto di John Milton: Kripke spiegò infatti che "egli fu sostanzialmente tradito, quindi in un certo senso può suggerire empatia. Se possiamo rendere gli angeli come degli stronzi, allora possiamo fare di Lucifero una persona cordiale". Successivamente Kripke lo descrisse come un "Diavolo in grado di dubitare", che "prova affetto per Dio e gli Angeli" e che "parla affettuosamente e gentilmente non mentendo mai".

#### Raffaele
Raffaele (Demore Barnes, Lanette Ware) è il terzo arcangelo. Dotato di una mentalità simile a quella di Michele, nel corso della ribellione di Lucifero si schierò dalla parte di Dio ma in seguito smise di credere in lui e nella sua missione, pur mantenendo una forte ambizione.

Nella quarta stagione Dean si reca da Castiel in cerca di aiuto contro Lilith e l'angelo gli rivela che se un profeta si trova in pericolo un arcangelo giungerà in suo soccorso: con uno stratagemma Dean riesce a invocarlo e la sua presenza causa la fuga del demone. Successivamente uccide Castiel, reo di aver portato alla morte Zaccaria e di non aver impedito a Dean di soccorrere suo fratello.

Nella quinta stagione prende possesso di un essere umano e rivela a Castiel che Dio, pur avendolo resuscitato, è ancora disperso; in seguito l'angelo e Dean lo abbandonano mentre è intrappolato in un cerchio di fuoco sacro.

Nella sesta stagione diviene il nuovo governante del Paradiso, essendo il più potente tra gli angeli rimasti, e quindi rivela a Castiel che intende liberare Michele e Lucifero dalla gabbia per far ricominciare l'Apocalisse, che ritiene inevitabile: Castiel tuttavia rifiuta il piano e di sottomettersi a lui e i due si porranno quindi a capo delle fazioni contrapposte nella violenta guerra civile angelica che scoppierà di lì a breve.
Dopo essere stato costretto a cambiare tramite a causa di uno scontro con Baltazar, l'arcangelo scopre il piano di Castiel per vincere la guerra, consistente nell'ottenere il potere delle anime del Purgatorio, e quindi si allea con Crowley per impadronirsi di tali anime prima di lui: Castiel, tuttavia, riesce ad anticipare entrambi e, forte dei suoi nuovi poteri, riesce a confinare Raffaele nel suo tramite e a disintegrare quest'ultimo uccidendolo.

#### Gabriele
Gabriele (Richard Speight Jr.) è il più giovane degli arcangeli. Stanco di assistere alle continue lotte di potere tra i suoi fratelli si trasferì sulla Terra assumendo le false spoglie del Trickster, una divinità pagana ingannatrice, e si dette alla bella vita. Dotato di un carattere ironico e amante della mondanità, Gabriele maturerà molto grazie al contatto con i Winchester arrivando a capire che gli esseri umani, pur con tutti i loro difetti, meritano amore e rispetto da parte della sua razza.

Appare per la prima volta nella seconda stagione, in cui dà vita a una serie di leggende metropolitane su cui Sam e Dean iniziano a investigare: i due lo scoprono e apparentemente lo sconfiggono con l'aiuto di Bobby, ma Gabriele riesce a ingannarli fingendo la propria morte grazie a un ologramma.

Nella terza stagione, intrappola Sam in un loop in cui Dean continua a morire; dopo parecchi mesi in cui la morte del maggiore dei Winchester sembra definitiva, è lo stesso Gabriele che si reca da Sam e gli spiega di avergli voluto far capire che continuare a sacrificarsi l'uno per l'altro non li porterà che a soffrire. Nonostante i due rispondano che comunque andrà a finire combatteranno sempre insieme, Gabriele libera i Winchester e il tempo torna a scorrere normalmente.

Nella quinta stagione intrappola i Winchester in un mondo fatto di programmi televisivi, ma grazie all'aiuto di Castiel i due riescono a confinarlo in un cerchio di fuoco sacro: Gabriele rivela quindi la sua vera identità e spiega che il suo scopo è far sì che diventino i tramiti dei suoi fratelli e che combattano tra di loro in modo che l'Apocalisse possa finire; i Winchester tuttavia si rifiutano e Dean lo accusa di avere paura di affrontare la sua famiglia. Successivamente partecipa all'incontro tra gli dei pagani nei panni della divinità nordica Loki per salvare Sam e Dean, tenuti prigionieri: i due lo ricattano minacciando di rivelare la sua identità e Gabriele decide quindi di far scappare anche tutti gli altri umani tenuti in ostaggio. La dea Kalì, sua vecchia fiamma, gli dice di sapere da tempo quale sia la sua vera natura e lo trafigge con la sua spada, ma anche in questo caso Gabriele riesce a fingere la propria morte e a scappare. L'arcangelo è quindi costretto a farsi avanti con l'arrivo di suo fratello Lucifero, che è stato informato della posizione dei Winchester da Mercurio: i due fratelli si scontrano e Gabriele viene apparentemente ucciso consentendo però la fuga a Sam, Dean e Kalì; prima di ciò, tuttavia, Gabriele consegna a Dean un video in cui spiega come fermare Lucifero: la gabbia in cui era imprigionato può essere riaperta utilizzando gli anelli dei quattro Cavalieri dell'Apocalisse.

L'arcangelo appare di nuovo nella nona stagione cercando di convincere Castiel a prendere il controllo degli angeli che vogliono ribellarsi a Metatron; Castiel si rende tuttavia conto che il tempo passato con lui è un'illusione e lo pugnala: il coltello non lascia alcun segno visibile e così l'angelo scopre che il tutto era frutto di un'allucinazione creata da Metatron per intrappolarlo.

Nella tredicesima stagione Asmodeus rivela a Ketch di tenere Gabriele imprigionato nelle segrete dell'Inferno e che intende usarlo per uccidere Lucifero, poiché solo un arcangelo può ucciderne un altro tramite la Lama dell'arcangelo. Successivamente l'inglese riesce a liberarlo e a portarlo al bunker dei Winchester: con molta fatica Sam e Castiel riescono a farlo rinsavire e Gabriele riuscirà a uccidere Asmodeus; subito dopo, tuttavia, si rifiuta di collaborare in vista dell'imminente arrivo di Michele e se ne va. Dopo aver trovato vendetta contro il vero Loki e i suoi figli, rei di averlo venduto al Principe infernale, Gabriele decide di unirsi ai Winchester nella loro missione: dopo aver reclutato a malincuore anche Lucifero, il gruppo si reca nella dimensione apocalittica e Gabriele si sacrifica per permettere ai due fratelli di tornare a casa trattenendo brevemente Michele, che lo uccide.
Nonostante sia stato l'esordio di Castiel a far entrare nella serie il tema della mitologia cristiana, in realtà è stato Gabriele il primo vero angelo a comparire in Supernatural anche se con la falsa identità del Trickster.

### Uriel
Uriel (Robert Wisdom e Matt Ward) è il collega di Castiel, definito da quest'ultimo uno specialista.
Appare per la prima volta nella quarta stagione per prevenire che venga rotto uno dei sessantasei sigilli della gabbia di Lucifero. È molto più aggressivo di Castiel e spesso discutono riguardo ai loro ordini; inoltre non nasconde il suo disprezzo per gli umani, chiamandoli "scimmie glabre" e "scimmie vestite".
Poco dopo il suo arrivo sulla Terra ruba la Grazia di Anna Milton per evitare che questa riesca a riacquistare la sua precedente forma angelica, ma questa riesce infine a riprendersela e a tornare un angelo.
Successivamente viene rivelato che Uriel sta da tempo tradendo e uccidendo gli angeli, appoggiando la causa di Lucifero con cui condivide l'odio per la razza umana. Quando Castiel si rifiuta di unirsi a lui, Anna lo salva da Uriel uccidendolo.
Nella quinta stagione, quando Anna torna nel 1978 per uccidere i genitori di Sam e Dean prima che questi nascano, l'angelo recluta l'Uriel del passato per aiutarla: il piano tuttavia fallisce e Uriel viene rimandato in Paradiso dall'intervento dell'arcangelo Michele.

### Zaccaria
Zaccaria (Kurt Fuller) è il superiore di Castiel. Sembra comprendere l'umanità meglio dei suoi superiori, ma considera comunque gli uomini come esseri infimi.
Quando Dean dice a Castiel di non ritenersi all'altezza del suo compito, Zaccaria manda i fratelli in una realtà alternativa dove non hanno alcun ricordo del loro passato da cacciatori e conducono vite separate completamente diverse da quelle precedenti. In questa occasione, pur non conoscendosi, Sam e Dean si incontrano e assieme liberano il palazzo dove lavorano da un fantasma. Zaccaria fa quindi tornare loro la memoria e si presenta a Dean, che capisce quanto sia importante il suo ruolo.
Nella quarta stagione Zaccaria contatta Chuck dopo che quest'ultimo ha avuto una profezia riguardante i Winchester per ammonirlo di non avvertire i fratelli; poco prima che Lilith rompa l'ultimo sigillo, Castiel e Zaccaria imprigionano Dean in una stanza onirica da cui non è possibile uscire per proteggerlo e impedirgli di fermare suo fratello dall'uccidere il demone. Zaccaria infine ammette che gli angeli vogliono che Lucifero sia liberato, in modo da poterlo uccidere e portare il Paradiso in Terra.
Quando Lucifero viene liberato, Zaccaria tenta di convincere Dean a diventare il tramite dell'arcangelo Michele torturando sia lui che Sam; rimane poi terrorizzato dal ritorno di Castiel, che credeva ucciso da Raffaele, e fugge.
Torna poi nella quinta stagione, quando porta Dean avanti nel tempo di cinque anni in un mondo devastato dall'Apocalisse dove Sam è diventato Lucifero e Dean non ha colto l'occasione di salvarlo diventando il tramite di Michele. Tenta poi nuovamente di fargli cambiare idea, ma Dean rifiuta e anzi decide di tornare a vegliare sul fratello in modo che non faccia la scelta sbagliata.
Quando poi i due fratelli muoiono e vanno in Paradiso Zaccaria, che vuole rimandarli sulla Terra per compiere il loro destino, li insegue; i due fanno in tempo a scappare e a parlare con un angelo di nome Joshua, che li salva dalle torture di Zaccaria.
In un ultimo tentativo di compiere la sua missione Zaccaria resuscita Adam, fratellastro di Sam e Dean, e gli promette di farlo ricongiungere con la madre in Paradiso se accetterà di diventare il tramite di Michele. Adam in realtà è solo un'esca per l'unico vero tramite, Dean, il quale decide di salvare il fratello offrendosi al posto suo. Quando l'angelo ha già iniziato a evocare l'arcangelo, Dean gli dice di avere una condizione: che Zaccaria muoia per mano di Michele. Quest'ultimo quindi attacca Dean, che lo uccide con una spada angelica.
Ritorna brevemente nella quattordicesima stagione quando Dean e Sam causano involontariamente un paradosso temporale nel tentativo di liberare il primo da Michele e che invece riporta in vita il padre John.

### Balthazar
Balthazar (Sebastian Roché) è un angelo che ha combattuto insieme a Castiel nell'ultima guerra in Paradiso; al termine di essa inscenò la propria morte e si stabilì sulla Terra, portando con sé una serie di armi da lui rubate e godendosi una vita perlopiù edonistica.
Nella sesta stagione i Winchester scoprono che tre poliziotti corrotti sono stati uccisi con il bastone di Mosè e che Balthazar aveva venduto l'arma all'assassino in cambio della sua anima. Durante un conflitto con Raffaele, Balthazar distrugge il suo tramite con del Sale di Lot. Dean lo imprigiona in un anello di olio sacro, ma Castiel lo libera poiché deve la sua vita all'angelo. Sam evoca poi l'angelo con un rituale enochiano per chiedergli se sia possibile separare un'anima dal suo corpo: Balthazar, che trova utile che Sam abbia un debito nei suoi confronti, lo informa sull'incantesimo e su che cosa comporterebbe; tra le altre cose è necessario che venga sparso il sangue del proprio padre ma, dal momento che John è morto da tempo, la scelta cade su Bobby.
Successivamente Balthazar trasporta Sam e Dean in un universo alternativo per salvarli da un killer del Paradiso di nome Virgil; l'angelo dà loro una chiave, sostenendo che questa apra il luogo dove ha nascosto le armi angeliche da lui rubate. In seguito viene rivelato che tutta la vicenda era stata orchestrata da Castiel e Balthazar stesso come diversivo per spostare le armi in un luogo più sicuro.
In un'altra occasione torna indietro nel tempo per evitare l'affondamento del Titanic: le sue azioni provocano un'alterazione della linea temporale creando un nuovo universo in cui i Winchester guidano una Mustang e Jo ed Ellen sono ancora vive. Quando lo scompiglio porta una delle Parche a uccidere i discendenti dei passeggeri che sarebbero dovuti morire nel 1912, Castiel ordina all'angelo di tornare indietro nel tempo e correggere gli eventi.
Nell'ultimo episodio della stagione decide di schierarsi con i Winchester contro l'amico Castiel, ma viene scoperto e ucciso da quest'ultimo.

### Rachel
Rachel (Sonya Salomaa) è un angelo che combatte al fianco di Castiel nella guerra contro Raffaele.
Decide di schierarsi al fianco di Castiel, diventando uno dei suoi luogotenenti, dopo aver ascoltato le parole di quest'ultimo sul valore della libertà. Successivamente scopre che Castiel lavora sottobanco con il re dei demoni, Crowley e quindi decide di abbandonarlo, avendo capito che sta facendo uno sbaglio, e lo affronta ma Castiel la uccide.

### Samandriel
Samandriel (Tyler Johnston) è un angelo che i fratelli Winchester conoscono in una casa d'aste del soprannaturale. Prova una grande ammirazione per Castiel. Crowley lo tortura per farsi dare delle informazioni sul Verbo di Dio, scoprendo che esiste una tavola per confinare gli angeli in Paradiso. Castiel, Dean e Sam lo salvano, ma Naomi manipola la mente di Castiel per fargli uccidere Samandriel, dato che ha rivelato delle informazioni troppo importanti.

### Metatron
Metatron (Curtis Armstrong), chiamato lo scriba di Dio, è l'angelo che ha scritto i tre Verbi sotto dettatura di Dio stesso e successivamente scomparve. Gli arcangeli volevano dominare l'universo tramite le tavolette e dato che Metatron era l'unico che poteva tradurle capì che prima o poi l'avrebbero sfruttato, quindi decise di nascondersi scappando dal Paradiso.
Viene rintracciato da Sam e Dean tramite dei nativi del Colorado e viene informato della carcerazione di Michele e Lucifero e la morte di Raffaele e Gabriele. Inizialmente riluttante ad aiutare i Winchester, alla fine si convince e salva Kevin informando inoltre Sam dell'ultima prova per chiudere l'Inferno: salvare un demone. Successivamente convince Castiel a intraprendere le prove per chiudere il Paradiso con gli angeli al suo interno. La prima prova è l'uccisione di un Nephilim e la seconda è prendere l'arco di Cupido. Mentre Castiel sta svolgendo quest'ultima, Metatron viene catturato dagli uomini di Naomi, colei che comanda le schiere angeliche. Quest'ultima lo tortura per scoprire l'ultima prova ma nel farlo viene a conoscenza del vero piano dello scriba e corre a informare Castiel e Dean: convinto che gli angeli abbiano rovinato il Paradiso, vuole punirli e quello che ha fatto svolgere a Castiel non sono prove ma ingredienti per l'incantesimo che vuole svolgere ovvero esiliare gli angeli sulla Terra come fece Dio con Lucifero.
Ormai allo scoperto, Metatron uccide Naomi e cattura Castiel rubandogli la Grazia, l'ultimo ingrediente per il suo incantesimo. Fatto ciò rispedisce l'ex angelo sulla Terra, non prima di avergli augurato una vita felice sulla Terra da umano raccomandandogli di andare a trovarlo una volta morto. Fatto questo conclude il suo incantesimo esiliando gli angeli e prendendo il controllo del Paradiso.
Scenderà poi sulla Terra entrando in contatto con Gaadrel, l'angelo che possiede Sam, proponendogli di ricostruire il Paradiso con pochi angeli selezionati. Gadreel accetta e Metatron gli affida come obbiettivo l'uccisione di Kevin Tran. Metatron non vuole solo limitarsi a conquistare il Paradiso ma vuole sottomettere l'intera umanità: per questo, alla fine, Gaadrel decide di schierarsi dalla parte di Castiel e lo aiuta a combattere il nemico. Quando Castiel fa capire agli altri angeli che in realtà Metatron è solo un despota, li convince a passare dalla sua parte fermandolo: l'angelo viene quindi rinchiuso in una prigione angelica.
Verrà liberato in più di un'occasione ma Castiel lo priverà della grazia trasformandolo in un umano. Verso le ultime puntate dell'undicesima stagione viene richiamato da Chuck Shurley e scopre che lo scrittore non è altri che Dio in persona. Metatron apprende che Dio lo ha scelto come suo scriba solo perché si trovava più vicino alla sua porta e poi scopre che il Signore non ha intenzione di salvare gli umani dall'Oscurità, colpevoli di aver portato distruzione nella natura che Lui ha creato. Metatron si dimostra pentito delle sue azioni passate e convincerà Dio a dare una seconda possibilità alla Terra e a combattere l'Oscurità. Verrà ucciso dall'Oscurità mentre tentava di rallentarla per far fuggire Lucifero e i fratelli Winchester.

### Naomi
Naomi (Amanda Tapping) è l'angelo che prende il comando del Paradiso dopo la scomparsa di Raffaele e Castiel. Libererà quest'ultimo dal Purgatorio e lo costringerà a seguire i suoi ordini. Successivamente proverà a obbligare Castiel a consegnarle la tavoletta e ad uccidere Dean, ma l'angelo si libera dal controllo mentale e fugge, portando con sé metà della tavoletta che sarà poi rubata da Crowley. Usa un tavolo operatorio per torturare, obbligare e modificare la memoria degli angeli, come aveva fatto con Castiel. I suoi uomini cattureranno Metatron e torturandolo scopre il suo vero piano; quando lo capirà raggiungerà e informerà Dean e Castiel. Quest'ultimo deciderà di andare in Paradiso per confrontarsi con Metatron e Naomi, ma quando arriva scopre che questa è già stata uccisa. In seguito ricomparirà nella tredicesima stagione rivelando a Castiel di aver solo simulato la sua morte e di essere alla disperata ricerca di un modo per ripopolare le schiere angeliche onde evitare il crollo del Paradiso.
Naomi sembra essere stata l'unico angelo ad aver avuto rapporti intimi con un demone poiché, a quanto ha fatto intendere Crowley, secoli prima in Mesopotamia i due sono stati amanti, sebbene poi siano tornati ad odiarsi.

### Gadreel (Ezechiele)
Gadreel (Tahmoh Penikett) è l'angelo che in passato era il guardiano del Giardino del Paradiso e che successivamente è stato rinchiuso nelle segrete del Paradiso per aver lasciato entrare il Serpente tentatore. Successivamente è caduto sulla Terra dopo l'incantesimo di Metatron.
Dopo aver ascoltato la richiesta di aiuto di Dean per il fratello Sam, in coma dopo aver affrontato le tre prove della tavoletta dei demoni, va da lui e lo salva da un altro angelo, arrivato lì per ucciderlo. Viene interrogato da Dean e si finge Ezechiele, uno dei pochi angeli ancora fedeli a Castiel e deciso ad aiutare i Winchester. Si accorge però di essere troppo debole per curare Sam a causa della Caduta e propone a Dean un altro metodo: possedere il fratello per curarlo dall'interno. Viene così aiutato da Dean a possedere il fratello. Una volta nel corpo di Sam gli cancella i ricordi della possessione e ammonisce Dean nell'informare il fratello di quanto sta avvenendo in quanto potrebbe non accettarlo e respingerlo e in quel caso lui non potrebbe resistergli ma così Sam morirà. Deciderà comunque di mettersi in stand-by per non influire nella vita di Sam.
Nonostante tutto si manifesterà per aiutare Dean e Sam contro i demoni di Abbadon, rivelare informazioni su Bartolomeo e Castiel e resuscitare Charlie e lo stesso Castiel, ucciso da un mietitore. Successivamente dirà a Dean di non voler stare nello stesso bunker con Castiel in quanto potrebbe attirare altri angeli, minacciando di lasciare il corpo di Sam se l'ex angelo non se ne andrà, cosa che avrebbe portato alla morte del più giovane dei Winchester.
Successivamente viene contattato da Metatron, che rivela di essere a conoscenza della sua vera identità e gli propone di ricostruire il Paradiso insieme con pochi angeli selezionati. Come prova di fedeltà lo scriba di Dio gli chiederà di uccidere Kevin Tran, cosa che l'angelo farà dopo aver ingannato Dean. Diventerà quindi il secondo di Metatron uccidendo chi gli indica lo scriba, tra cui il suo torturatore e il suo migliore amico. Verrà catturato poi da Dean e Castiel che, con l'aiuto di Crowley, sveglieranno Sam permettendogli di respingerlo, obbligandolo a tornare al suo vecchio tramite.
In seguito, capendo che Metatron in realtà è solo un individuo borioso e crudele, decide di schierarsi dalla parte di Castiel. I due vanno insieme in Paradiso per affrontarlo ma vengono rinchiusi nelle prigioni angeliche; Gadreel, usando un simbolo mistico, si fa esplodere distruggendo le celle in cui erano rinchiusi lui e Castiel e permettendo a quest'ultimo di sconfiggere Metatron: il suo obbiettivo, infatti, era quello di recuperare un po' di onore e non essere più ricordato come colui che fece entrare il Serpente nell'Eden.

### Hael
Hael (Grace Phipps) è il primo angelo caduto a essere trovata da Castiel. Afferma di non essere in collera con lui ma di essere confusa e di non sapere che cosa fare della sua vita. Castiel le consiglia di fare quello che vuole e si propone di passare un periodo con lei. Quando però l'ex angelo afferma di volerla abbandonare per aiutare i Winchester, Hael diventa violenta e lo rapisce. Castiel causa un incidente con la macchina e danneggia il tramite di Hael e quest'ultima, ancora debole per la Caduta, non ha le forze per curarsi. Allora lo minaccia d'informare gli altri angeli della sua loro posizione ma, prima che possa riuscirci, Castiel la uccide.

### Bartolomeo
Bartolomeo (Adam Harrington) è il braccio destro di Naomi, che dopo la sua morte si è messo a capo di una fazione estremista di angeli caduti sulla Terra. I suoi obbiettivi principali sono trovare Castiel, che considera responsabile della caduta degli angeli, e trovare dei tramiti per tutti gli angeli caduti, cosa che fa con l'aiuto di un predicatore. Cerca di convincere inutilmente Castiel a passare dalla sua parte, ma quest'ultimo rifiuta: Bartolomeo lo aggredisce e Castiel lo uccide.

### Malachia
Malachia (Stephen Taylor) è un angelo anarchico che dopo la caduta degli angeli sulla Terra si è messo a capo di una fazione che si oppone a quella di Bartolomeo. Viene rivelato successivamente che Malachia è stato ucciso da Gadreel.

### Hannah
Hannah (Erica Carroll e Lee Majdoub) è un angelo che combatte al fianco di Castiel nella lotta contro Metatron. In un primo momento decide di seguirlo, ma poi la sua fede in Castiel vacilla e ciò la porta a schierarsi dalla parte di Metatron. Quando Gadreel sacrifica la sua vita per aiutare Castiel, Hannah ne rimane sbalordita e decide di ricongiungersi con Castiel per fermare Metatron. Quando Hannah, Castiel e gli altri angeli sconfiggono Metatron, Castiel li convince a risparmiarlo e a spedirlo in una prigione angelica: Hannah ne rimane colpita e afferma che Castiel sarebbe un grande leader per gli angeli, nonostante lui rifiuti l'offerta. Lei e Castiel diventano buoni amici, tra l'altro è stato inteso che lei provi un sentimento nei suoi riguardi. Lei e Castiel cercheranno di riportare in Paradiso gli angeli che sono finiti sulla Terra a causa di Metatron, ma poi Hannah decide di lasciar perdere la missione e abbandona il suo tramite, Caroline, capendo che per colpa dell'angelo la vita matrimoniale della donna stava cadendo a pezzi. Hannah trova poi un nuovo tramite maschile. Muore nell'undicesima stagione per mano dell'angelo Efram.

### Adina
Adina (Jud Tylor) è un angelo ribelle. Dopo la caduta ad opera di Metatron, decide di rimanere nel mondo degli umani amando la libertà che da esso deriva. Hannah e Castiel vanno a cercarla dopo che lei e il suo compagno, l'Angelo Pescatore, si sono macchiati dell'omicidio di un angelo che voleva riportarli in Paradiso. In seguito alla morte dell'angelo Daniel, per mano di Castiel, diventa pericolosa e aggressiva. Viene infine uccisa da Crowley.

### Duma
Duma (Erica Cerra) è uno degli angeli sopravvissuti che ancora vive in Paradiso. Compare per la prima volta nella tredicesima stagione quando si incontra con Castiel, che voleva chiedere aiuto per trovare Jack: Duma gli rivela che anche il Paradiso vuole mettere le mani sul Nephilim per ripopolare le proprie schiere e pertanto Castiel se ne va, aiutato da Lucifero. In seguito, abbindolati dalle sue false promesse, Duma e i pochi angeli rimasti nominano proprio quest'ultimo re del Paradiso. Nella quattordicesima stagione viene posseduta dal Nulla cosmico, risvegliato da Castiel e desideroso anch'esso di impossessarsi dei poteri di Jack, per poi prendere le redini del Paradiso al posto di Naomi: sfruttando la sua nuova posizione e la morte di Mary Winchester tenta di usare il Nephilim per trasformare gli umani in angeli e punire coloro che si oppongono al Paradiso, ma quando Castiel lo scopre la uccide.

### Anael
Anael (Danneel Harris) è un angelo che compare per la prima volta nella tredicesima stagione.

Dopo la caduta ha assunto l'identità di Sorella Jo, una guaritrice, e grazie alla sua fama viene avvicinata da Lucifero, che inizialmente intendeva ucciderla per sottrarle la Grazia: Anael riesce tuttavia a convincerlo ad aiutarsi reciprocamente e lo salverà anche dai Winchester. Successivamente i due, tra i quali nasce anche un sentimento, riescono a convincere gli angeli superstiti a nominare Lucifero re del Paradiso in quanto questi è il solo in grado di ripopolare le schiere angeliche. Successivamente Lucifero le rivela che in realtà non può creare altri angeli e Anael, sdegnata, lo mette davanti ai suoi fallimenti: il diavolo ha quindi una violenta reazione e Anael lo abbandona.

Nella quattordicesima stagione ha un fugace incontro con l'arcangelo Michele quando questi era nel corpo di Dean, avvertendo Sam della sua presenza, e successivamente accetta di aiutare Castiel a mettersi in contatto con Dio (essendo stata sottoposta di Giosuè, l'unico angelo con cui Dio dialogasse, per poi abbandonare tale mansione dopo aver visto il disinteresse di Dio verso gli umani) per chiedergli di ripristinare l'anima di Jack, sebbene i due non riescano nel loro intento.

Nella quindicesima stagione viene raggiunta di nuovo dai Winchester per sapere dove si trova l'Occultum, un oggetto che in passato ha ottenuto collaborando con Ruby, ma l'angelo li indirizza falsamente all'inferno.

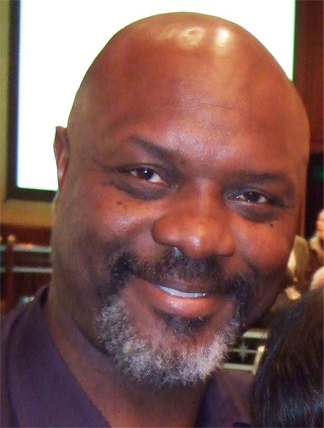
Robert Wisdom interpreta Uriel (prima incarnazione)
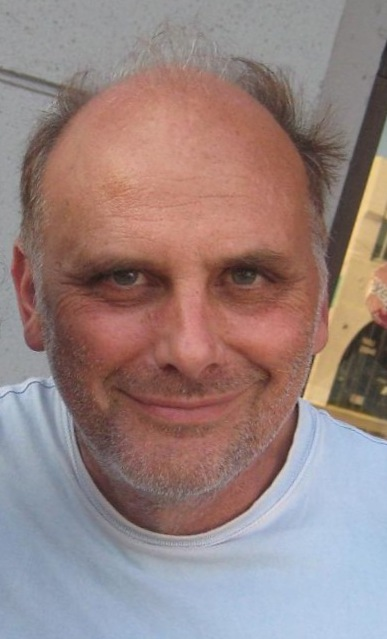
Kurt Fuller interpreta Zaccaria
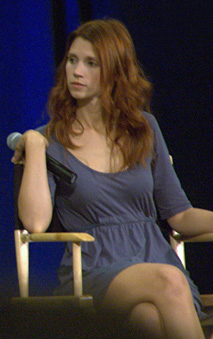
Julie McNiven interpreta Anna Milton
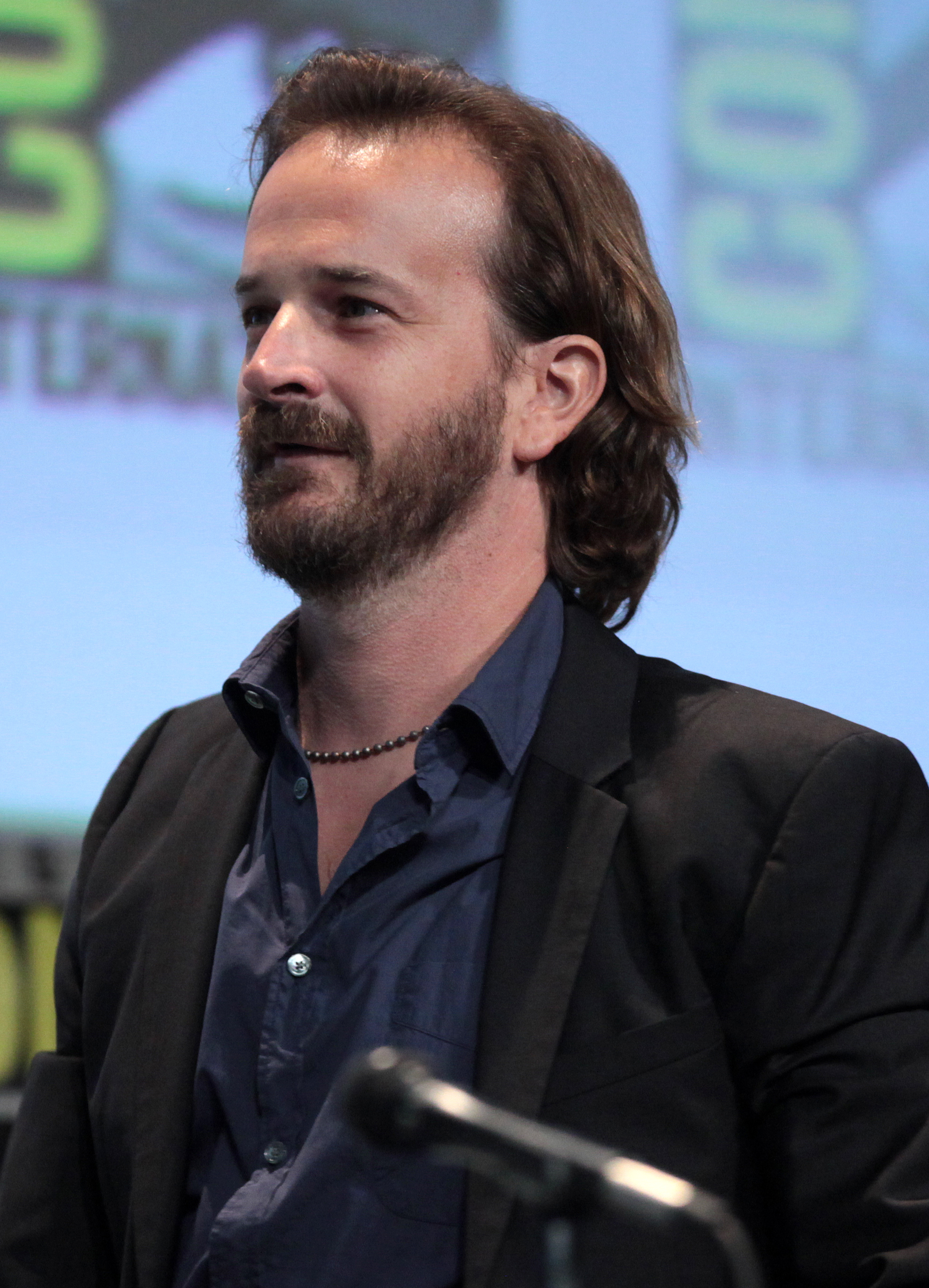
Richard Speight Jr. interpreta Gabriele
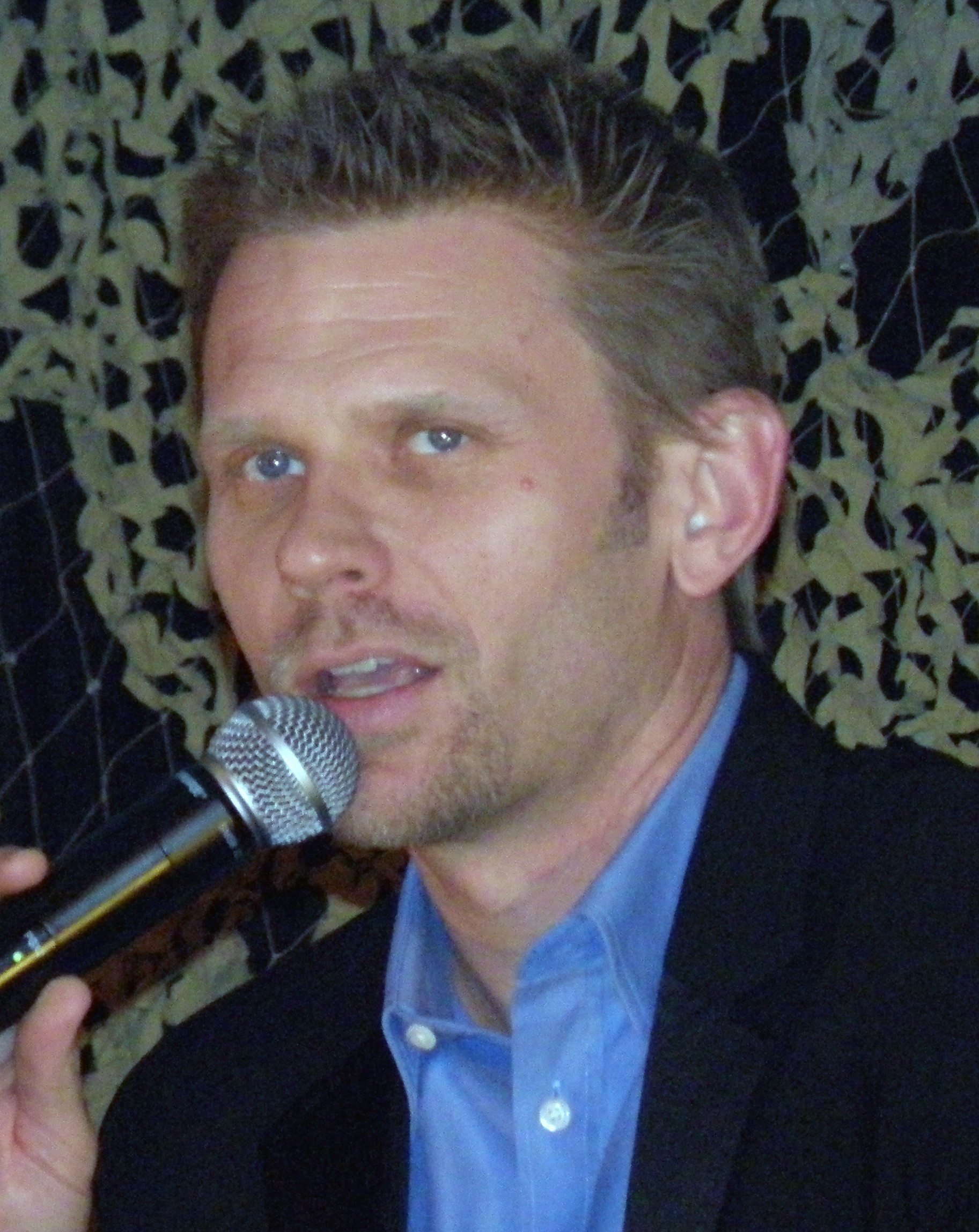
Mark Pellegrino interpreta Lucifero (prima incarnazione)
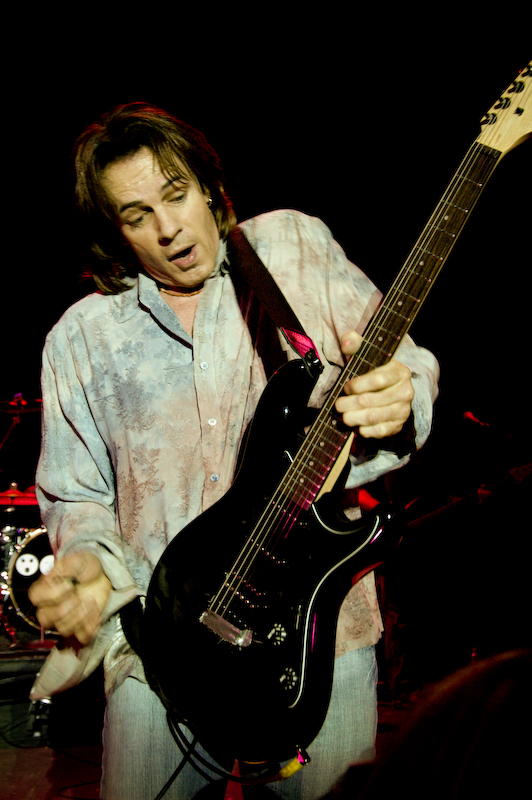
Rick Springfield interpreta Lucifero (seconda incarnazione)
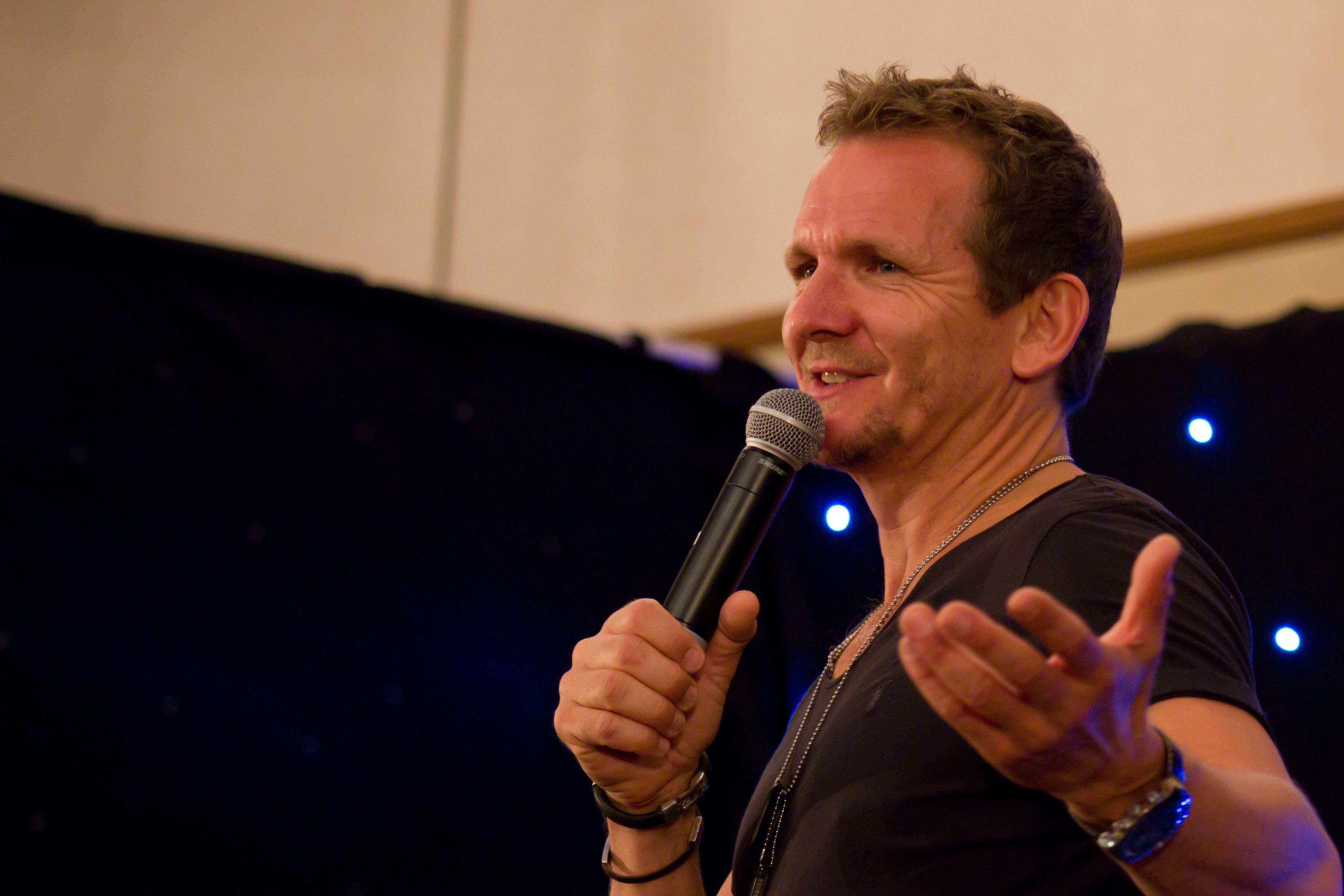
Sebastian Roché interpreta Balthazar
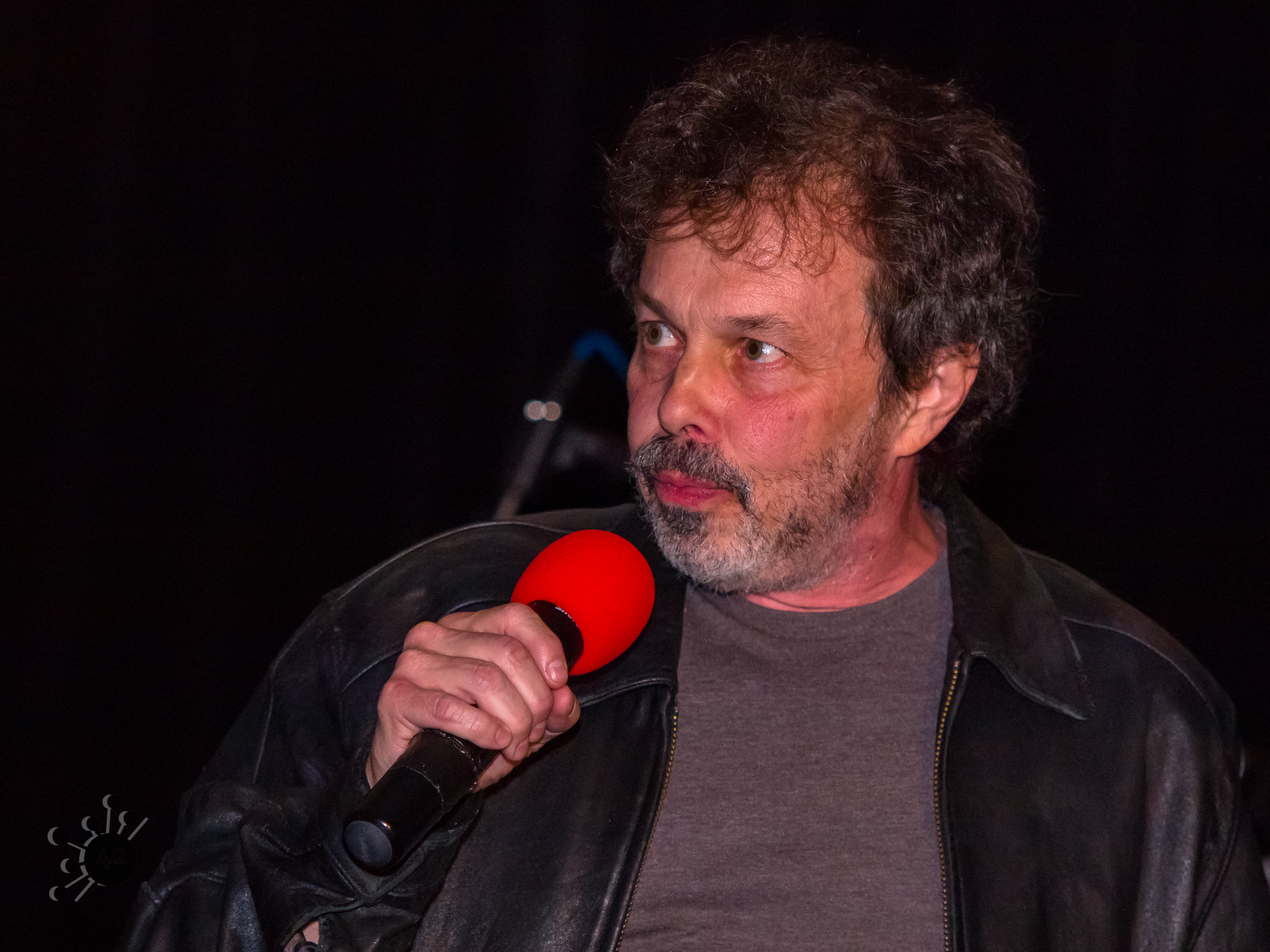
Curtis Armstrong interpreta Metatron
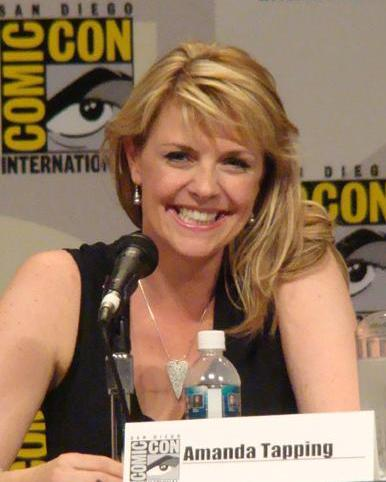
Amanda Tapping interpreta Naomi
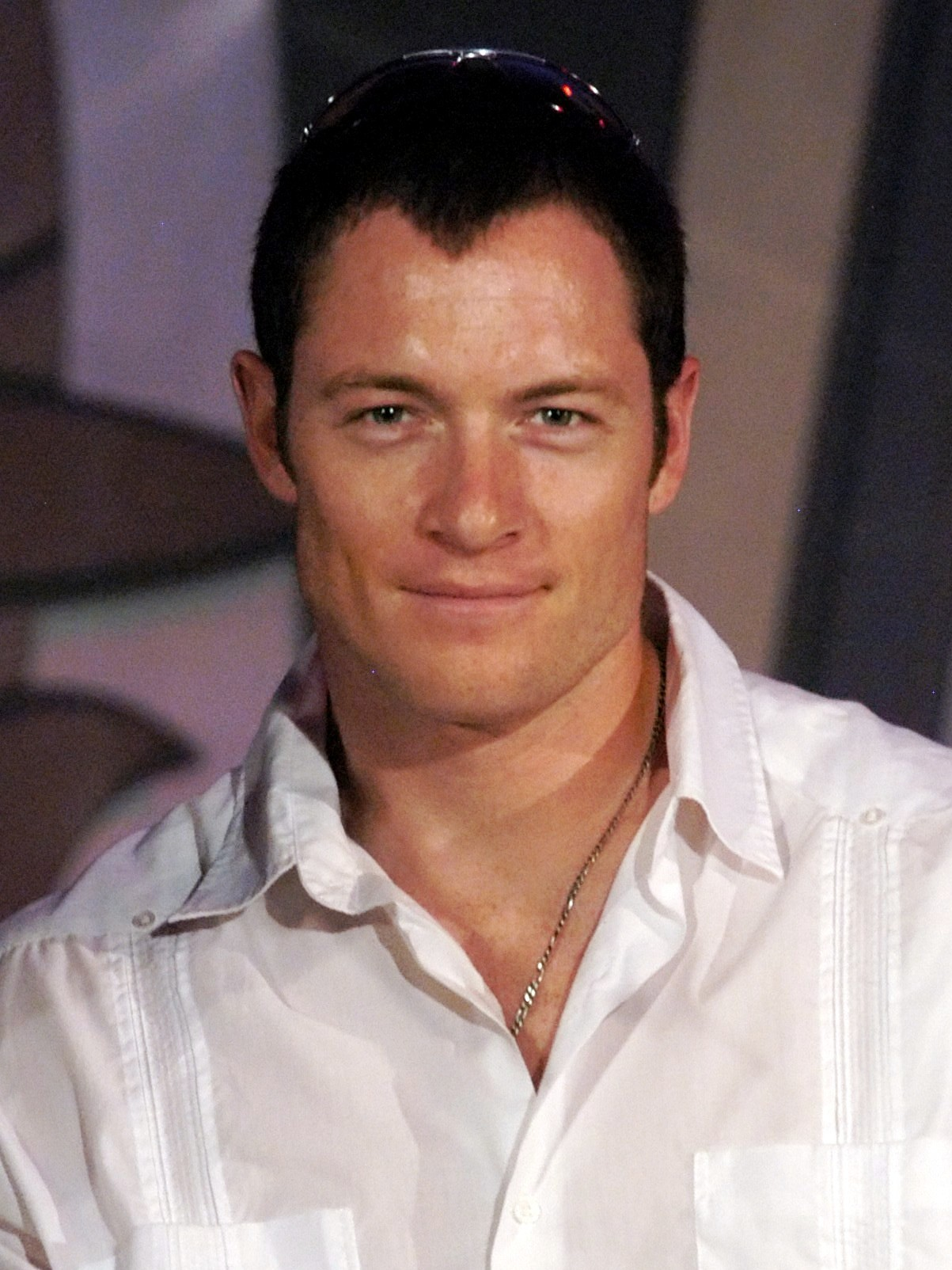
Tahmoh Penikett interpreta Gadreel/Ezechiele
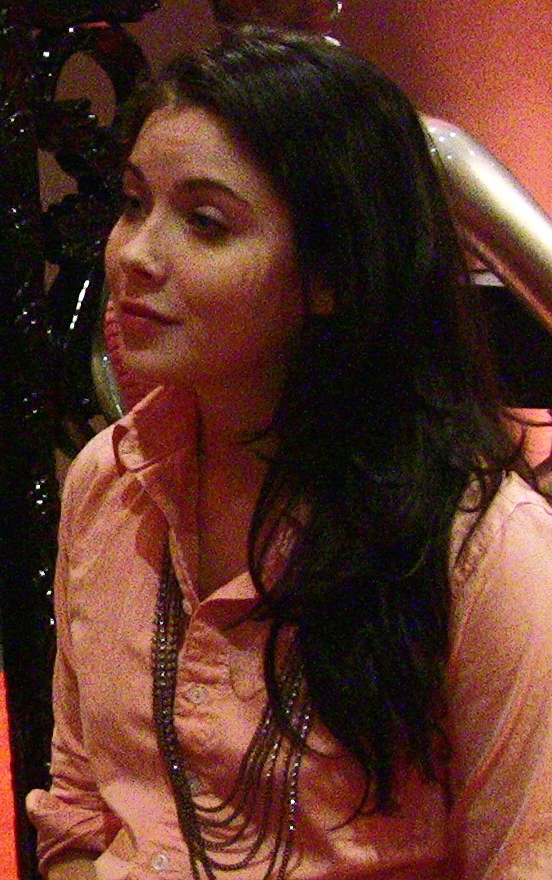
Grace Phipps interpreta Hael
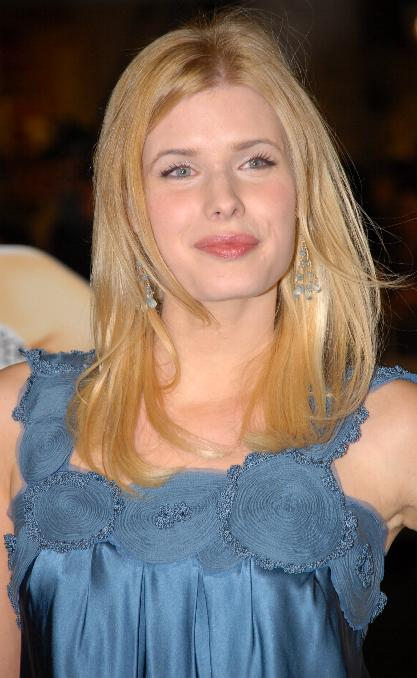
Jud Tylor interpreta Adina

## Leviatani
I Leviatani sono creature molto potenti create da Dio prima degli uomini e degli angeli: Morte li descrive come bestie intelligenti e fameliche e proprio causa della loro ferocia l'Onnipotente, temendo che avrebbero distrutto la Terra, creò il Purgatorio per segregarceli.

Vengono involontariamente liberati da Castiel quando quest'ultimo, alla fine della sesta stagione, assorbe le anime che vi risiedevano per vincere la guerra civile angelica contro l'arcangelo Raffaele ed è proprio a causa della loro potenza che l'angelo non è stato in grado di reggere il peso delle anime dopo averle assorbite.

Le uniche due debolezze che abbiano mostrato sono la decapitazione e il borace, che però si limitano a rallentarli e non ad ucciderli: l'unico modo per rispedire l'anima di un Leviatano nel Purgatorio è indicato nel Verbo di Dio dedicato a queste bestie e consiste nel trafiggerli con l'osso di un essere umano retto imbevuto nel sangue di un angelo caduto, dell'Alfa di una razza sovrannaturale e del re dell'Inferno. Come i demoni e gli angeli sono anche loro creature inconsistenti che necessitano di un tramite umano.

### Dick Roman
Dick Roman (James Patrick Stuart) è un ricco uomo d'affari segretamente a capo dei Leviatani, nonché il più potente tra di loro.

Prova un profondo odio nei confronti dei demoni e delle altre creature soprannaturali, che considera peggio degli umani: se ne ha prova quando rifiuta malamente l'offerta di Crowley. Per la riuscita del suo piano - consistente nell'allevare letteralmente gli esseri umani come carne da macello - pretende in modo tassativo che i suoi sottoposti stiano totalmente lontano dai riflettori e infatti quando il dottor Gaines, suo sottoposto, fallisce il progetto e finisce sui giornali lo costringe ad auto-mangiarsi. Fa poi catturare e uccide personalmente Bobby.

Dopo aver fatto uccidere Frank Devereaux chiede aiuto a Charlie per decriptare l'hard disk dell'uomo e poi costringe Kevin a tradurgli il verbo di Dio sui Leviatani. Venuto a conoscenza del piano dei Winchester per rispedire lui e gli altri in Purgatorio fa un accordo con Crowley, che però non lo rispetta e rapisce Kevin: Dean e Castiel lo affrontano insieme e mentre l'angelo lo tiene bloccato Dean lo uccide.

### Edgar
Edgar (Benito Martinez) è un leviatano che prende possesso di un esperto riparatore di automobili e che lavora sotto i diretti ordini di Dick Roman. Dopo essersi recato al Sioux Falls General Hospital affronta i Winchester a casa di Bobby e apparentemente viene ucciso da una macchina, ma alla fine si rialza senza nemmeno un graffio all'insaputa dei due fratelli. Per fermare il piano dei Winchester, dopo aver rapito Kevin e sua madre, cerca di uccidere il vampiro Alfa, ma viene decapitato da Sam e Dean.

### Dr. Gaines
Il Dr. Gaines (Cameron Bancroft) è un leviatano che prende possesso di un chirurgo del Sioux Falls General Hospital. È a capo del progetto della Sucrocorp, che ha lo scopo di modificare il cibo per rendere gli umani docili e appetitosi. Dopo aver deluso Dick per essere finito su un giornale viene costretto da questi ad auto-mangiarsi.

### Chet
Chet (Sean Owen Roberts) è un leviatano che prende possesso di un impiegato di una società di carte di credito. Dopo aver rintracciato i fratelli si reca nella loro stanza di motel per ucciderli, ma viene immobilizzato da Don Stark, un mago in debito coi Winchester. Incapace di muoversi, viene torturato da Bobby per ottenere informazioni, ma senza risultato; alla fine Bobby, esasperato, lo decapita.

### Susan
Susan (Olivia Cheng) è un leviatano nonché assistente personale di Dick Roman. Lavora nell'azienda di Dick e apparentemente svolge le tipiche mansioni di segretaria. Dopo la morte di Dick i demoni di Crowley si sono occupati degli altri leviatani decapitandoli e rendendoli del tutto inoffensivi; si presume che anche Susan abbia fatto la medesima fine.

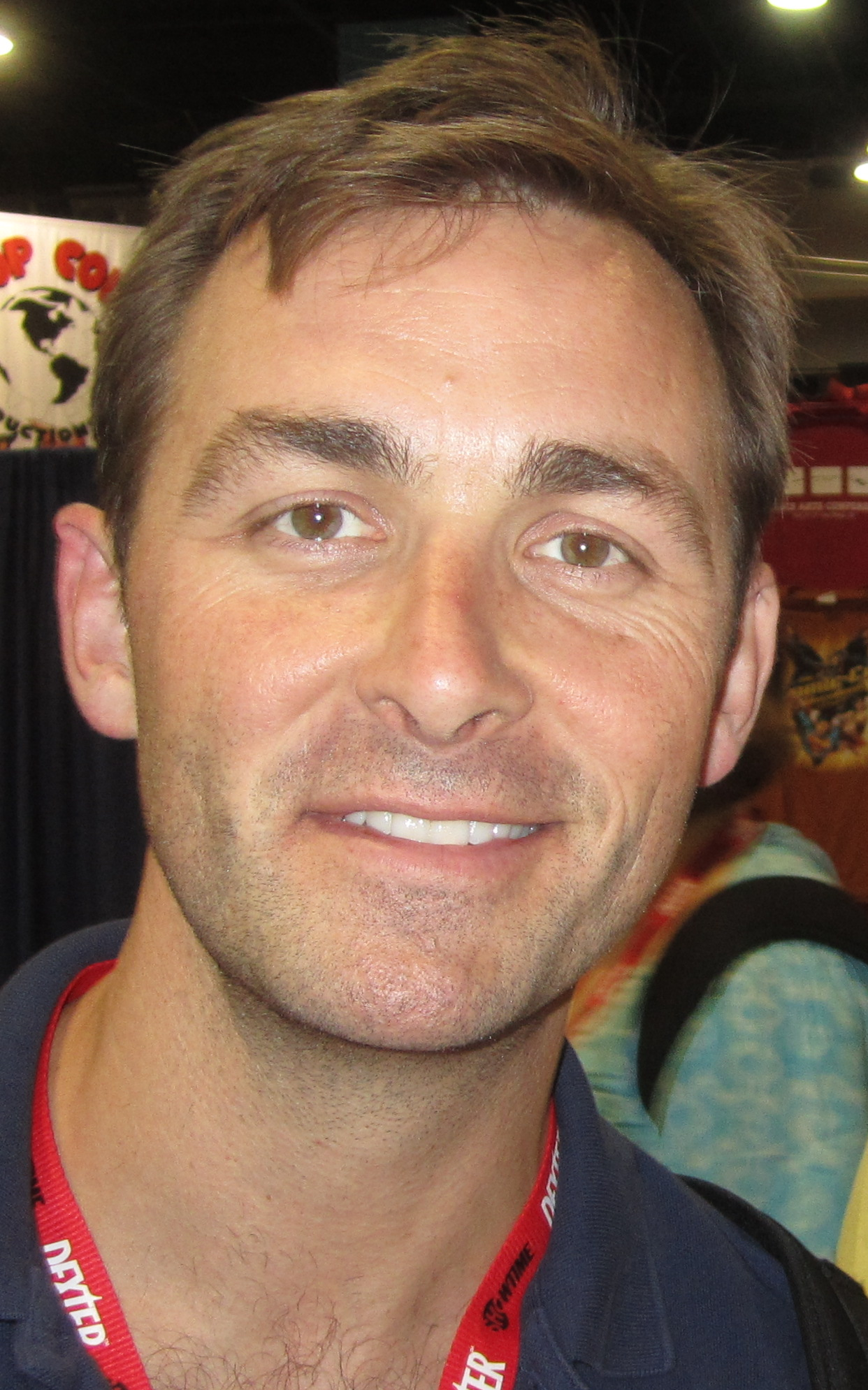
James Patrick Stuart interpreta Dick Roman

## Vampiri
I vampiri sono creature notturne che per sopravvivere devono nutrirsi di sangue, specialmente quello umano. In Supernatural molti dei classici miti che accompagnano queste figure si rivelano infondati: l'unica cosa certa è che il modo migliore per ucciderli è la decapitazione. Nel corso della serie viene inoltre svelato e attuato un rituale che consente di far tornare umano un vampiro: a beneficiarne, tra gli altri, lo stesso Dean.

### Alfa
Il Vampiro Alfa (Rick Worthy) è il primo della sua specie, colui che ha dato vita alla stirpe, ed è uno dei figli di Eve. Non è chiaro quanto sia antico, ma da una sua frase si presume che esistesse già dai tempi della preistoria: «Mentre voi vi radunavate attorno a un fuoco per la prima volta, io ero già lì che mi nascondevo nell'oscurità».
Viene menzionato per la prima volta nella sesta stagione, dove lo si intravede brevemente, ma la sua prima apparizione ufficiale avviene quando viene catturato dal nonno di Sam e Dean, dal quale successivamente riesce a scappare.
Nella settima i fratelli Winchester vanno a cercarlo perché hanno bisogno del suo sangue, che combinato con quello di Crowley, con quello di Castel e l'osso di un essere umano retto, può dare vita all'unica arma che può uccidere il capo dei Leviatani Dick Roman; in tale occasione rivela di essere l'unico Alfa rimasto in vita, dato che Crowley e Castiel li hanno uccisi tutti. Nonostante le iniziali ostilità, decide di dare il suo sangue ai fratelli Winchester capendo che i Leviatani sono troppo pericolosi.
Riapparirà nella dodicesima stagione quando Sam lo ucciderà sparandogli alla testa con la Colt.

### Lenore
Lenore (Amber Benson) è un vampiro che Dean e Sam incontrano per la prima volta nella seconda stagione, dove viene catturata dal cacciatore Gordon Walker nonostante lei non voglia fare del male a nessuno; Gordon le fa bere del sangue per dimostrare ai Winchester che Lenore è solo un mostro, ma Dean nota che la ragazza ha il pieno controllo delle sue pulsioni, quindi aggredisce Gordon mentre Lenore si mette in salvo. Riappare nella sesta stagione quando subisce il potere di Eve, che cerca di asservirla alla sua volontà; Lenore supplica Dean e Sam di ucciderla, ma è Castiel ad esaudire la sua richiesta.

### Gordon Walker
Gordon Walker (Sterling K. Brown) è un cacciatore di vampiri i cui metodi lo fanno scontrare più volte con i fratelli Winchester. Quando aveva diciotto anni un vampiro si introdusse in casa sua e rapì sua sorella: Gordon scappò di casa, imparò come combattere, cacciare e uccidere i vampiri e trovò quello che aveva preso sua sorella, scoprendo che l'aveva trasformata e ritrovandosi costretto ad ucciderla. Questo evento marcò per sempre il suo odio nei confronti dei non morti. Ad un certo punto della sua carriera da cacciatore incontrò John Winchester ed Ellen Harvelle.
Viene introdotto nella seconda stagione quando incontra Dean e Sam durante una caccia. Inizialmente Dean lega con Gordon, condividendo l'odio assoluto per ogni mostro, ma arrivano presto le incomprensioni quando i fratelli si rendono conto della sua sete di sangue e dei suoi metodi disumani (Gordon cattura e tortura un vampiro pur sapendo che si tratta di uno che non si nutre di sangue umano). Dean e Gordon si scontrano, lo lascia legato ad una sedia e libera il vampiro.
Successivamente, durante un esorcismo, Gordon scopre della guerra demoniaca che sta per iniziare, dei bambini speciali di Azazel e dei poteri di Sam. Sempre nella seconda stagione uccide Scott Carey, rintraccia Sam e cerca di ucciderlo; quando Dean interviene per salvarlo, Gordon lo stordisce e lo lega per usarlo come esca in una trappola per Sam. Quest'ultimo riesce ad evitare la trappola e a salvare il fratello; Sam aveva inoltre chiamato la polizia e quando Gordon inizia a inseguirli sparando loro addosso viene subito arrestato. Nella terza stagione Gordon viene mostrato in prigione, mentre cerca di convincere un cacciatore a uccidere Sam Winchester, che, a causa dei suoi poteri, considera un mostro. Riesce infine a ad evadere ma viene catturato e trasformato in un vampiro. Ancora convinto di aver il dovere, in quanto cacciatore, di uccidere Sam, organizza un'altra trappola, usando una ragazza come esca. Nello scontro Sam lo decapita con una garrota improvvisata.

### Benny Lafitte
Benjamin "Benny" Lafitte (Ty Olsson) è un vampiro che, nel corso della ottava stagione, aiuta Dean a fuggire dal Purgatorio riuscendo anch'egli a tornare sulla Terra. In passato faceva parte di una compagnia di pirati-vampiri che vivevano vicino alla costa o in isole e uccidevano i navigatori. Era stato ucciso dal suo creatore dopo che aveva deciso di lasciare la compagnia per Andrea, la sua amata, vampirizzata a sua insaputa dopo la sua morte.
Una volta tornato dal Purgatorio uccide il suo creatore e Andrea, che voleva continuare la vita da saccheggiatrice. Troverà quindi una sua nipote e proverà a rifarsi una vita, ma sarà seguito da Martin Creaser su ordine di Sam perché lo crede responsabile di alcune morti. In realtà le morti erano opere di un vampiro che aveva creato in passato. Insieme a Dean lo troverà e ucciderà, ma Martin rimane convinto della sua malafede: pertanto rapirà la nipote per trarlo in trappola ma il vampiro lo ucciderà. Sarà poi rintracciato da Dean, che gli chiederà di morire per andare nel Purgatorio e salvare Sam e Bobby, rimasti bloccati lì, per poi riportarlo indietro attraverso Sam, proprio nello stesso modo in cui è fuggito insieme a Dean la prima volta. Deciderà di aiutare ancora l'amico fraterno facendosi uccidere e andando a salvare il giovane Winchester. Il gruppo sarà attaccato dai suoi ex compagni pirati e Benny deciderà di sacrificarsi per permettere a Sam e Bobby di scappare. Sam però capisce che in realtà Benny non è voluto tornare perché la sua esistenza terrena non aveva più senso, dato che sia vampiri che umani non lo accettavano più; Sam ammette comunque di aver sbagliato a giudicarlo. Nella seconda stagione, terzo episodio, l'attore Ty Olsson interpreta un vampiro di nome Eli. Non sappiamo se sia sempre Benny con un altro nome oppure soltanto una doppia interpretazione dell'attore.

### Andrea Kormos
Andrea Kormos (Athena Karkanis) è la donna di cui Benny si innamorò. Originaria della Grecia, Benny per stare con lei decise di abbandonare la sua congrega di vampiri, ma il suo maestro vampiro, il Vecchio, lo vide come un tradimento e fece uccidere entrambi. Quando Benny torna in vita cerca di vendicare la sua amata, ma scopre che Andrea è diventata un vampiro e che è fedele al Vecchio. Benny uccide il Vecchio e cerca di convincere Andrea a scappare con lui, ma Andrea ormai ama vivere come un vampiro e Dean la uccide.

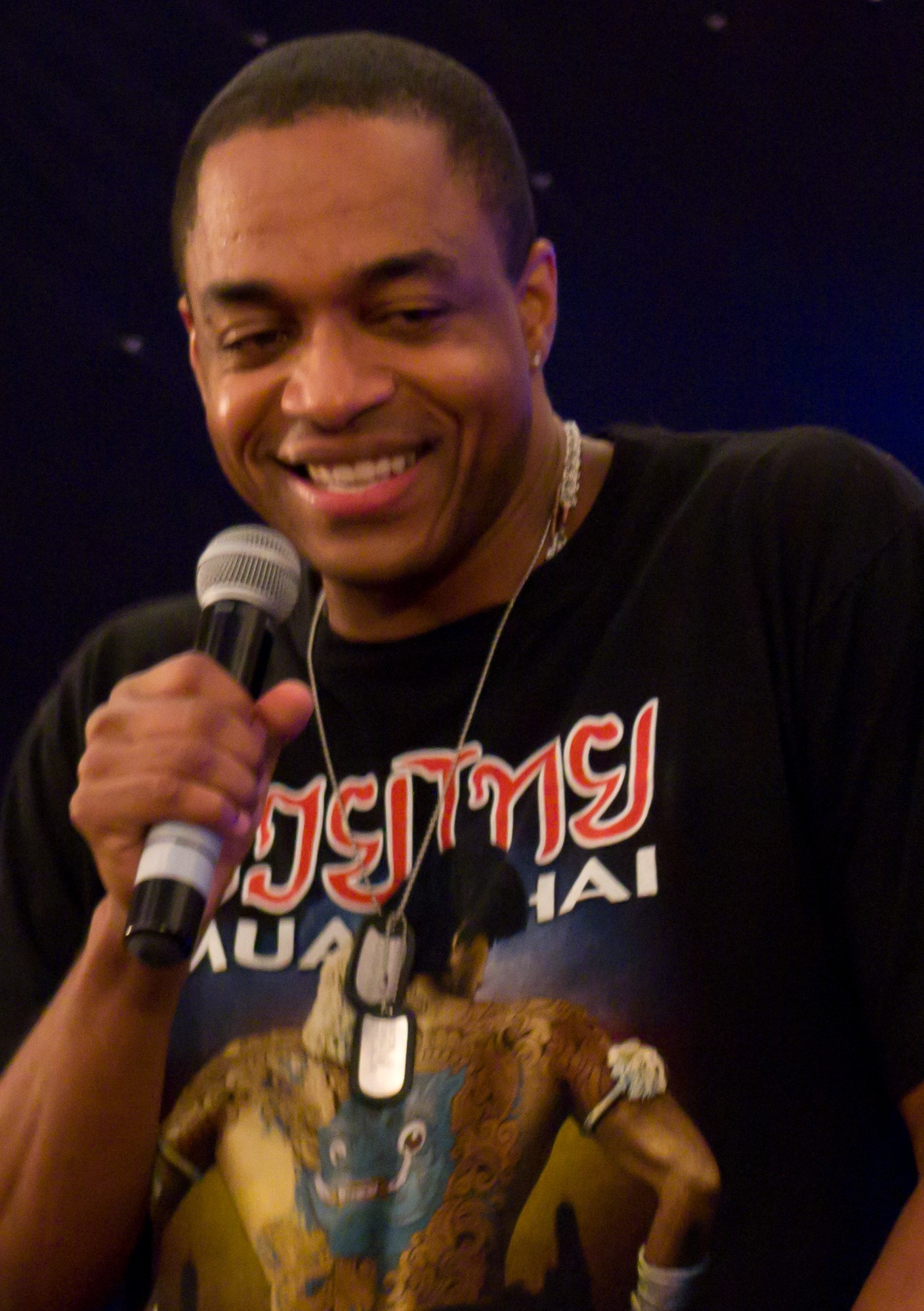
Rick Worthy interpreta l'Alfa
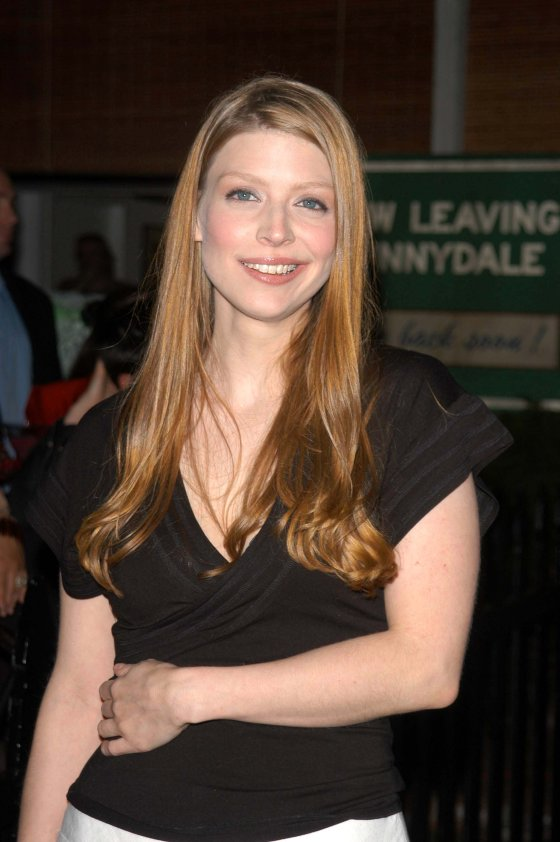
Amber Benson interpreta Lenore
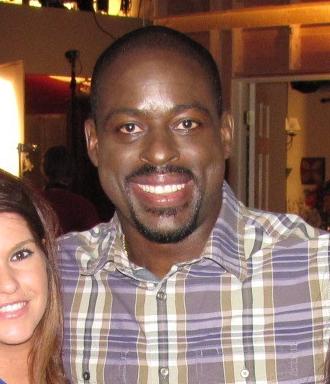
Sterling K. Brown interpreta Gordon Walker
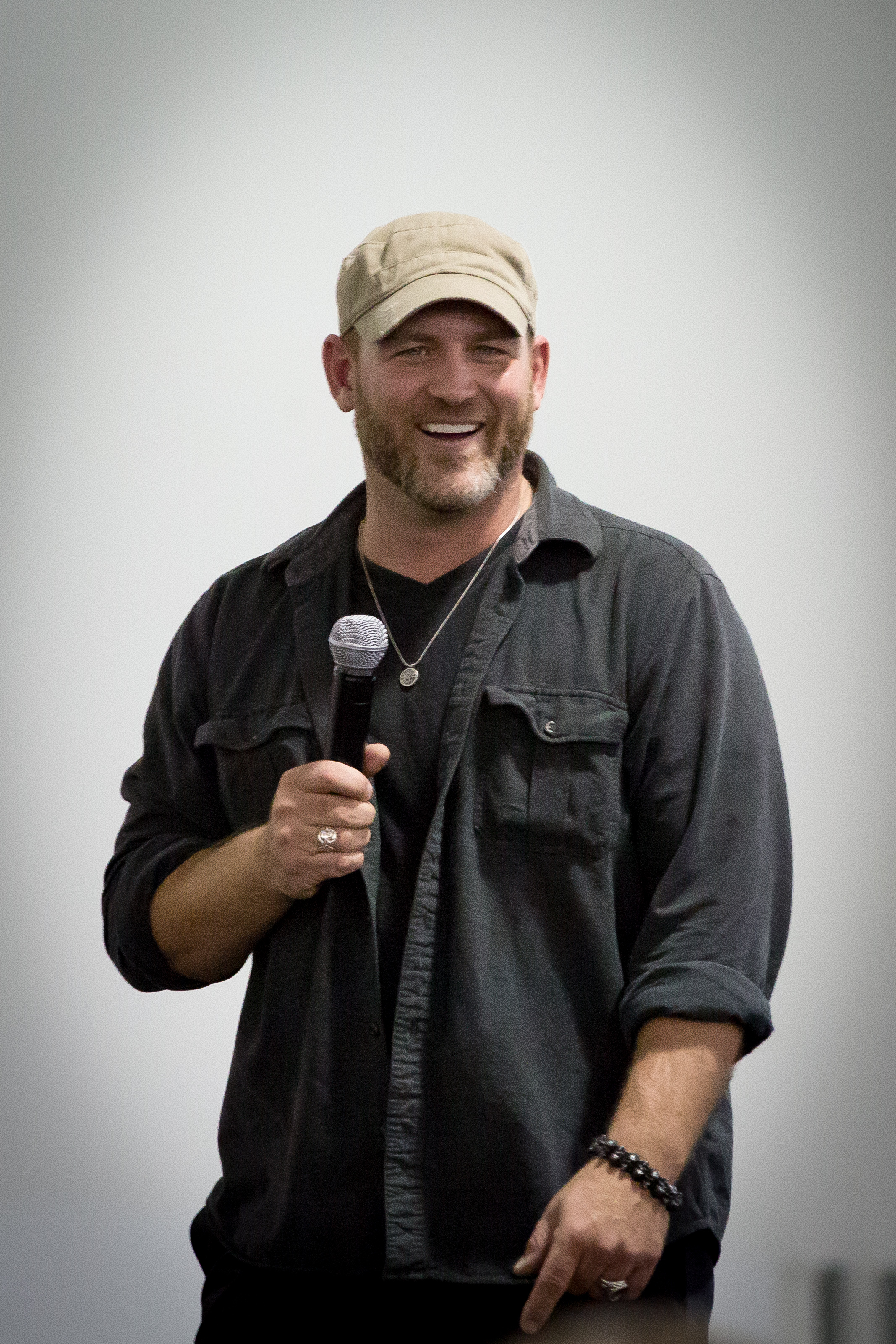
Ty Olsson interpreta Benny Lafitte

## Altri

### Jessica Lee Moore
Jessica Lee Moore (Adrianne Palicki) è stata la ragazza di Sam per due anni all'Università di Stanford, ma nonostante ciò non era a conoscenza dell'occupazione della sua famiglia. Sam aveva intenzione di chiederle di sposarlo ma viene uccisa dal demone Brady, che collaborava con Azazel: la sua morte lo porta a riunirsi a suo fratello nella ricerca del padre e nella caccia al sovrannaturale. Successivamente appare in realtà alternative o in sogni o visioni di Sam.

### Bela Talbot
Abbie "Bela" Talbot (Lauren Cohan) è una trafficante di oggetti occulti che compare per la prima volta nella terza stagione.
Nata in un'abbiente famiglia inglese intorno al 1983, da bambina suo padre abusava di lei e sua madre non faceva niente per aiutarla: così, divenuta adolescente, vendette la sua anima ad un demone degli incroci in cambio della morte dei genitori in un incidente stradale. Dopo aver ereditato la loro fortuna cominciò a farsi chiamare Bela e divenne una ladra. A un certo punto incontrò Bobby e lo aiutò a impadronirsi di un amuleto; successivamente si recò in Medio Oriente.

Dopo essere tornata negli Stati Uniti assunse due criminali per rubare una zampa di coniglio maledetta da un contenitore di proprietà di John conoscendo in questa occasione i suoi due figli e dimostrando subito un'attrazione reciproca per Dean. Bela avrebbe avuto altri incontri con i fratelli in cui avrebbe sempre cercato di lucrare sul soprannaturale: il suo comportamento avido disgustò tanto Dean che quando la ragazza venne minacciata da un fantasma, lui propose di abbandonarla.

Alla fine i Winchester ebbero bisogno di lei perché possedeva una radice che avrebbe potuto far uscire Bobby dal coma in cui era caduto e Bela accettò di aiutarlo sostenendo che voleva in questo modo ringraziarlo per averle salvato la vita; in realtà in questa occasione stava lavorando per Lilith, che le aveva proposto di rubare per lei la Colt in cambio dello scioglimento del suo contratto, ma dopo che ebbe consegnato la pistola a Crowley questi le disse che doveva anche uccidere Sam. I Winchester cercarono di rintracciarla in modo da poter recuperare la Colt per salvare Dean ma riuscì a fuggire; alla fine venne rintracciata da Rufus e quando i due fratelli riuscirono a riprendersi la Colt li chiamò in lacrime e chiese loro di aiutarla: nonostante il loro rifiuto dette comunque ai due delle importanti informazioni su Lilith in modo da ottenere una sorta di vendetta postuma sul demone, i cui segugi infernali la raggiunsero poco dopo.
Inizialmente Bela non era molto amata dal pubblico: i fan la trovavano fuori luogo perché non era adeguatamente legata alla trama generale ed era troppo avida ed egoista per riscattarsi e diventare un'alleata di Sam e Dean. Nell'episodio della sua morte, tuttavia, molti spettatori che in precedenza non amavano il personaggio si sentirono dispiaciuti per lei a causa del suo passato e della fine che ha fatto.

### Tessa
Tessa (Lindsey McKeon) è una Mietitrice che Dean incontra per la prima volta nella seconda stagione: reduce da un incidente stradale causato da dei demoni, Dean stava per morire e Tessa aveva il compito di accompagnarlo nell'aldilà, ma Azazel usa i suoi poteri per salvare il cacciatore.
I fratelli Winchester rivedono la mietitrice nella quarta stagione salvandola dall'attacco del demone Alastair, che voleva ucciderla per spezzare uno dei sigilli della gabbia di Lucifero. Quando Dean entra in uno stato di trance incontra nuovamente Tessa e le chiede di fargli incontrare il suo capo, Morte: quest'ultimo fa sì che Dean diventi lui stesso la morte per un giorno e Tessa gli fa da assistente, facendogli capire l'importanza che la morte ha per l'equilibrio dell'universo.
Nella nona stagione Metatron prende il controllo del Paradiso, rendendo l'accesso difficile per molte anime, e Tessa si rammarica nel sentire il loro dolore: quando si rende conto di non avere più motivo per vivere, si toglie la vita facendosi pugnalare da Dean con la Prima Lama.

### Victor Henricksen
Victor Henricksen (C. Malik Whitfield) è l'agente dell'FBI incaricato dell'arresto dei fratelli Winchester dalla rapina in banca nella seconda stagione. Continua a cercarli finché non riesce a catturarli e a rinchiuderli in una cella della stazione di polizia di un piccolo paese, in attesa che vengano portati via. La città viene però invasa da demoni in cerca di Sam e Dean e quando la stazione di polizia viene circondata Henricksen scopre la loro vera identità di cacciatori. Non potendo fare altro che credere alle loro parole, Henricksen accetta di lasciarsi aiutare dai Winchester, che riescono ad annientare i demoni con un esorcismo di massa in filodiffusione. Sam e Dean lasciano la città con la complicità dell'agente, che mentirà ai suoi superiori dicendo che sono morti nell'esplosione dell'elicottero e di loro non è restato nulla. Poco dopo nella stazione di polizia entra Lilith, nelle vesti di una bambina, che tortura e uccide tutti i presenti, compreso Henricksen. L'agente appare inoltre quando Lilith rompe uno dei sessantasei sigilli, quello che causa l'ascesa dei testimoni: egli è infatti una delle anime la cui morte è stata causata da un evento paranormale che attaccano Sam e Dean.

### Pamela Barnes
Pamela Barnes (Traci Dinwiddie) è una sensitiva molto dotata amica di Bobby. Appare per la prima volta nella quarta stagione quando l'anziano cacciatore la chiama per scoprire che cosa sia successo a Dean, che in qualche modo è riuscito a scappare dall'Inferno. Durante una seduta spiritica entra in contatto con colui che ha salvato Dean, Castiel, ma quando cerca di vedere il suo volto i suoi occhi s'infiammano e lei resta permanentemente cieca. Le sue abilità psichiche, tuttavia, sembrano aumentare con la cecità e i Winchester le chiedono il suo aiuto per sottoporre Anna Milton a ipnosi e scoprire il suo passato. Pamela aiuta nuovamente Sam e Dean a creare della proiezioni astrali di loro stessi nella quarta stagione, occasione in cui la sensitiva viene ferita a morte da un demone. I fratelli la rincontrano un anno più tardi in Paradiso, dove sembra aver trovato pace e serenità.

### Chuck Shurley
Chuck Shurley (Rob Benedict), conosciuto anche con lo pseudonimo Carver Edlund, è l'autore della serie di romanzi Supernatural, che racconta tutto ciò che i fratelli Winchester hanno vissuto a partire dal loro riavvicinamento nel 2005.
Quando Sam e Dean trovano per caso uno dei suoi libri in una fumetteria, si recano a casa sua per chiedergli della sua apparente onniscienza e Castiel, successivamente, rivela che Chuck è un profeta e che il suo lavoro è destinato a diventare un vangelo, il Vangelo dei Winchester; è inoltre protetto dall'arcangelo Raffaele. In quanto autore dei libri, partecipa alla prima convention dei fan della serie, alla quale vengono invitati anche Sam e Dean.
In un episodio della quinta stagione narra la storia dell'Impala mentre scrive quello che accade nell'episodio sul suo portatile e rivela inoltre a Dean dove avverrà l'incontro tra Lucifero (Sam) e Michele (Adam). Alla fine dell'episodio, Chuck sorride e svanisce nell'aria, lasciando pensare che egli possa essere in realtà qualcosa di più di un profeta. Ricomparirà nella decima stagione, dove si congratula con alcune studentesse che avevano messo in piedi una recita basata sui suoi libri.
Successivamente ricompare nelle ultime puntate dell'undicesima stagione, dove richiama Metatron rivelandogli di essere Dio e molte altre cose, come il significato della vita e il perché non si sia fatto mai vedere dagli umani. Metatron resta sconcertato nello scoprire che Egli ha abbandonato gli umani, la sua creatura prediletta, soltanto a causa della delusione dovuta alla distruzione della natura da parte di coloro che Lui stesso ha creato e, dopo aver scritto assieme al suo antico scriba la sua autobiografia (il cui finale commuove Metatron), viene convinto a dare una mano ai Winchester, gli unici che gli sono sempre stati a cuore: accende quindi l'amuleto di Sam, in grado di rilevare la sua presenza, e successivamente scaccia la nebbia che l'Oscurità, vale a dire sua sorella Amara, usava per far impazzire gli umani; riporta quindi in vita tutte le persone morte a causa sua e appare di fronte a Dean e Sam dicendogli che dovranno parlare.
Nel finale di stagione viene ferito mortalmente da sua sorella durante il piano organizzato insieme ai Winchester, Crowley, Rowena e Castiel (posseduto da Lucifero, col quale si riconcilia grazie ai due fratelli) ma alla fine Dean riesce a far riappacificare le due divinità, che si congedano assieme dal mondo.
Ricompare nell'ultimo episodio della quattordicesima stagione quando fornisce ai Winchester un'arma per uccidere Jack: quando tuttavia Dean si rende conto di non poter uccidere il giovane, Chuck si infuria e Sam capisce che la loro vita non è stata altro che un suo personale show televisivo; Chuck uccide quindi Jack e scatena sulla Terra le anime infernali.
Nella quindicesima stagione si ricongiunge a sua sorella Amara, essendo stato ferito da Sam e non essendo quindi completo, per avere aiuto contro i Winchester; quando tuttavia Sam, a causa di una serie di eventi, perde la speranza di batterlo Chuck ritorna al suo stato normale. Di lì in poi decide di eliminare tutti i mondi in cui non si trovano i veri Sam e Dean in modo da concentrarsi su di loro e avere il suo tanto agognato finale. Una volta ritornato sulla Terra viene avvicinato dalla sorella, che tenta di farlo desistere dal suo proposito; dopo averle rivelato le menzogne dei Winchester, tuttavia, Amara si lascia assorbire dal fratello. Dopo aver rifiutato la resa dei Winchester, Chuck richiama Lucifero dal Vuoto per fargli scoprire il finale del suo libro della Morte; successivamente uccide Michele, ma Sam e Dean riescono a farlo cadere nella loro trappola e alla fine viene privato dei suoi poteri da Jack e lasciato a vivere come un essere umano.

### Becky Rosen
Becky Rosen (Emily Perkins) è la più grande fan di Supernatural, la serie di romanzi scritti da Chuck sulla vita dei fratelli Winchester.
 Nella quinta stagione Chuck la usa come tramite per mandare dei messaggi a Sam e Dean e successivamente si finge lei stessa Chuck per attirarli alla prima convention di Supernatural; nello stesso episodio inizia una storia col profeta e rivela ai fratelli che la Colt è nelle mani di Crowley.

Torna poi nella settima stagione quando un demone degli incroci le offre un siero per far innamorare Sam; l'effetto però è solo temporaneo e Becky cerca l'aiuto del demone, il quale le offre venticinque anni di tempo in cambio dell'amore del cacciatore. Becky tuttavia, pentita di quanto ha fatto, si allea con i Winchester per intrappolare il demone e quando l'aiutante di quest'ultimo sta per uccidere Sam Becky lo uccide. In quel momento arriva Crowley che, deluso dal comportamento del demone, lo uccide e annulla tutti i suoi patti; Sam ottiene l'annullamento del matrimonio e consiglia a Becky di essere se stessa e prima o poi troverà la persona giusta.

Ricompare nella quindicesima stagione quando, dopo essersi rifatta una vita e aver messo su famiglia mantenendo comunque il suo amore per Supernatural (che addirittura è riuscita a trasformare in un lavoro), viene avvicinata da Chuck per avere conforto: la donna gli suggerisce di riprendere a scrivere ma dopo aver bocciato la sua prima bozza Chuck ne scrive una molto più oscura; Chuck le rivela quindi la sua vera identità e la fa sparire assieme alla sua famiglia, per poi continuare a scrivere la nuova fine che ha in mente per i Winchester.

### Lisa Braeden
Lisa Braeden (Cindy Sampson) è un'ex fidanzata di Dean. È rimasta incinta di suo figlio Ben quando era ancora giovane e fa la sua prima apparizione nella terza stagione quando Dean si reca da lei nella città di Morning Hill per rivederla, rimanendo stupito di sapere che è diventata madre e sospettando che il piccolo Ben possa essere suo figlio, ma Lisa lo rassicura confermandogli che non è suo. Sempre nello stesso episodio affrontano e sconfiggono un demone Changeling e alla fine Lisa chiede a Dean di rimanere con lei e Ben, ma il maggiore dei Winchester rifiuta perché ha una missione da compiere.
Nella quinta stagione Dean decide a malincuore di allearsi con l'arcangelo Michele, cosa che lo avrebbe obbligato a uccidere Sam, e dunque va a trovare Lisa confidandogli che tutte le volte che pensa a un futuro felice pensa a lei e Ben. Nell'ultimo episodio della stagione Dean riesce a intrappolare Sam-Lucifero e Adam-Michele nel sigillo e decide di chiudere con la vita del cacciatore; per questo torna da Lisa e Ben per cominciare una vita normale.
All'inizio della sesta stagione Lisa e Ben conducono una vita felice e serena con Dean, ma Sam (uscito dalla gabbia di Lucifero) offre al fratello la possibilità di tornare a fare il cacciatore con lui. Dopo un iniziale rifiuto Dean rivaluta l'offerta del fratello: Lisa comprende il suo desiderio e lo lascia andare. Successivamente Dean vede che Lisa, stanca del loro rapporto a distanza, ha iniziato a frequentare un altro uomo.
I demoni di Crowley, per impedire che Dean ostacoli il piano di aprire la Porta del Purgatorio, uccideranno il fidanzato di Lisa e le faranno del male; Castiel le salva la vita ma Dean, per evitare che cose del genere si ripetano, gli chiede di cancellare tutti i ricordi che Lisa e Ben hanno su di lui. L'angelo lo fa e pertanto quando madre e figlio vedono Dean non lo riconoscono.

### Jody Mills
Jody Mills (Kim Rhodes) è lo sceriffo di Sioux Falls, la città natale di Bobby.
Inizialmente ostile a quest'ultimo, che considera l'ubriacone e il truffatore della città, cambia idea quando scopre che è un cacciatore del soprannaturale. Nella quinta stagione, dopo che suo figlio uccide suo marito a causa della trasformazione in zombie, aiuta Bobby e i Winchester a uccidere gli altri non morti.
Nella sesta stagione distrae un agente dell'FBI che stava indagando su Rufus e, mentre è ricoverata in ospedale, avverte Bobby che i Leviatani hanno preso il controllo della struttura; è inoltre lei a scoprire per caso che il borace riesce a corrodere la pelle di questi mostri.
Nella settima stagione chiama Sam e Dean per un caso in cui salvano Alex, una ragazza che ha sempre vissuto con un gruppo di vampiri per fare da esca, che viene affidata a Jody. Successivamente prenderà in custodioa anche Claire Novak, la figlia del tramite di Castiel che, dopo la scomparsa del padre, ha preso una brutta strada. Le tre, nonostante le difficoltà, diventeranno una vera e propria famiglia.
Nella dodicesima stagione aiuta di nuovo i Winchester contribuendo allo smantellamento del quartier generale degli Uomini di lettere inglesi uccidendo il loro capo, la dottoressa Hess.
Nella tredicesima stagione, dopo aver aiutato di nuovo i Winchester, forma un gruppo di cacciatrici composto da lei, Alex, Claire, Patience Turner (nipote della sensitiva Missouri Mosely, da cui ha ereditato i suoi poteri divinatori) e Donna Hanscum (sceriffo di Stillwater, in Minnesota, e specializzata nella caccia ai vampiri).
Nella quattordicesima stagione aiuta di nuovo i due fratelli a rintracciare la Kaia della dimensione oscura, la cui lancia si rivela in grado di ferire l'arcangelo Michele, senza tuttavia riuscire a entrare in possesso dell'arma.
Nella quindicesima stagione viene rapita dalla Kaia della dimensione oscura per costringere i Winchester ad aiutarla a tornare nel suo mondo e, nel riuscirci, Jody riesce a riabbracciare la Kaia del nostro mondo.

### Ellie Visyak
Ellie Visyak (Kim Johnston Ulrich) è una ex fidanzata di Bobby nonché una rinomata studiosa. Fa la sua prima apparizione nella sesta stagione quando Bobby suggerisce a Dean di chiedere il suo aiuto per sconfiggere i draghi, in quanto Ellie è molto ferrata sull'argomento: la donna, infatti, dona al cacciatore una spada forgiata col sangue di drago visto che è l'unica cosa che può ucciderli. Successivamente Bobby scopre che Ellie è una creatura del Purgatorio e cerca di proteggerla da Crowley e Castiel per sapere come si aprono le porte del mondo da cui proviene; la donna tuttavia rifiuta l'aiuto del cacciatore, pensando di potersela cavare da sola, ma Castiel la rapisce. Crowley poi la uccide, dopo averla torturata facendosi dire come aprire le porte del Purgatorio, ed Ellie muore tra le braccia di Bobby.
Non è chiaro che tipo di creatura soprannaturale Ellie sia, ma sembra che sia molto potente visto che a suo dire il suo potere era paragonabile a quello di Crowley.

### Frank Devereaux
Frank Devereaux (Kevin McNally) è un esperto di computer in debito con Bobby che per questo aiuta Sam e Dean coi Leviatani. I Winchester gli affidano i numeri lasciati loro da Bobby sul letto di morte per scoprire i piani dei Leviatani e Frank riesce a scoprire che si tratta di coordinate che riportano a un appezzamento di terreno acquistato proprio dall'azienda di Dick Roman; chiama quindi i Winchester per rivelargli ciò che aveva scoperto ma quando i due arrivano alla sua roulotte la trovano sottosopra e piena di sangue. Lascia quindi le informazioni criptate per Sam e Dean nel suo hard-disk, che viene consegnato loro da Charlie.

### Kevin Tran
Kevin Tran (Osric Chau) è un giovane e brillante studente del Michigan che viene scelto come profeta.

Nella settima stagione viene spinto a guidare la macchina di sua madre fino al manicomio in cui si trova Castiel e dove Sam e Dean hanno preso il Verbo di Dio, che riesce a rubare, ma viene poi fermato da Sam e Meg. Due angeli cercano quindi di rapirlo per portarlo nel deserto, ma Meg ne uccide uno per salvare la vita di Castiel e così l'altro acconsente a lasciargli terminare la trascrizione del Verbo lì dove si trova. Finita la traduzione viene portato a casa, dove viene rapito dai Leviatani assieme alla madre e costretto a tradurre la tavola anche per i mostri fuggiti dal Purgatorio: Kevin cerca di fuggire dall'edificio in cui lo hanno rinchiuso ma viene prima fermato dalla segretaria di Dick Roman e poi rapito da Crowley.

Il re degli Inferi porta a Kevin una seconda tavola che parla dei demoni, ma proprio grazie a questa riesce a scappare uccidendo i due demoni che lo tenevano prigioniero e ingannando Crowley. Si mette quindi in contatto con Sam e Dean, che arrivano in suo aiuto prima che Crowley irrompa nella chiesa e uccida la sua ex ragazza. Con l'aiuto dei Winchester e della madre s'impegnerà a tradurre la tavoletta, in quanto questa può rivelare come chiudere per sempre le porte dell'Inferno; dopo estenuanti mesi di impegno scopre che per farlo è necessario completare tre prove: bagnarsi col sangue di un Cerbero, salvare un'anima buona dall'Inferno e redimere un demone. Durante l'impresa sua madre sarà uccisa da Crowley e si accorgerà che Metatron è un impostore, non trovando alcun riferimento a prove per chiudere il Paradiso.

Proverà poi ad andarsene dal bunker dei Winchester e a rifarsi una vita, ma tramite una macchina dei Letterati si accorgerà che nel mondo stanno cadendo migliaia di angeli a causa dell'incantesimo di Metatron: deciderà dunque di rimanere ad aiutare i Winchester a invertire l'incantesimo visto che, come gli fa notare Dean, sono l'unica famiglia che gli rimane. Sarà ucciso dall'angelo Gadreel, mentre possiede Sam, su ordine di Metatron.

Nella tredicesima stagione compare il Kevin della dimensione alternativa aperta da Jack: il giovane profeta è alle dipendenze dell'arcangelo Michele e cerca di realizzare un incantesimo per aprire un nuovo varco, che però verrà sfruttato da Lucifero. Successivamente proverà a prendere la vita di Jack, Mary e altri capi della resistenza umana fatti prigionieri facendosi esplodere con un incantesimo.

Ricompare nella quindicesima stagione tra le anime fuggite dall'Inferno dopo che Chuck ne ha aperto le porte: in questa occasione rivela ai Winchester di non essere stato mandato in Paradiso ma appunto all'Inferno e, dopo averli aiutati, decide di vagare per sempre sulla Terra pur di non tornare all'Inferno.

### Amelia Richardson
Amelia Richardson (Liane Balaban) è una veterinaria che cura un cane investito da Sam. I due cominciano a uscire e vivere insieme durante la permanenza di Dean in Purgatorio. Quando suo marito, dato per disperso in guerra, torna a casa, Sam sceglie di lasciarla definitivamente, nonostante l'ami, decidendo di continuare con la vita del cacciatore insieme al fratello.

### Eva
Eva (Julia Maxwell) è l'essere che ha generato molte delle creature sovrannaturali esistenti, dalle quali è appunto chiamata "madre".
Viene menzionata per la prima volta nella sesta stagione quando l'Alfa dei vampiri rivela di essere stato creato da lei; in seguito alcuni suoi figli, i draghi, riescono a farla uscire dal Purgatorio. A causa di un verme parassita creato da lei, Bobby uccide Rufus. Castiel, Dean, Sam e Bobby scoprono quindi che per ucciderla sono necessarie le ceneri di una fenice, che riescono a procurarsi tramite un viaggio nel tempo, giungendo all'epoca del Far West.
Eva cerca poi di trasformare il genere umano in mostri ibridi pertanto Castiel, Bobby e i fratelli Winchester cercano di fermarla; l'angelo, tuttavia, non riesce a usare i suoi poteri perché la sola presenza di Eva li sopprime. Eva spiega poi che sta cercando di creare un esercito per contrastare Crowley, che sta torturando i suoi figli per avere informazioni sul Purgatorio.
Dopo che i suoi servi catturano i fratelli Winchester e i loro amici, Eva prende le sembianze di Mary Winchester e morde Dean, ma questi aveva ingerito le ceneri della fenice e così facendo la uccide.

### Billie
Billie (Lisa Berry) è una Mietitrice che compare per la prima volta nell'undicesima stagione.
Sam la incontra mentre sta mietendo le anime di coloro che sono morti dopo essere stati infettati dall'Oscurità e gli fornisce un indizio su come curarli; successivamente aiuta più volte i due fratelli consentendo loro di morire "temporaneamente" per perseguire i loro scopi, ma questo non fa che accrescere il suo astio verso di loro.

Nella dodicesima stagione, quando Dean e Sam vengono catturati dal governo, Billie acconsente un'ultima volta a che usino lo stratagemma della morte temporanea per fuggire ma pretende che in cambio uno di loro si rechi con lei in Paradiso per sempre; Castiel tuttavia interviene e la uccide.

Nella tredicesima stagione ricompare dove rivela di essere diventata la nuova Morte e mostra a Dean la biblioteca dove sono conservati i libri sulla storia di ogni essere vivente, incluso Chuck.

Nella quattordicesima stagione ricompare nel Vuoto dopo che Jack viene ucciso da Chuck dicendogli che ha una missione da compiere: nella quindicesima lo rimanda sulla Terra dandogli un preciso piano da seguire in modo da ottenere un potere sufficiente ad uccidere Chuck, ormai preda della sua megalomania.

### Rowena
Rowena MacLeod (Ruth Connell), nata col nome Raggedy Ann, è la madre di Crowley ed è una strega molto potente. Appare per la prima volta nella decima stagione.

Venne cacciata dalla grande congrega delle streghe circa trecento anni prima degli eventi attuali perché la sua magia era considerata troppo pericolosa: grazie ad essa è rimasta giovane nel corso dei secoli e dispone di poteri elevatissimi che afferma con orgoglio essere un talento naturale, tanto da mettere in difficoltà persino Castiel.

Non prova nessun affetto per il figlio, tanto da affermare di averlo concepito durante un'orgia e di aver tentato di barattarlo da bambino per tre maiali; successivamente gli confessa di odiarlo perché le ricorda la debolezza che comporta l'amore e la propria vita prima della magia. L'unica persona verso la quale abbia mai provato affetto è stato il figlio della famigliola polacca che la accolse dopo la cacciata dalla congrega e al quale donò l'immortalità; verrà tuttavia costretta ad ucciderlo come parte del rituale per liberare Dean dal Marchio di Caino contenuto nel Libro dei Dannati, che solo lei è in grado di leggere e interpretare grazie agli appositi strumenti (un codice di lettura e il decodificatore ideato da Charlie).

Nella decima stagione ritorna in circolazione con lo scopo di fondare una propria congrega magica per vendicarsi dei torti subìti, ma, quando scopre che suo figlio è diventato il Re degli Inferi, dopo essere stata da lui catturata comincia a vivere a corte tentando di manipolarlo facendogli credere che ogni suo sottoposto e soprattutto i Winchester (che la incrociano proprio per fermare la sanguinosa ascesa sua e delle sue nuove accolite) sono pronti a farlo fuori. Dopo aver scoperto i suoi inganni, Crowley la caccia minacciandola di morte qualora dovesse tentare di nuovo di ostacolarlo.

Nell'undicesima stagione viene costretta a collaborare di nuovo con il figlio e i Winchester in modo che Sam possa parlare con Lucifero, intrappolato nella sua gabbia all'Inferno, per trovare un modo per fermare l'Oscurità, liberata sulla Terra a causa dello scioglimento del Marchio: la strega aiuta il diavolo ad evadere ma questi, una volta preso possesso del corpo di Castiel ed essersi assicurato che solo lei avrebbe potuto rinchiudelo di nuovo nella gabbia, le spezza il collo. Grazie ad un incantesimo di resurrezione torna in vita e cercherà di vendicarsi del suo assassino, arrivando addirittura ad aiutare Amara a riprendersi dall'attacco che le hanno sferrato gli angeli.

Nella dodicesima stagione Rowena scopre che Lucifero ha preso possesso del cantante Vince Vincente e questi, essendo l'unica che può rispedirlo all'Inferno, la schiavizza ancora una volta; nel tentativo di costringere la strega a fortificare il suo tramite, viene però indebolito da un incantesimo con cui Rowena riesce a farlo finire nelle profondità oceaniche. Lucifero si salverà e riacquisterà parte dei suoi poteri grazie ad una sua piuma, usata per uno pseudorituale satanico da due ragazzi; in collaborazione coi Winchester la strega libererà il presidente degli Stati Uniti Jefferson Rooney dal controllo di Lucifero ma Crowley riesce ad modificare l'incantesimo che avrebbe dovuto rispedirlo nella gabbia e a reinserirlo nel suo vecchio tramite, modificato per essere assoggettarlo al suo potere; Lucifero riuscirà nuovamente a fuggire e, nell'ultimo episodio della stagione, ucciderà la strega bruciandola viva dopo averla brutalmente picchiata.

Nella tredicesima stagione ritorna da Sam e Dean, rivelando di essersi salvata grazie ad un altro incantesimo di resurrezione, e li aiuta a recuperare il Grimorio Oscuro, un potente manuale di magia oscura sottratto loro da due sorelle streghe; per questo motivo Sam le concederà di prendere le pagine contenenti un incantesimo con cui aumentare i suoi poteri, anche perché la strega gli rivela di aver visto il vero aspetto di Lucifero proprio come lui. In seguito aiuta i Winchester a realizzare l'incantesimo per aprire il portale per la dimensione alternativa.

Nella quattordicesima stagione Sam si rivolge a lei per cercare di salvare Jack, prossimo alla morte dopo aver perso la sua grazia: la strega spiega il motivo del malessere del ragazzo ma che non può fare nulla per salvarlo. Successivamente aiuta di nuovo i Winchester e Michele riesce a prendere possesso del suo corpo, ma Jack riesce a salvarla. Più avanti cerca di aiutare Sam e Dean a fermare Jack dopo che questi, avendo perso il controllo dei suoi poteri, ha ucciso Mary.

Nella quindicesima stagione viene chiamata dai Winchester per aiutarli con le anime fuggite dall'Inferno per opera di Chuck e, dopo aver tentato varie strade, decide infine di utilizzare un incantesimo suicida per assorbire le anime e confinarle di nuovo all'Inferno; qualche tempo dopo i Winchester e Castiel si recano all'Inferno per scoprire da Michele come intrappolarono Amara e usare la stessa procedura con Chuck: in questa occasione i tre scoprono che Rowena è la nuova regina e li aiuta con il loro piano.

### Cole Trenton
Cole Trenton (Travis Aaron Wade) è un ex militare che dà la caccia a Dean.
Fa il suo esordio nella decima stagione, quando cattura Sam allo scopo di usarlo come esca per attirare Dean in trappola. Sam riesce poi a fuggire anche se in realtà Cole lo ha fatto scappare di proposito sperando che Sam lo portasse da suo fratello riuscendo nell'impresa. Trovato Dean lo affronta ma quest'ultimo, essendo diventato un demone a causa del Marchio di Caino, è fin troppo forte e sconfigge facilmente Cole, risparmiandogli la vita in modo che viva con la vergogna di essere stato battuto dall'uomo che ha ucciso suo padre: questo è infatti il motivo per cui Cole dà la caccia al maggiore dei Winchester, non sapendo che suo padre è stato ucciso perché si era trasformato in un mostro.
Dopo aver appreso dell'esistenza dei demoni ne cattura uno e si fa dire dove trovare Dean. Una volta trovato combatte contro di lui: Dean non è più un demone ma lo sconfigge un'altra volta e gli rivela la verità mentre Sam lo convince a tornare dalla sua famiglia lasciando perdere la vendetta.
Successivamente affianca i fratelli Winchester nella lotta contro alcuni vermi Khan che hanno preso possesso di alcuni suoi amici ed ex commilitoni.

### Amara
Amara, conosciuta anche come L'Oscurità (Gracyn Shinyei, Yasmeene Ball, Samantha Isler, Emily Swallow), è la sorella gemella di Chuck, con il quale regola l'equilibrio cosmico. È un'entità primordiale estremamente potente che esiste da prima dell'inizio dei tempi, insieme a suo fratello. È descritta come l'oscurità che esisteva prima della Creazione. Chuck creò gli Arcangeli per combattere una guerra terribile contro di lei. Attraverso il potere combinato di Dio e degli Arcangeli, Chuck la sconfisse, ma non poteva ucciderla, poiché entrambi avevano bisogno di essere vivi perché la luce non può esistere senza l'oscurità e uccidere Amara avrebbe interrotto l'equilibrio su cui si fonda la realtà, distruggendola. Decise così di sigillarla, usando il Marchio di Caino sia come serratura che come chiave.
Compare per la prima volta nel finale della decima stagione quando Dean si libera dal Marchio di Caino grazie all'incantesimo di Rowena, che appunto rilascia l'Oscurità dalla sua millenaria prigionia. I Winchester corrono in macchina ma la nube nera li avvolge: Dean vede quindi una donna, cioè la forma adulta di Amara, e i due dimostrano subito una forte attrazione reciproca. Successivamente l'entità prenderà possesso di una neonata, che presenta il Marchio sul petto, e crescerà rapidamente nutrendosi di anime umane; tutti coloro che entrano in contatto con lei ne restano infetti e Sam, anche lui contagiato, scopre che l'unico antidoto è l'olio sacro. Crowley, capendo subito l'eccezionalità del suo potere, cerca di portarla dalla sua parte ma quando Amara giunge alla forma di una giovane donna decide di non stare più al suo gioco e se ne va. Raggiunta la forma adulta ritrova Dean e gli rivela chi è e gli narra di come Chuck e gli arcangeli l'abbiano sigillata all'inizio dei tempi perché temevano la sua potenza e il suo piano, cioè creare un universo diametralmente opposto a quello attuale. I Winchester tenteranno di fermarla in ogni modo, ma si dimostrerà persino più potente di suo fratello; successivamente scaccerà Lucifero dal corpo di Castiel e ferirà Chuck, ma Dean riuscirà a placare la sua sete di vendetta e le due entità, ora riappacificatesi, se ne andranno insieme lontano. Come regalo per avergli restituito suo fratello, Amara riporta in vita Mary Winchester.

Torna nella quindicesima stagione quando Chuck, dopo aver scatenato le anime infernali contro i Winchester, la raggiunge per chiederle aiuto essendo stato ferito da Sam; successivamente viene avvicinata dai Winchester per chiederle aiuto contro suo fratello e Dean, dopo una lunga trattativa, riesce a convincerla. Successivamente tenta di far desistere il fratello dal suo proposito di distruggere l'universo e ricrearne un altro, ma quando Chuck le rivela le menzogne dei Winchester si lascia assorbire da lui. Dopo che Jack assorbe il potere di Chuck e diventa il nuovo Dio, afferma che ora lui e Amara vivono in armonia.
Amara è, insieme a suo fratello, l'entità più forte della serie: per imprigionarla quest'ultimo e gli arcangeli hanno dovuto combattere insieme, riuscendoci a malapena, mentre successivamente si è dimostrata in grado di resistere al pugnale anti-demoni di Dean (spezzandolo con il solo contatto), ad un attacco angelico (da cui si riprende grazie alle cure di Rowena), all'uso di una Mano di Dio da parte di Lucifero e ad un attacco di massa di demoni, angeli e streghe. Probabilmente è più vecchia della Morte, infatti quando Dean l'ha menzionata Amara afferma di non sapere cosa sia.

### Donatello Redfield
Donatello Redfield (Keith Szarabajka) è un profeta che compare per la prima volta nell'undicesima stagione.

Prima di ottenere i suoi poteri era un professore di chimica e un ateo convinto; dopo la liberazione dell'Oscurità, tuttavia, comincia ad avere delle visioni su di lei ed è per questo che i Winchester vengono in contatto con lui, che li aiuterà in vari modi contro Amara pur perdendo la sua anima.

Nella tredicesima stagione ritrova Sam e Dean seguendo il potere di Jack e li aiuta ad allontanare Asmodeus, che voleva mettere le mani sul potere del Nephilim. Successivamente i Winchester gli si rivolgono per interpretare la tavoletta dei demoni e aprire un varco nella dimensione in cui si trovano Mary e Jack, ma Asmodeus riesce a soggiogarne la mente e a costringerlo a rivelargli tutto ciò che scoprirà. Successivamente comincerà a tradurre la tavoletta dei demoni per scoprire l'incantesimo con cui aprire il varco per la dimensione alternativa e ci riuscirà, ma il potere dell'artefatto lo corromperà: Castiel, quindi, si trova costretto ad entrare nella sua mente e, dopo aver scoperto sia la formula che il controllo su di lui del principe infernale, lo lascia in stato di morte cerebrale.

Nella quattordicesima stagione Castiel lo riporta alla normalità dopo che Dean e Sam scoprono che il suo rimanere tra la vita e la morte poteva dare vita a dei profeti degeneri e in seguito aiuta Jack ad affrontare la perdita della sua anima. Successivamente viene rapito da Nick, che iniettandogli della Grazia angelica fornitagli dai demoni lo usa come tramite per parlare con lo spirito di Lucifero e quindi mette in atto un piano per riportare l'arcangelo in vita, che però viene sventato dai Winchester e Jack.

Nella quindicesima stagione i Winchester ricorrono di nuovo al suo aiuto per chiedergli di interpretare il Verbo di Dio sui demoni e scoprire come fu intrappolata Amara per usare la stessa procedura su Chuck.

### Jack Kline
Jack Kline (Alexander Calvert) è un Nephilim, figlio dell'umana Kelly Kline e di Lucifero. È stato concepito dal diavolo quando questi aveva preso possesso del corpo del presidente degli Stati Uniti Jefferson Rooney, che aveva una relazione segreta con la sua assistente Kelly.

Appare per la prima volta nell'episodio finale della dodicesima stagione quando, pochi minuti dopo la sua nascita, raggiunge l'aspetto di un adolescente seguendo il volere della madre, che sin da quando lo portava in grembo lo ha messo in guardia dai pericoli del mondo e gli ha dimostrato il suo amore spronandolo inoltre ad essere una brava persona.

I suoi poteri si manifestano già prima che venisse al mondo: dopo aver scelto Castiel come protettore della madre, infatti, lo rende in grado di uccidere col solo contatto il principe infernale Dagon; un afflato del suo potere crea un'apertura che dà accesso ad un'altra dimensione in cui i fratelli Winchester non sono mai nati e pertanto l'Apocalisse è avvenuta, portando alla nascita del regno di terrore dell'arcangelo Michele, e inoltre salva più volte la vita della madre dai suoi tentativi di suicidio.

Nella tredicesima stagione Sam e Dean decidono di portarlo con loro, sebbene quest'ultimo si dimostri inizialmente ostile al giovane data la sua origine; il minore dei Winchester, invece, si dice convinto che sia solo un ragazzo che ha bisogno di una guida e che pertanto, se indirizzato correttamente, potrà fare del bene. Dopo alcuni casi risolti assieme la fiducia reciproca si rafforza, anche perché Jack riesce a riportare in vita Castiel, ma dopo aver inavvertitamente ucciso un uomo durante una missione decide di andarsene; successivamente, dopo aver aumentato i poteri della dreamwalker Kaia, finisce nella dimensione in cui si trova Mary: i due riescono a sfuggire a Michele e a raggiungere il campo di sopravvissuti umani guidati dal Bobby di questa dimensione e Jack decide di voler fermare per sempre l'arcangelo. Successivamente si ricongiunge a Sam e Dean e conosce suo padre Lucifero; dopo un iniziale avvicinamento lo disconosce per sempre e il diavolo gli ruba la grazia, ma Dean diviene il tramite di Michele e riesce infine ad uccidere Lucifero.

Nella quattordicesima stagione cerca di superare il trauma impegnandosi per diventare un buon cacciatore; in seguito comincia ad accusare dei sintomi preoccupanti: grazie all'aiuto di Rowena i Winchester scoprono che la perdita della grazia ha rotto l'equilibrio tra la sua parte umana e quella angelica e dopo poco tale condizione gli costa la vita; con l'aiuto di Lily Sunder e il sacrificio di una parte della sua anima, tuttavia, Jack torna in vita. Quando Michele riesce ad evadere dalla mente di Dean, Jack lo affronta e riesce ad ucciderlo e a rubargli la Grazia recuperando i suoi poteri ma bruciando ciò che restava della sua anima: questo causa problemi sempre più seri finché Jack si trova costretto ad usare di nuovo i suoi poteri (che Sam e Dean gli avevano proibito di utilizzare finché non ne avesse ottenuto di nuovo il pieno controllo) per fermare Nick, che ha messo in atto un piano diabolico per tornare ad essere il tramite di Lucifero. Jack uccide Nick e poco dopo, perdendo di nuovo il controllo, uccide anche Mary: costretto alla fuga per non affrontare Sam e Dean manifesta il suo inconscio nella forma di Lucifero/Nick e, dopo essere stato manipolato da Duma per creare nuovi angeli usando gli esseri umani, viene convinto dai Winchester ad entrare in una cassa di Malak, capace di contenere anche un arcangelo: il suo inconscio gli rivela tuttavia l'inganno e Jack riesce ad evadere. Dopo aver avuto modo di parlare con Castiel, Jack viene trovato da Dean, che impugna un'arma in grado di ucciderlo fornitagli da Chuck: Jack non oppone resistenza ma Dean non riesce ad ucciderlo, pertanto Chuck stesso lo uccide rivelando che aspettava un finale diverso. Il Nephilim si sveglia quindi nel Nulla cosmico, dove viene avvicinato da Billie e un'ombra.

Viene rimandato sulla Terra dalla Morte nella quindicesima stagione: una volta riunitosi con Castiel e i Winchester spiega loro che il piano di Billie, che lo ha appositamente tenuto nascosto nel Vuoto, consiste nel farlo diventare sempre più forte finché non sarà in grado di uccidere Chuck. Dopo essersi rafforzato ingerendo i cuori dei malvagi angeli Grigori, Jack riesce a recuperare anche la sua anima giungendo nel Giardino dell'Eden grazie ad un artefatto noto come Occultum. L'ultima parte del piano consiste nell'assorbire una costola di Adamo in modo da diventare una sorta di bomba cosmica in grado di eliminare Chuck: quest'ultimo scopre tuttavia il piano e Jack esplode nel Vuoto dopo esservi stato scagliato da Billie. Ritornato sulla Terra senza i suoi poteri, Jack comincia ad assorbire l'energia di quanto gli sta attorno fino a che non diviene abbastanza forte da assorbire i poteri di Chuck e di Amara (fusa col fratello) e prenderne il posto. Divenuto il nuovo Dio e riportato il mondo alla normalità, Jack saluta Sam e Dean.
Fin dalle sue prime apparizioni Jack si dimostra uno dei personaggi più potenti della serie: oltre alle sopracitate caratteristiche si è dimostrato totalmente immune alle lame angeliche mentre i suoi poteri sono giunti fino nel Nulla cosmico, dove secondo Castiel nemmeno Dio ha potere; inoltre ha la capacità di ampliare notevolmente i poteri di altre entità, come dimostrato con lo stesso Castiel e in altre occasioni. Sia gli angeli che i demoni si dimostrano fin da subito fortemente intenzionati a mettere le mani sui suoi poteri, che sono ritenuti pressoché illimitati: una leggenda afferma addirittura che i Nephilim hanno la possibilità di diventare persino più potenti dell'angelo che li ha generati.

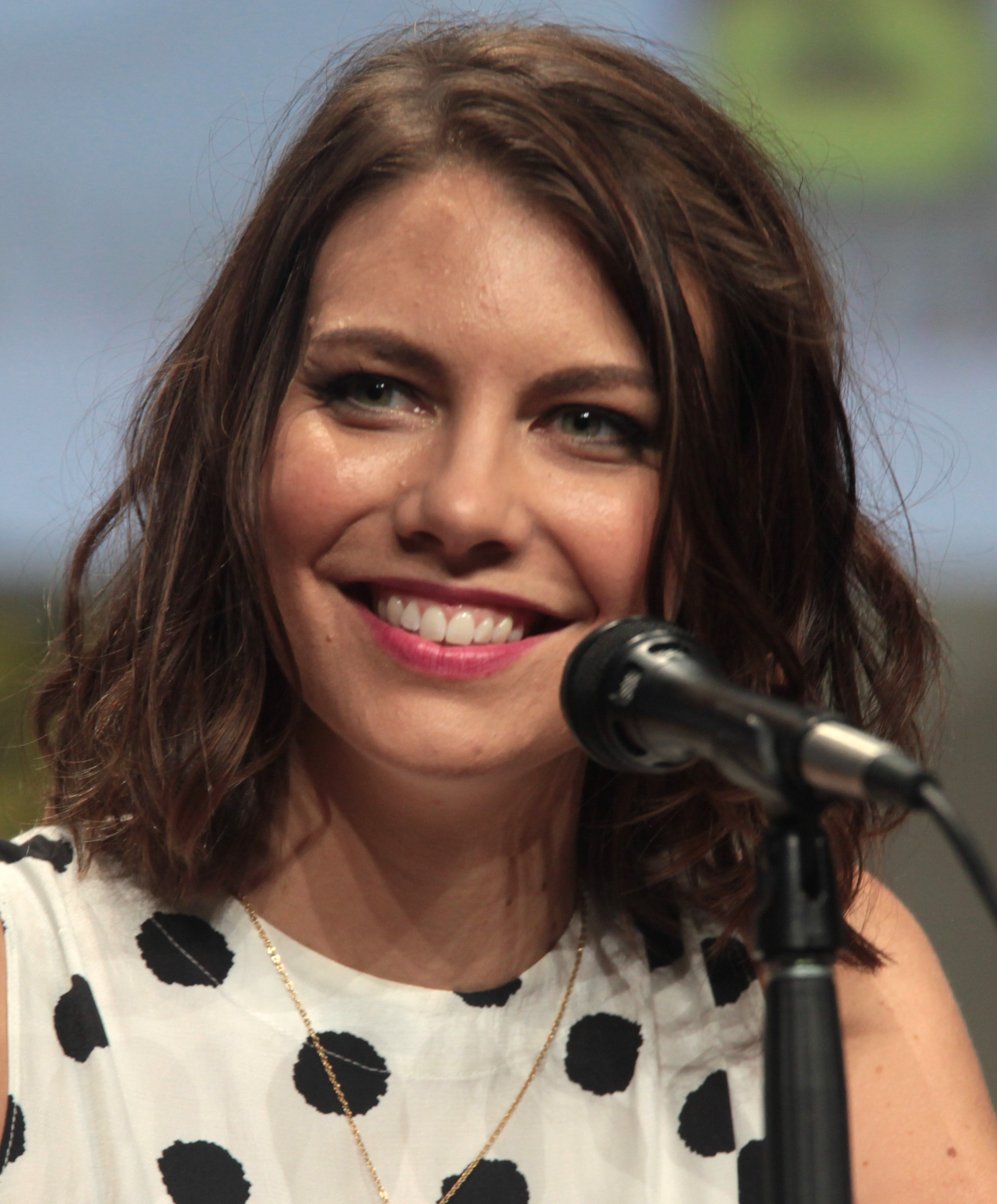
Lauren Cohan interpreta Bela Talbot.
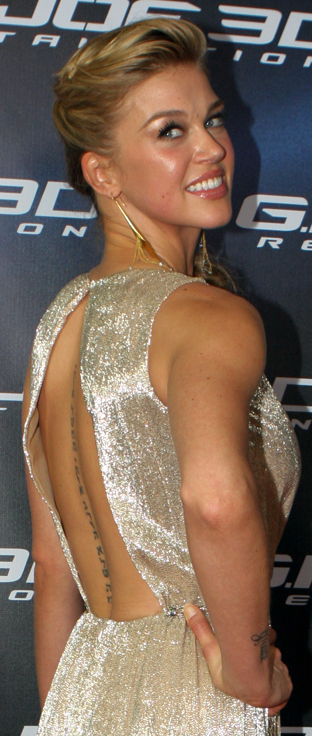
Adrianne Palicki interpreta Jessica Lee More
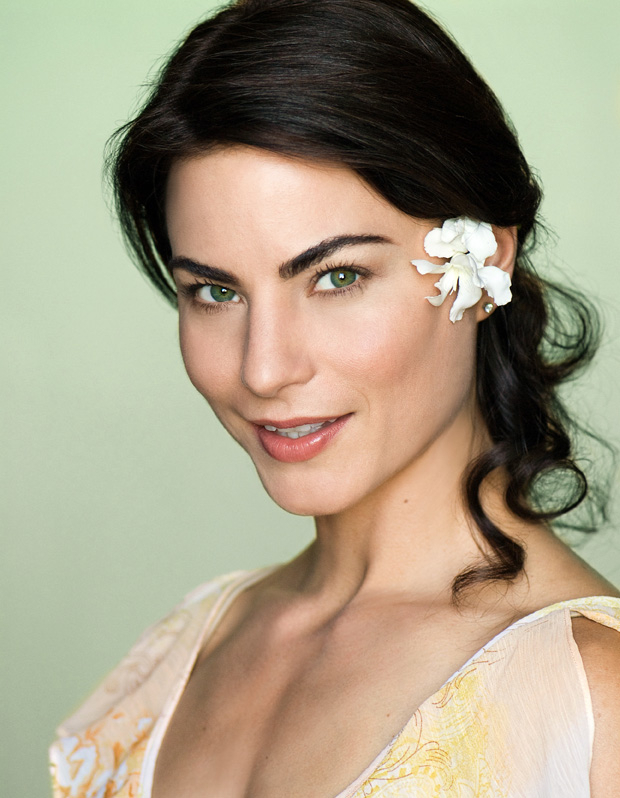
Traci Dinwiddie interpreta Pamela Barnes
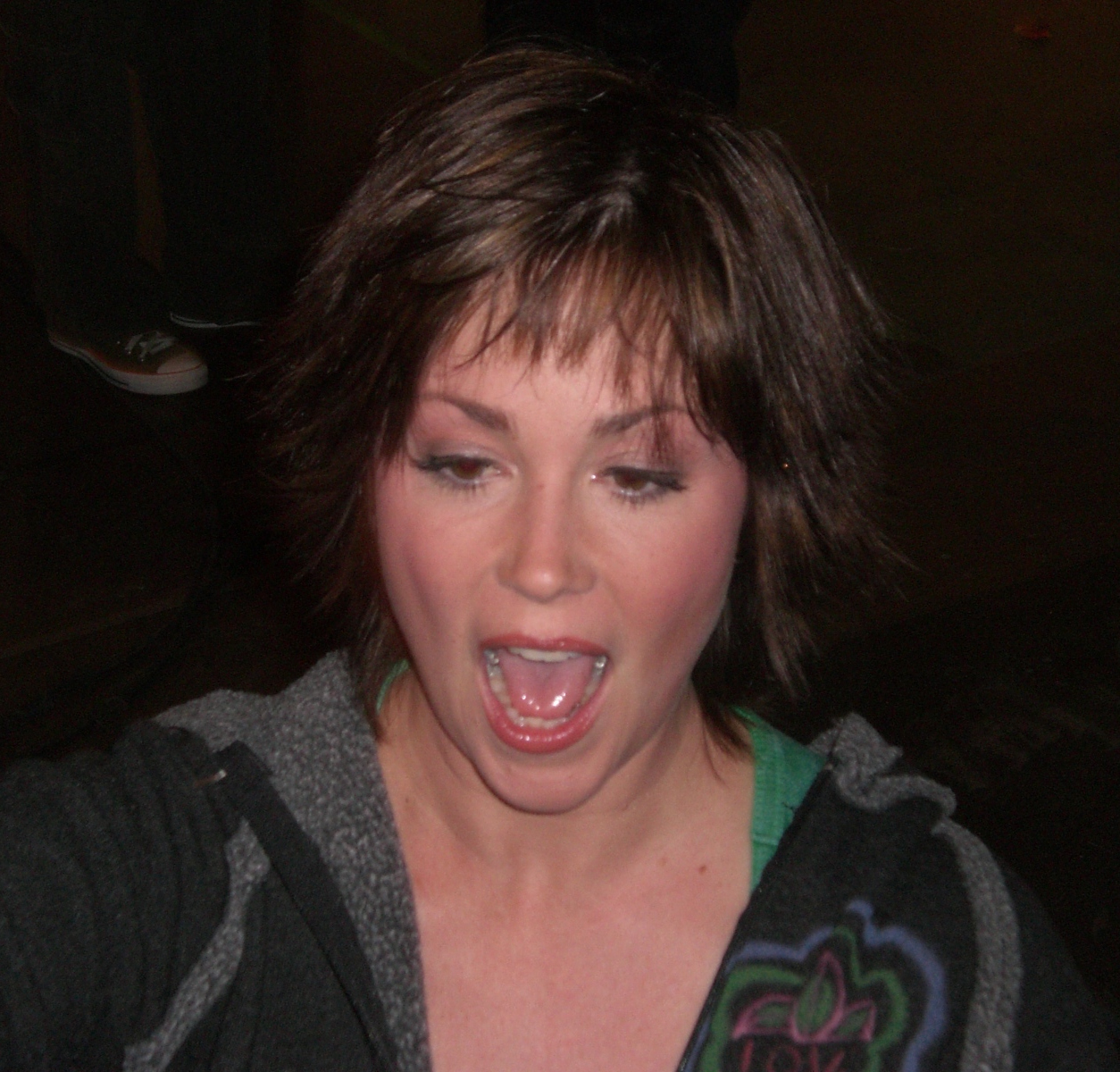
Kim Rhodes interpreta lo sceriffo Jody Mills
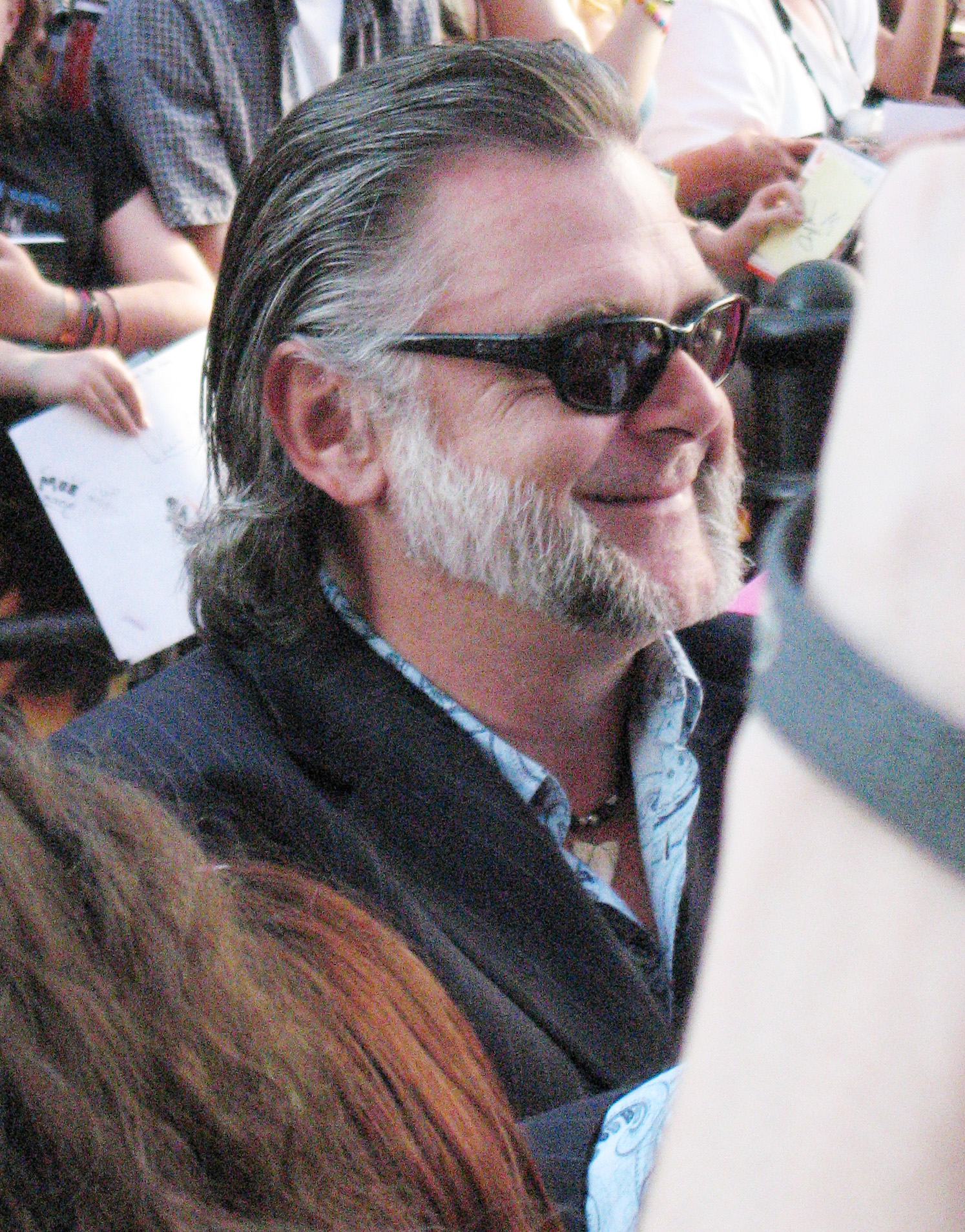
Kevin McNally interpreta Frank Devereaux
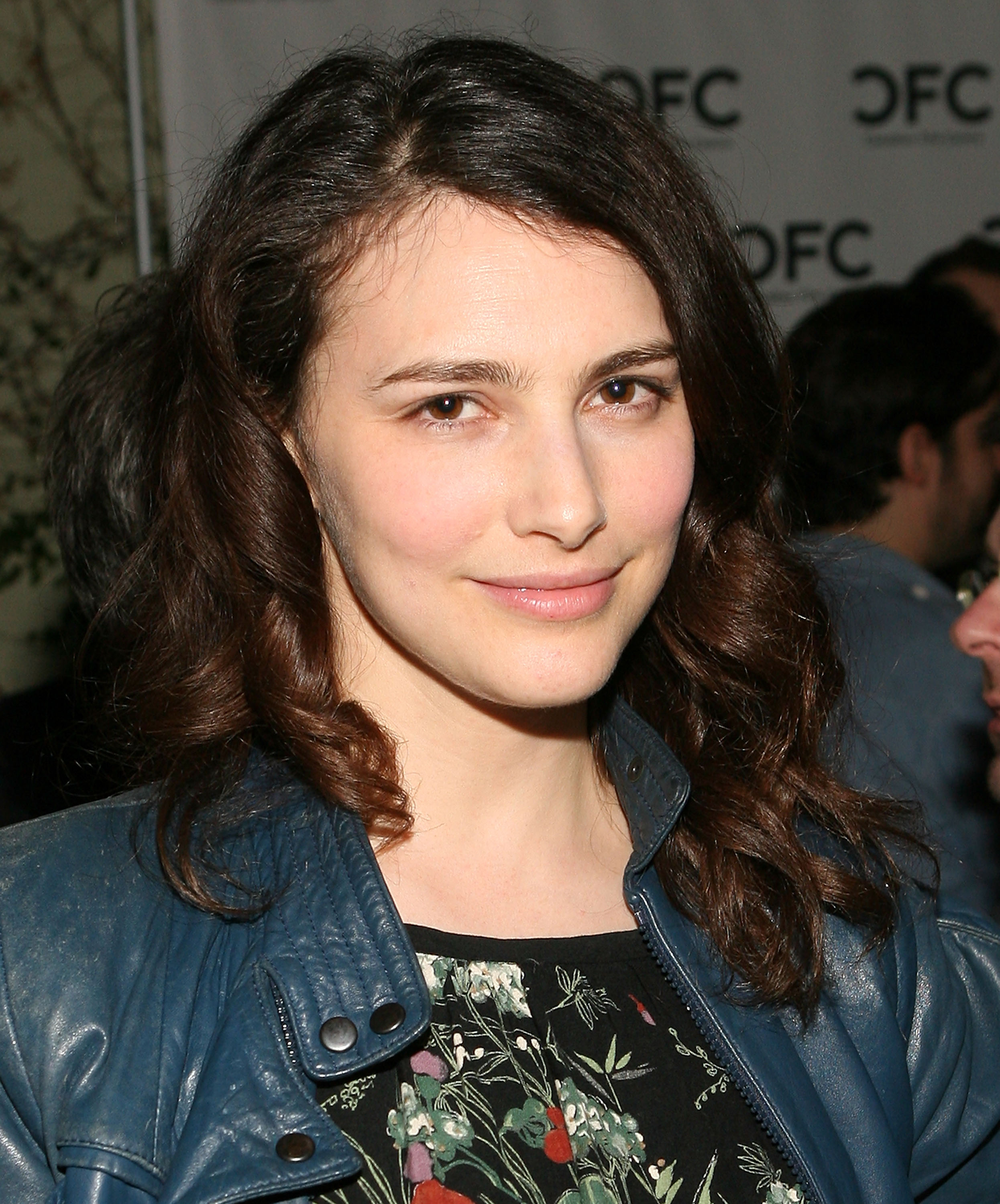
Liane Balaban interpreta Amelia Richardson